# Siemianowice Śląskie
Siemianowice Śląskie (1922–1927 Huta Laura-Siemianowice, niem. Laurahütte-Siemianowitz) – miasto na prawach powiatu w południowej Polsce, położone na Górnym Śląsku, w województwie śląskim, na Wyżynie Śląskiej, nad Brynicą. Jest jednym z ośrodków centralnych Górnośląsko-Zagłębiowskiej Metropolii o silnej urbanizacji i uprzemysłowieniu, z wyraźnie zaznaczonymi śladami dawnej działalności górnictwa węgla kamiennego i hutnictwa. Powierzchnia miasta wynosi 25,5 km². Według danych Głównego Urzędu Statystycznego z 31 grudnia 2022 roku, Siemianowice Śląskie miały 63 892 mieszkańców i były pod względem liczby ludności 16. miastem w województwie śląskim, a także 58. spośród najludniejszych miast w Polsce.
Siemianowice Śląskie są miastem stosunkowo młodym – posiada ono prawa miejskie od 1932 roku i składa się z osad powstałych w okresie średniowiecznym, z których część wzmiankowano już w XIII wieku. Obecnie stanowią dzielnice miasta i są to: Bańgów, Bytków, Michałkowice, Przełajka i Siemianowice. W II połowie XVIII wieku rozpoczął się rozwój przemysłowy terenów obecnego miasta. Powstały kopalnie węgla kamiennego oraz huty, w tym w 1836 roku huta żelaza „Laura”, która była w tamtych czasach jednym z największych zakładów tego typu w Europie. Pod koniec XX wieku w wyniku przemian gospodarczych upadł przemysł ciężki, a w wyniku restrukturyzacji rozwinęły się inne gałęzie gospodarki. Funkcjonuje tutaj podstrefa Katowickiej Specjalnej Strefy Ekonomicznej, a także rozwinięty jest sektor małych i średnich przedsiębiorstw. 
Przez miasto przebiegają droga krajowa nr 94 łącząca Siemianowice Śląskie z Bytomiem i Krakowem, a także towarowa linia kolejowa nr 161 Katowice Szopienice Północne – Chorzów Stary. W Siemianowicach Śląskich znajduje się siedziba znanego w kraju Centrum Leczenia Oparzeń. Miasto posiada również liczne tereny sportowo-rekreacyjne, w tym parki: Miejski, Górnik i Pszczelnik, a także kompleks leśny Bażantaria i pola golfowe Śląskiego Klubu Golfowego. W sąsiedztwie Siemianowic Śląskich znajduje się Park Śląski. Miasto posiada liczne obiekty historyczne, a także wpisane do rejestru zabytków, w tym zespół parkowo-pałacowy, którego historia sięga XVII wieku. Na terenie byłej kopalni „Michał” powstał SCK Park Tradycji, a w miejscu dawnego spichlerza Muzeum Miejskie. Miasto jest ponadto siedzibą dekanatu Siemianowice Śląskie rzymskokatolickiej archidiecezji katowickiej.

## Geografia

### Położenie
Siemianowice Śląskie położone są w południowej Polsce, w środkowej części województwa śląskiego, w odległości około 4 kilometrów od stolicy województwa – Katowic. Pod względem regionów fizycznogeograficznych miasto leży na Wyżynie Katowickiej będącej częścią Wyżyny Śląskiej. Siemianowice Śląskie są miastem na prawach powiatu o powierzchni 25,5 km², co stanowi 0,2% powierzchni województwa śląskiego. Miasto jest jednym z ośrodków centralnych konurbacji górnośląskiej oraz Górnośląsko-Zagłębiowskiej Metropolii. W odległości około 20 km od miasta na północ zlokalizowany jest port lotniczy Katowice-Pyrzowice.
Siemianowice Śląskie graniczą z następującymi miastami:
- od północy z Piekarami Śląskimi, Wojkowicami i Będzinem[8]; granica biegnie wzdłuż drogi krajowej nr 94, po czym od skrzyżowania z ulicą Tarnogórską i ulicą Wrocławską biegnie w kierunku północno-wschodnim[13] przez pola uprawne w rejonie Bańgowa i Przełajki oraz wzdłuż Brynicy[8],
- od wschodu z Czeladzią; granica biegnie wzdłuż Brynicy[8], po czym na wysokości Rowu Michałkowickiego biegnie na południe równolegle do Parku Pszczelnik i ulicy Cmentarnej[13] przez nieużytki[8],
- od południa z Parkiem Śląskim w Chorzowie[13] i Katowicami; granica biegnie wzdłuż ulicy Telewizyjnej w Katowicach oraz przez hałdy i tereny przemysłowe[8] (rejon ulicy Chemicznej i ulicy Budowlanej)[13],
- od zachodu z Chorzowem[8]; granica biegnie równolegle do ulic: Planty Śląskie i Władysława Łokietka[13], a dalej przez pola uprawne w rejonie Bytkowa i Michałkowic[8].

Pod względem geologicznym, Siemianowice Śląskie położone są w Górnośląskim Zagłębiu Węglowym, obejmującym cały Górnośląski Okręg Przemysłowy i Rybnicki Okręg Węglowy. Pod względem historycznym miasto położone jest we wschodniej części Górnego Śląska. W latach 1975–1998 miasto administracyjnie należało do województwa katowickiego. 

### Podział administracyjny

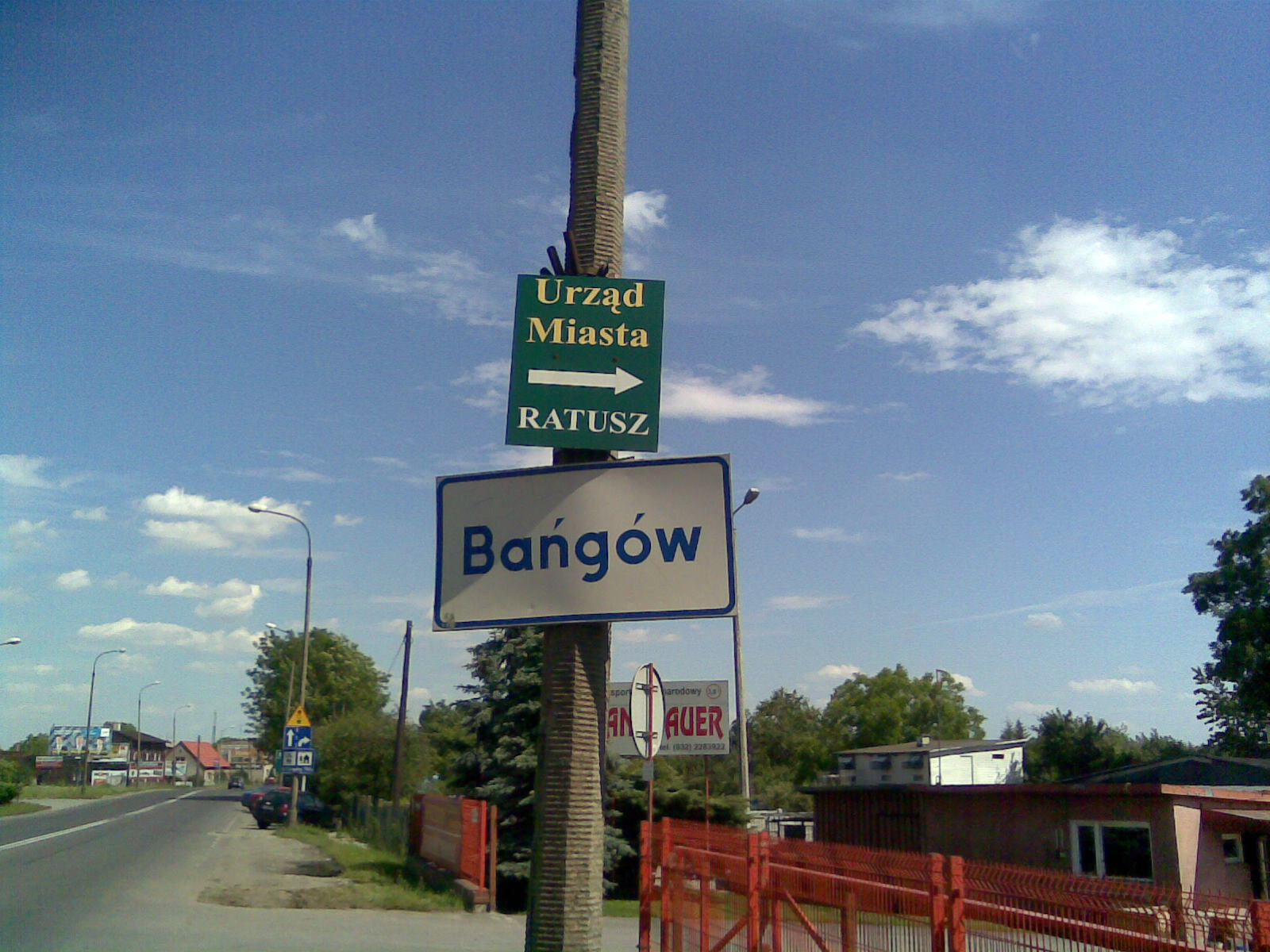
Tablica wjazdowa do Bańgowa od strony ul. Wrocławskiej

Siemianowice Śląskie zajmują powierzchnię 25,5 km² i podzielone są na 5 dzielnic (jednostek urbanistycznych), które są krajobrazowo i kulturowo wyodrębnione w przestrzeni miasta, a w przeszłości stanowiły osobne gminy. W niektórych opracowaniach wyodrębnia się dodatkowo Srokowiec, pełniący funkcje przemysłowe, a także osiedle J. Tuwima jako osobną jednostkę strukturalną. Poza tym, na terenie Siemianowic Śląskich powstał w XIX i XX wieku szereg osiedli patronackich i kolonii robotniczych, w tym m.in.: Aegypt, Grabie, Hugo, Huta Jerzego, Huta Laura, Neu Berlin, Nowy Świat i kol. Wandy, a ze starszych osad Sadzawki oraz istniejąca w przeszłości na obszarze miasta wieś Jakubowice.
| Lp. | Nazwa        | Nr SIMC | Powierzchnia (km²)    | Liczba ludności (2001) |
| --- | ------------ | ------- | --------------------- | ---------------------- |
| 1   | Bańgów       | 0991485 | 2,96                  | 3 654                  |
| 2   | Bytków       | 0943167 | 2,30                  | 19 077                 |
| 3   | Centrum      | nd.     | 11,98                 | 36 990                 |
| 4   | Michałkowice | 0943173 | 5,46                  | 15 532                 |
| 5   | Przełajka    | 0943180 | 2,70                  | 883                    |
|     | [ 12 ]       | [ 19 ]  | [ potrzebny przypis ] | [ 20 ]                 |

### Struktura użytkowania terenu
Siemianowice Śląskie charakteryzują się zwartym przenikaniem się obszarów o funkcjach mieszkaniowej i przemysłowej. Łącznie obszary mieszkaniowo-usługowe zajmują prawie 20% powierzchni miasta. W północnej części Siemianowic Śląskich – w Bańgowie i Przełajce, znaczny udział stanowią przestrzenie otwarte, do których należą pola uprawne i ugory.
Udział terenów rolniczych i nieużytków wynosił w 2017 roku około 21%. Znaczący jest też udział terenów zadrzewionych – około 12%, a także obszarów zabudowy przemysłowej, składowej i magazynowej – około 11%. Tereny zabudowy mieszkaniowej stanowią około 17% powierzchni miasta. Bardzo niski jest udział terenów leśnych – 1,7% oraz wód powierzchniowych – 0,5%. Obszary zabudowy usługowej stanowią około 5,8% powierzchni miasta, tereny dróg około 3,2%, a obszary sportowo-rekreacyjne również około 3,2%. Powierzchnie pod infrastrukturę techniczną obejmują około 2,5% powierzchni miasta, natomiast tereny kolejowe oraz stacji paliw, parkingów i garaży łącznie około 1,7% powierzchni.

### Geologia
Obszar Siemianowic Śląskich leży w obrębie niecki górnośląskiej, będącej częścią struktury geologicznej śląsko-morawskiej. Niecka ta zbudowana jest ze skał pochodzących z karbonu górnego – są to osady węglonośne, leżące w obrębie struktur paleozoicznych wyżyn środkowopolskich. 
Utwory powstałe w karbonie reprezentowane są przez następujące warstwy: rudzkie (piaskowce z przewarstwieniami iłowców oraz pokłady węgla kamiennego; występują w Michałkowicach; miąższość ok. 150 m), siodłowe (serie piaskowcowo-iłowcowe zawierające pięć grubych warstw węgla kamiennego; występują na całym obszarze miasta, a ich wychodne w Przełajce; miąższość 50-70 m), porębskie (iłowce i mułowce przewarstwione piaskowcami i pokładami węgla kamiennego; miąższość około 330 m), jaklowieckie (naprzemianległe ławice piaskowców i iłowców z cienkimi pokładami węgla kamiennego; miąższość około 50 m) i gruszowskie (ławice piaskowców i iłowców z pokładami węgla kamiennego; miąższość około 170 m).
Osady pochodzące z triasu, występujące na obszarze Siemianowic Śląskich, pochodzą z okresów dolnego i środkowego wapienia muszlowego, a także pstrego piaskowca. Na północ od szybu Bańgów ich miąższość rośnie do 150 m. Jako utwory powierzchniowe pod zwietrzeliną czwartorzędową występują one w Przełajce, Bańgowie i zachodnich Michałkowicach.
Z okresu czwartorzędu pochodzą holoceńskie osady rzeczne (w tym piaski pylaste lub gliniaste, gliny i namuły rzeczne) oraz osady glacjalne i fluwioglacjalne z plejstocenu (mułki i gliny zwałowe zlodowaceń krakowskiego i środkowopolskiego oraz różnoziarniste piaski i żwiry). Miąższość utworów czwartorzędowych jest różna. Na części obszaru miasta nie przekracza ona 10 metrów, a także jest poprzerywana wychodniami starszych utworów. W południowej części Siemianowic Śląskich poprzerywana jest wychodniami utworów karbońskich, a w północnej triasowymi. Największa miąższość utworów czwartorzędowych zaznacza się w rejonie ulicy Zwycięstwa, a w kierunku południowym wzdłuż Parku Pszczelnik i dalej wzdłuż ulicy Żwirowej.
Głównym surowcem mineralnym wydobywanym w mieście w przeszłości był węgiel kamienny, a na północy rudy cynku i ołowiu. Oba surowce eksploatowane były metodą podziemną. Metodą odkrywkową wydobywane były gliny, piasek oraz wapienie. W złożu, w pokładach pozostało 51,3 mln ton węgla kamiennego zasobów pozabilansowych, w tym grupy A – 29,6 mln ton i B – 21,7 mln ton. Obecnie w Siemianowicach Śląskich nie jest prowadzona eksploatacja surowców mineralnych.

### Rzeźba terenu

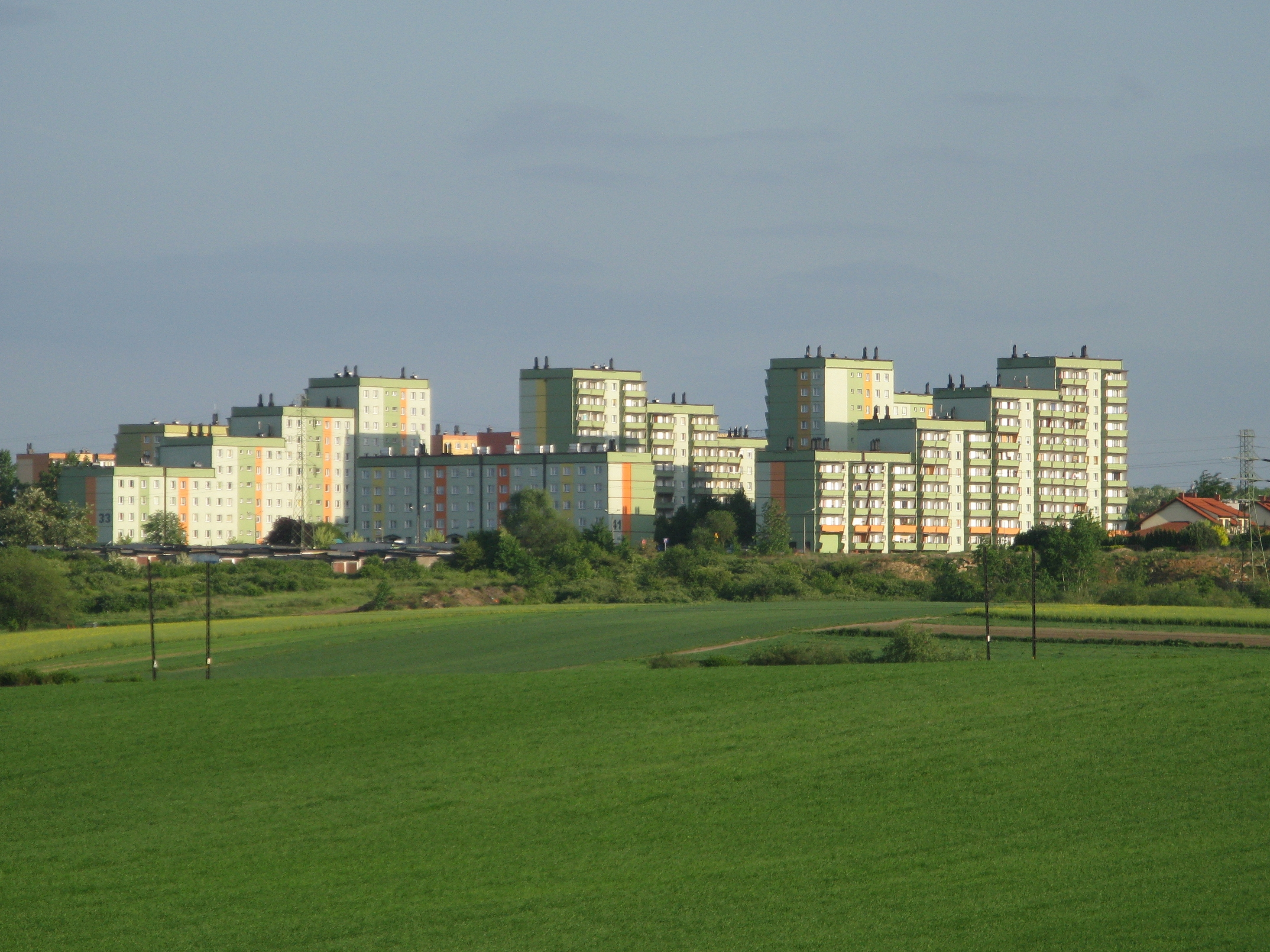
Widok na osiedle Węzłowiec w Bytkowie; na pierwszym planie widoczna wykształcona, pagórkowata rzeźba terenu Wyżyny Katowickiej

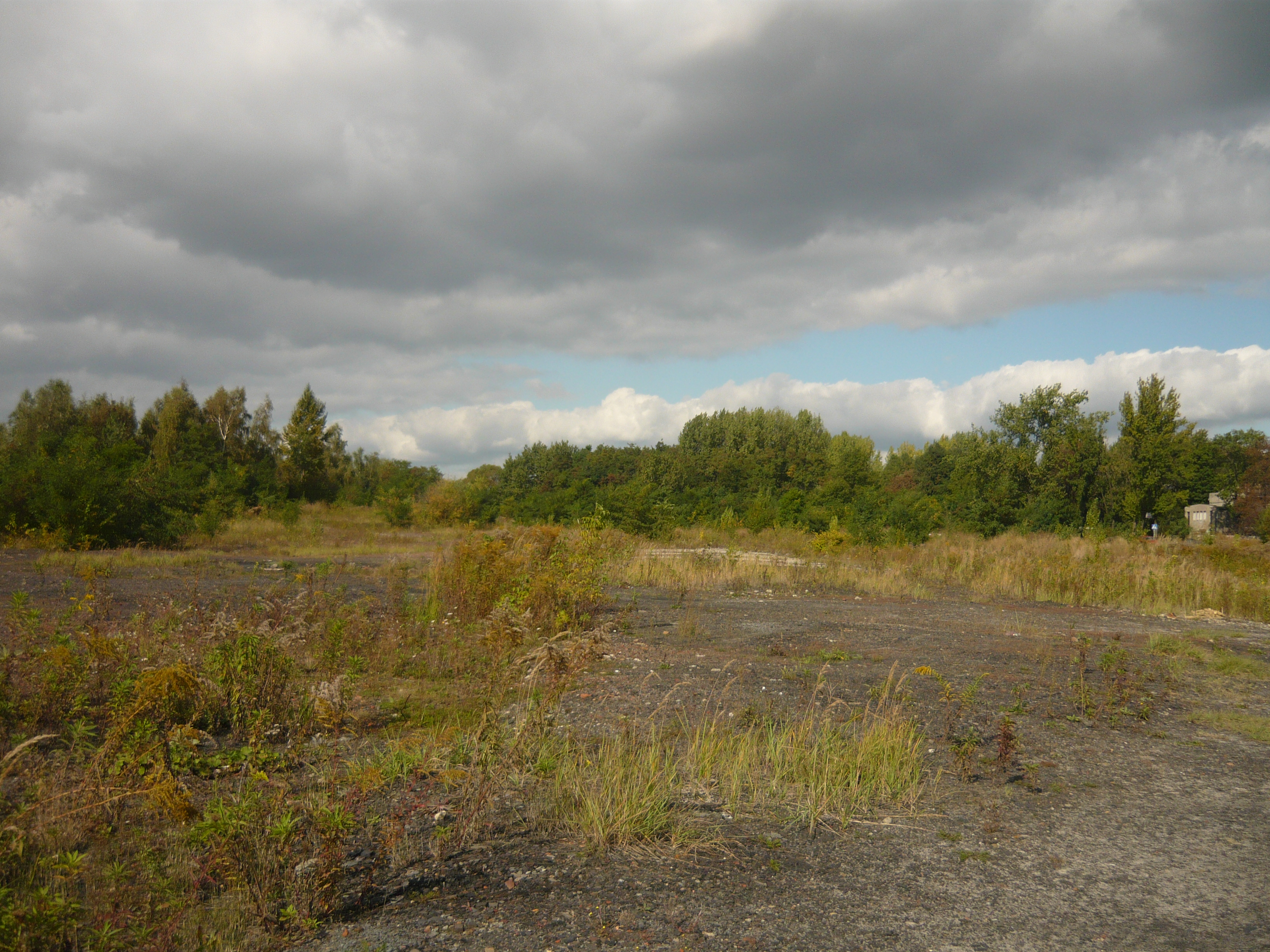
Nieużytki na obszarze dawnej kopalni „Siemianowice”

Siemianowice Śląskie leżą na Wyżynie Katowickiej, będącej częścią Wyżyny Śląskiej. Miasto położone jest na wysokości 246–316 m n.p.m. Najwyższe wzniesienie znajduje się w Bytkowie – 316 m n.p.m. (zlokalizowane ono jest na granicy Katowic i Siemianowic Śląskich, na wysokości Stacji Linii Radiowych Bytków), a najniższe punkty Siemianowic leżą na terenie dawnych sadzawek w pobliżu Starego Czekaja (246 m n.p.m.) i w dolinie Brynicy – 258,9 m n.p.m. Teren miasta opada od południowego zachodu w kierunku wschodnim. 
Miasto położone jest na terenie charakteryzującym się słabym naturalnym rozwinięciem rzeźby, jednak jest ona dość urozmaicona. Znajdują się liczne niecki, rowy, doliny rzeczne oraz łagodne wzgórza. W topografii Siemianowic Śląskich znaczną rolę odgrywają obok form naturalnych także formy będące rezultatem działalności człowieka. Są to m.in. hałdy i zwałowiska skały płonnej. Istnieją również zagłębienia powierzchni będące rezultatem eksploatacji piasku i węgla kamiennego.
Według podziału geomorfologicznego, miasto Siemianowice Śląskie położone jest na Płaskowyżu Bytomsko-Katowickim, na terenie czterech jednostek morfologicznych:
- Wyżyna Siemianowicka – obejmuje ona około 90% powierzchni miasta; stoki tych wzgórz opadają w kierunku wschodnim w kierunku doliny Brynicy; nachylenie wynosi 2–5°[33], natomiast w kierunku południowo-wschodnim opada pod kątem 2–3° w stronę doliny Rawy[34]; powierzchnie stoków zostały pocięte nieckami peryglacjalnymi[33],
- Obniżenie Szarleja-Brynicy – obniżenie to ciągnie się wzdłuż północnej granicy miasta w Przełajce i zajęte jest przez płaskie dno Brynicy; z południowej strony graniczy ze stromym zboczem triasowego ostańca – Sośnia Góra; jest to fragment miasta w niewielkim stopniu przekształcony przez człowieka[34],
- Dolina Brynicy – od zachodu graniczy z łagodnie opadającymi stokami Wzgórz Siemianowickich, natomiast od zachodu ze stromymi stokami Wyżyny Czeladzi; jest to wąska dolina przełomowa, wycięta w skałach triasowych; jest to forma prawdopodobnie czwartorzędowa[34],
- Wzgórza Chorzowskie – na stokach tych wzgórz powstały osiedla: Węzłowiec, Chemik, Młodych i J. Tuwima; wzgórza te mają pagórkowatą rzeźbę o średniej wysokości około 300 m n.p.m.[34]

### Gleby
Gleby w Siemianowicach Śląskich najczęściej wykształcone są na podłożu czwartorzędowych osadów wodno-lodowcowych, czyli piasków, gliny oraz iłów. Podglebie utworzone z glin, glin piaszczystych, rzadziej z iłów, stanowi warstwę nieprzepuszczalną dla wód opadowych infiltrujących w głąb. W takich miejscach powstają stałe lub czasowo występujące strefy zawilgoceń i podtopień warstwy glebowej. Na podłożu holoceńskich osadów rzecznych (piaski, żwiry) na tarasie rzeki Brynicy w okolicach Bańgowa i Przełajki wykształciły się mady. Na podłożu triasowych skał węglanowych (wapienie, dolomity, margle) wykształciły się rędziny. Na północ od Parku Pszczelnik, w Bańgowie i Przełajce na podłożu triasowych skał węglanowych (wapienie, dolomity, margle) wykształciły się również rędziny. Natomiast w Michałkowicach są gleby triasu środkowego, czyli wapień muszlowy oraz triasu dolnego, czyli ret. Rędziny są najbardziej urodzajnymi glebami w Siemianowicach, generalnie przeważają w nim jednak gleby gliniasto-piaszczyste średniej i gorszej jakości. Na znacznej powierzchni miasta, a przede wszystkim na południu gleba jest zdegradowana w wyniku działalności przemysłu ciężkiego. Głównymi źródłami skażeń gleb są: składowiska odpadów komunalnych i przemysłowych, emisje gazów i pyłów oraz ścieki przemysłowe. Największym problemem Siemianowickich gleb są skażenia metalami ciężkimi (kadmem, ołowiem i cynkiem).

### Klimat i jakość powietrza
Siemianowice Śląskie położone są w strefie klimatu umiarkowanego. Klimat miasta zaliczany jest według regionalizacji Eugeniusza Romera do śląsko-dąbrowskiej dzielnicy klimatycznej. Cechuje się on pewną przewagą wpływów klimatu oceanicznego nad kontynentalnym. Maksymalna temperatura występuje najczęściej w lipcu i o kilka stopni przekracza 30 °C. Minimalna temperatura zdarza się w styczniu lub lutym i sięga około –20 °C. Średnia roczna temperatura wynosi około 8 °C. Opady w mieście wynoszą przeciętnie 660–700 mm rocznie, a najbardziej deszczowym miesiącem jest lipiec. Średni okres występowania opadów atmosferycznych wynosi 165 dni. Charakterystyczną cechą klimatu jest duża ilość dni z mglistą pogodą, co w dużej mierze uwarunkowane jest zadymieniem obszaru. W mieście dominują wiatry z kierunków południowo-zachodniego i zachodniego, stanowiące około 50% ogółu wiatrów. Z północy wiatry stanowią 27% ogółu, a przez około 11% czasu występują cisze. Średnia roczna prędkość wiatru wynosi 3,1 m/s.
| Miesiąc                                                                                 | Sty  | Lut  | Mar  | Kwi  | Maj  | Cze  | Lip  | Sie  | Wrz  | Paź  | Lis  | Gru  | Roczna |
| --------------------------------------------------------------------------------------- | ---- | ---- | ---- | ---- | ---- | ---- | ---- | ---- | ---- | ---- | ---- | ---- | ------ |
| Średnie temperatury w dzień [°C]                                                        | -0.4 | 1.2  | 7.4  | 14.4 | 18.9 | 22.2 | 24.3 | 23.7 | 19.4 | 14.4 | 7.0  | 1.9  | 12,9   |
| Średnie dobowe temperatury [°C]                                                         | -3.5 | -2.1 | 3.4  | 9.3  | 13.4 | 16.8 | 18.8 | 18.2 | 14.4 | 9.9  | 4.0  | -0.7 | 8,5    |
| Średnie temperatury w nocy [°C]                                                         | -6.5 | -5.4 | -0.6 | 4.2  | 8.0  | 11.5 | 13.4 | 12.8 | 9.4  | 5.4  | 1.0  | -3.2 | 4,2    |
| Opady [mm]                                                                              | 35   | 32   | 35   | 46   | 76   | 91   | 95   | 84   | 57   | 43   | 45   | 41   | 680    |
| Średnia liczba dni śnieżnych                                                            | 7.7  | 7.5  | 3.8  | 0.9  | 0    | 0    | 0    | 0    | 0    | 0.2  | 2.5  | 7.2  | 29,8   |
| Średnia liczba dni z opadami                                                            | 16.1 | 14.6 | 14.5 | 11.9 | 15.2 | 16.5 | 15.7 | 12.3 | 11.8 | 10.5 | 12.9 | 15.4 | 167,4  |
| Źródło: pl.climate-data.org (temp. i suma opadów; model klimatyczny za okres 1982–2012) |      |      |      |      |      |      |      |      |      |      |      |      |        |
| Źródło #2: www.meteoblue.com (l. dni z opadami; model klimatyczny z okresu 30 lat)      |      |      |      |      |      |      |      |      |      |      |      |      |        |

Powietrze Siemianowic było na przestrzeni XIX i XX zachwiane przez zanieczyszczenia atmosfery, zadymienia i zapylenia. Po upadku przemysłu ciężkiego, powietrze oczyściło się, lecz dalej notowane są przekroczenia ponadnormatywnej normy jakości powietrza. Najwyższe stężenia średnioroczne pyłu zawieszonego PM10 w mieście notuje się w części środkowo-południowej i na obrzeżach południowo-wschodnich miasta. Przekroczenia docelowej wielkości stężenia średniorocznego benzopirenu notowane są na terenie całego miasta, z czego największe w częściach południowej i południowo-wschodniej. Za główną przyczynę emisji zanieczyszczenia odpowiada niska emisja, pochodząca ze spalania paliw w indywidualnych systemach grzewczych.

### Hydrologia i hydrogeologia

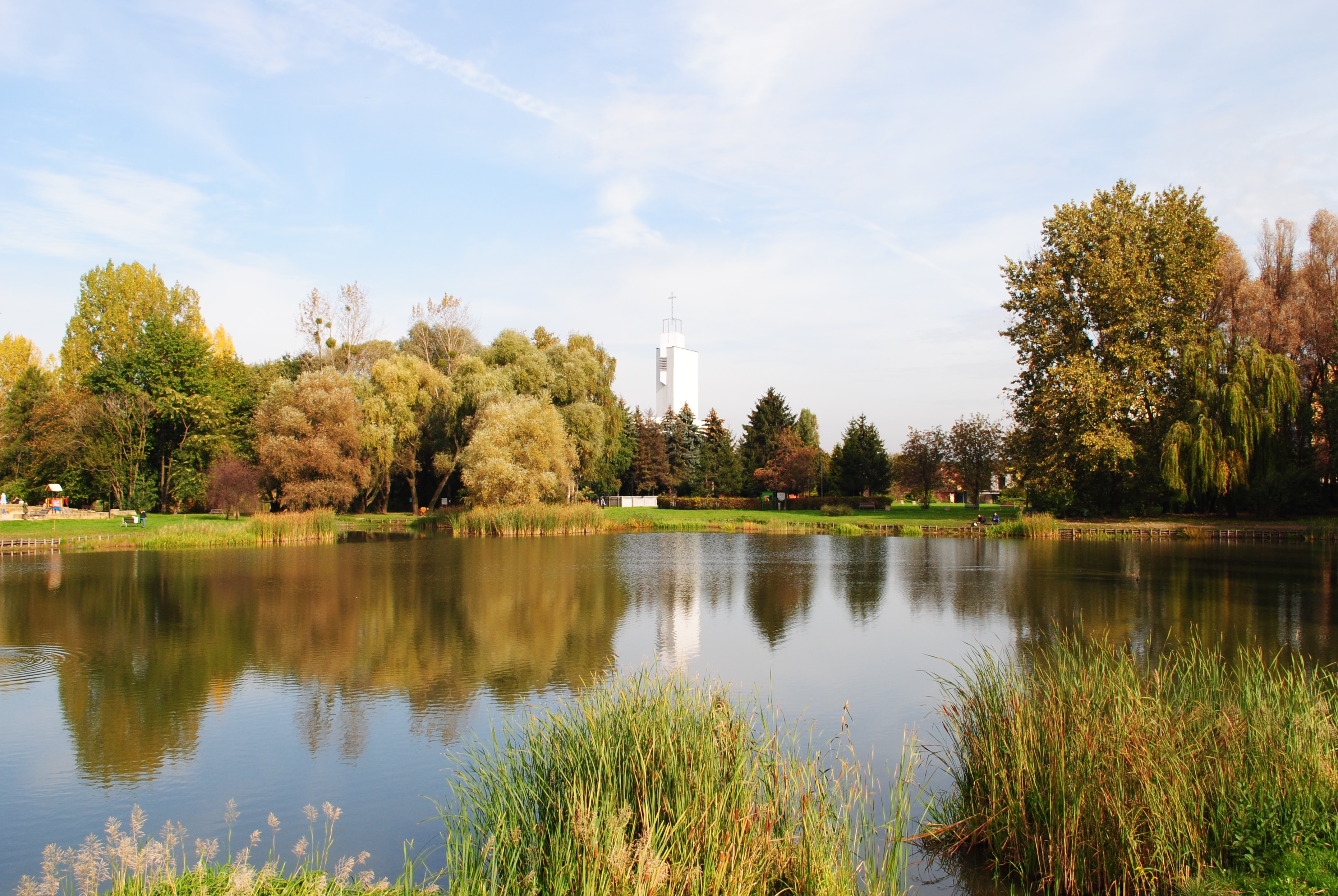
Staw Brysiowy w Bytkowie

Miasto w całości zlokalizowane jest w dorzeczu Wisły. Dorzecze Wisły w granicach miasta to w głównej mierze fragment zlewni Brynicy wraz z jej dwoma dopływami biegnącymi przez miasta – Rowem Michałkowickim i Rowem Śmiłowskiego. Brynica stanowi północno-wschodnią granicę miasta na Przełajce i częściowo na Bańgowie. W całym mieście uchodzi do Brynicy tylko jeden ciek wodny – Rów Michałkowicki, który stanowi prawy dopływ rzeki. W południowo-wschodniej części miasta istnieje, również prawobrzeżny, dopływ rzeki Brynicy – Rów Śmiłowskiego, który uchodzi do tej rzeki już na terenie sąsiedniego miasta – Katowic. Wymienione cieki wodne są bardzo zanieczyszczone z powodu wpuszczania do nich ścieków przemysłowych i komunalnych. Znaczna część Bytkowa i w niewielkiej części Michałkowic znajduje się natomiast w zlewni Rawy. Dział wodny IV rzędu oddzielający zlewnie Rawy od zlewni Rowu Michałkowickiego i Rowu Śmiłowskiego biegnie przez środek kościoła św. Michała Archanioła w Michałkowicach, Park Górnik, ulicę Bohaterów Westerplatte, osiedle Młodych i dalej na południe w kierunku granicy z Katowicami. 

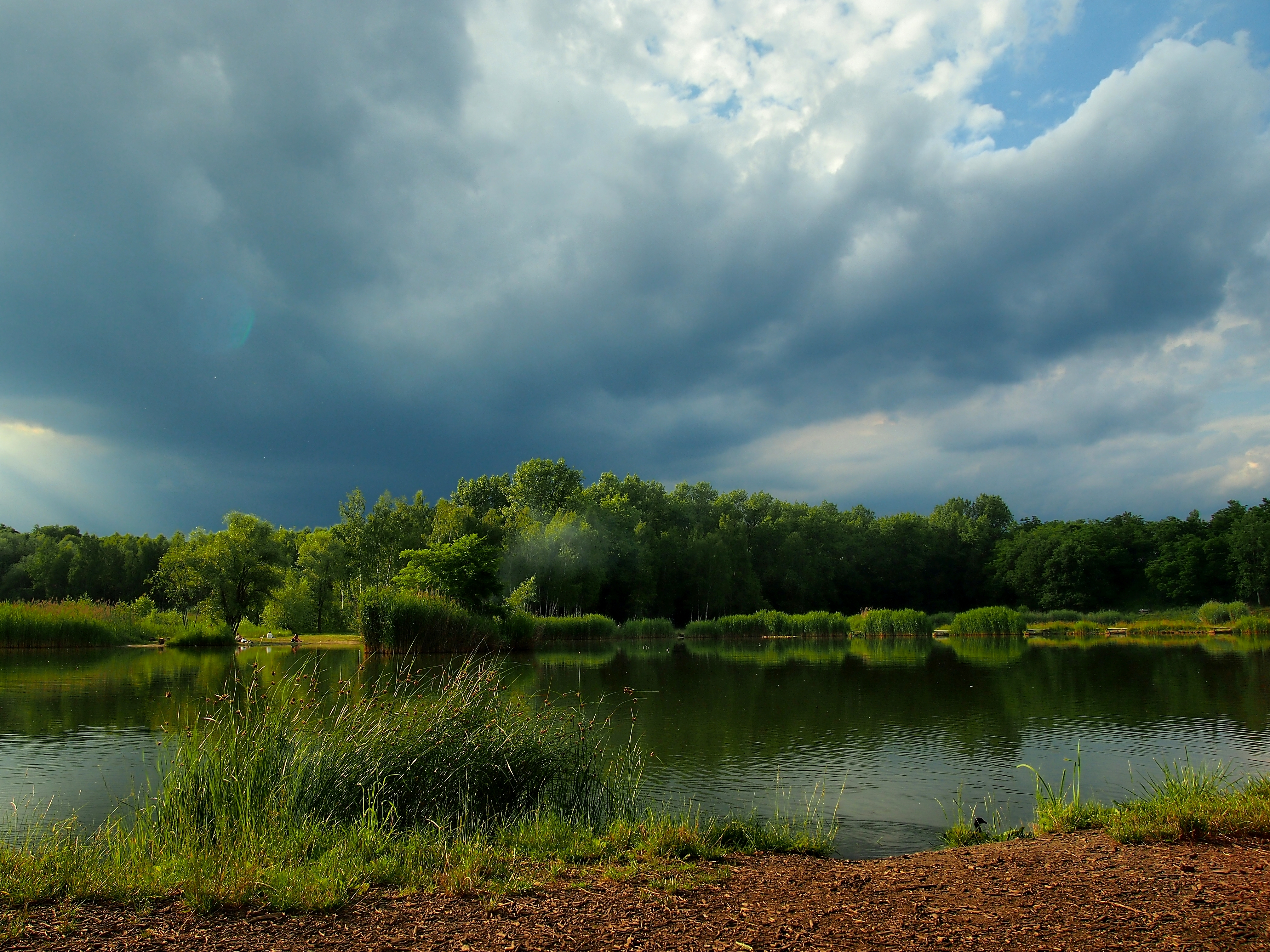
Staw Rzęsa w Bańgowie

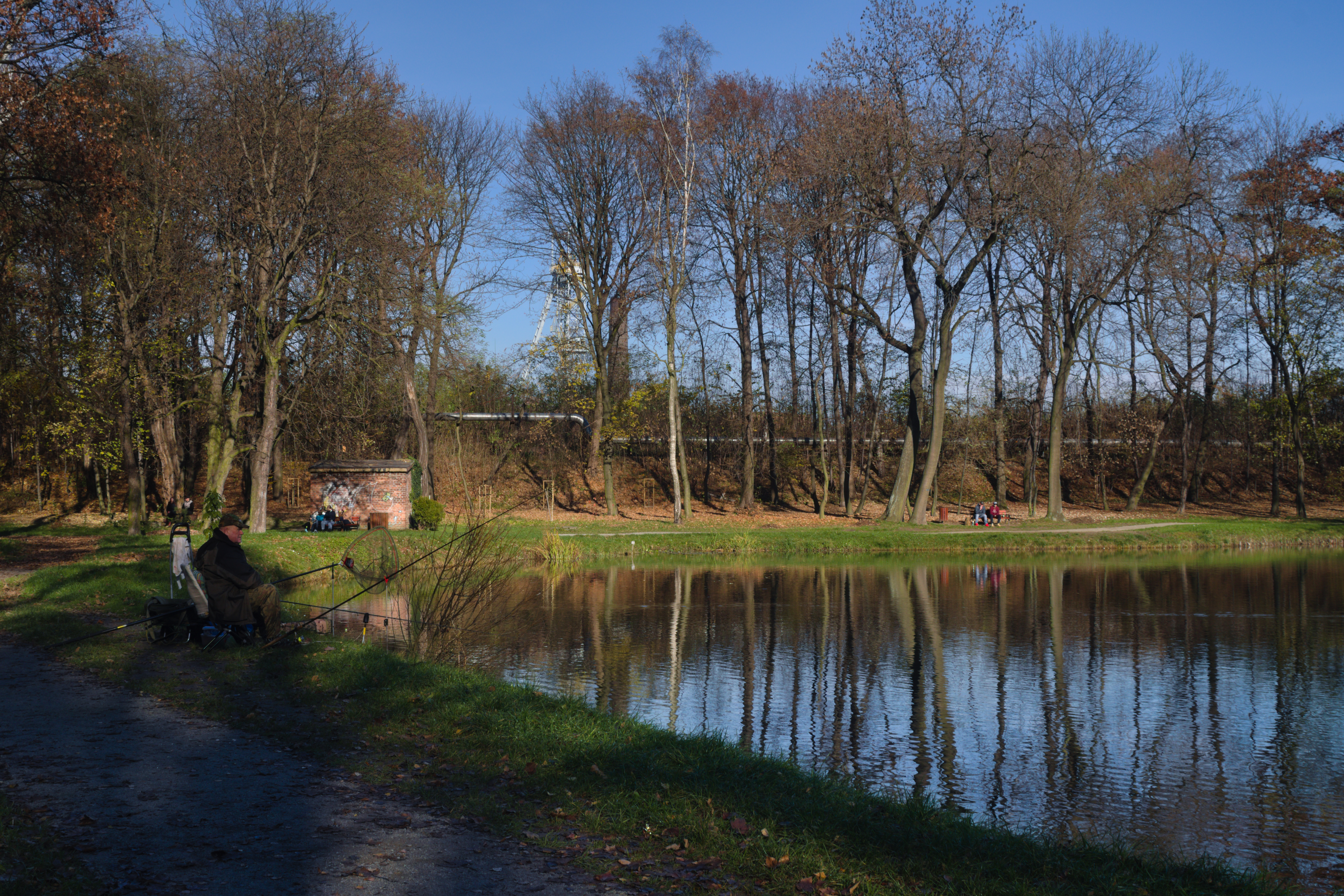
Staw w parku Górnik w Michałkowicach

Na terenie Siemianowic Śląskich znajdują się zbiorniki wody stojącej, a wszystkie stanowią zbiorniki sztuczne. W większości są to zbiorniki podpoziomowe o konstrukcji ziemnej, w których utrzymywanie się wody jest możliwe na skutek zalegania w podłożu warstw gleby słabo przepuszczalnych i nieprzepuszczalnych. Znaczna część zalewisk powstała w wyniku prowadzonego wydobycia węgla kamiennego. Ważnymi problemami tychże zbiorników są niedobór wody i wysychanie. Jest to często spowodowane zaprzestaniem dostarczania wód podziemnych z zamkniętych kopalni. Liczba bakterii coli, coli typu kałowego, paciorkowców kałowych i innych niebezpiecznych dla zdrowia jest w siemianowickich zbiornikach często znacznie przekroczona i nie ma możliwości kąpieli i korzystania z wód w celach rekreacyjnych. Na obszarze miasta, wśród nazwanych obiektów, zlokalizowane są następujące zbiorniki wód stojących:
| Lp. | Nazwa               | Zlewnia           | Lokalizacja  | Uwagi                                                            |
| --- | ------------------- | ----------------- | ------------ | ---------------------------------------------------------------- |
| 1   | Stawy Brysiowe      | Rawa              | Bytków       | - zespół dwóch zalewisk - łączna maks. poj. 23 000 m³            |
| 2   | staw pod Chorzowem  | Rawa              | Bytków       | - zespół zalewisk i podtopień - użytek ekologiczny               |
| 3   | staw Haldex         | Rów Michałkowicki | Michałkowice | - zalewisko z 1967 roku - maks. poj. 10 290 m³                   |
| 4   | staw Ogród          | Rów Michałkowicki | Centrum      | - zbiornik z 1928 roku w pobliżu stawu Rzęsa - maks poj. 3575 m³ |
| 5   | staw Remiza         | Rów Michałkowicki | Centrum      | - zbiornik z 1964 roku - maks poj. 28 490 m³                     |
| 6   | staw Rzęsa          | Rów Michałkowicki | Bańgów       | - zbiornik z 1945 roku - maks poj. 41 440 m³                     |
| 7   | staw w parku Górnik | Rów Michałkowicki | Michałkowice | - zbiornik z 1880 roku - maks. poj. 6 000 m³                     |
|     | [ 51 ]              | [ 29 ]            | [ 14 ]       | [ 52 ]                                                           |

Obszar Siemianowic Śląskich położony jest na obszarze dwóch jednolitych części wód podziemnych. Północna część miasta położona jest na JCWP 132, natomiast południowa w JCWP 134. W jednolitej części wód podziemnych nr 132 wody słodkie występują do głębokości 200 m p.p.t. Najszerszy zasięg wodonośny ma poziom węglanowy triasu środkowego. W JCWP nr 134 czwartorzędowy poziom występowania wód wynosi do 300 m p.p.t. Składa się on z od jednej do trzech warstw czwartorzędowych, a najszerszy zasięg mają poziom porowy w piaskach oraz poziomy szczelno-piaskowe w piaskowcach. Poziomy wodonośne zostały na ogół osuszone i obszar ten pozostaje w regionalnym leju depresyjnym na terenach byłych kopalń węgla kamiennego i piasku.

### Przyroda i ochrona środowiska

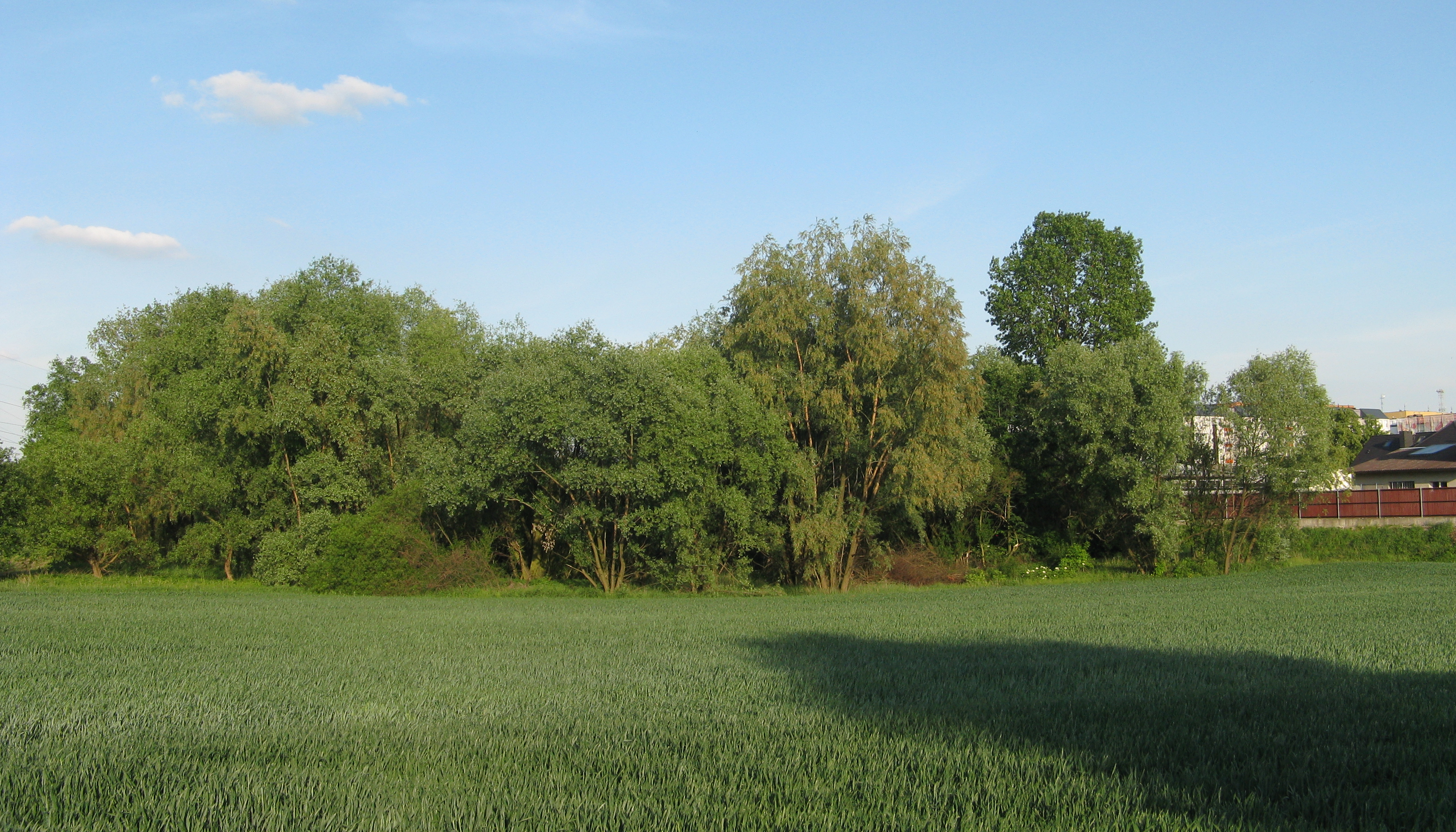
Użytek ekologiczny Michałkowicka Kępa w Michałkowicach

Miasto posiada liczne tereny zielone o różnej dostępności. Udział terenów zielonych szacuje się na 45% powierzchni miasta, co stawia Siemianowice Śląskie pod tym względem na jednej z czołowych pozycji w konurbacji górnośląskiej, lecz w zależności od metod liczenia same lasy zajmują od 1,5% do około 5% powierzchni miasta, co jest jednym z najniższych wskaźników lesistości spośród wszystkich miast województwa śląskiego. Jednym z dwóch obszarów leśnych jest Bażantarnia o powierzchni 39 ha. Jest to las świeży, który jest pod zarządem Leśnictwa Muchowiec w Nadleśnictwie Katowice. Z uwagi na walory przyrodnicze jest on użytkiem ekologicznym. Drugim obszarem leśnym jest Lasek Bytkowski. Jest to las wyżynny o powierzchni około 20 hektarów i o zróżnicowanym drzewostanie. 
Do szczególnie cennych obszarów dla miasta należą miejskie tereny zieleni urządzonej, w tym pole golfowe Śląskiego Klubu Golfowego, Park Górnik, rejon stawu Rzęsa, a także dolina Brynicy, stanowiąca fragment korytarza ekologicznego Brynica-Przemsza. W sąsiedztwie miasta, przy południowo-zachodniej granicy z Chorzowem znajduje się Park Śląski. Sąsiedztwo parku z Laskiem Bytkowskim powoduje zasilenie puli genowej pomiędzy obydwoma obszarami.
W przeszłości na obszarze Siemianowic Śląskich dominowały lasy liściaste i mieszane, a zwłaszcza siedliska grądów, które występowały na wysoczyznach zasobnych w węglan wapnia. Rosły też lasy dębowo-grabowe i bukowe, a w nich prócz tych dwóch gatunków drzew rosły prawdopodobnie lipa, klon i wiąz, a wśród krzewów leszczyna. Pozostałością lasów są pomnikowe drzewa w Parku Pszczelnik. Dolinę Brynicy porastały lasy łęgowe, a dna mniejszych dolin porastały lasy olchowe, jesionowe lub wiązowe. Spośród roślin porastających obszar Siemianowic Śląskich objętych ochroną prawną występują następujące z nich: dziewięćsił bezłodygowy, storczyk szerokolistny, kruszczyk szerokolistny, kruszczyk rdzawoczerwony, kruszczyk błotny, listera jajowata, konwalia majowa, kalina koralowa, porzeczka czarna, kruszyna pospolita, wilżyna ciernista, centuria pospolita, gółka długoostrogowa i orlik pospolity. 

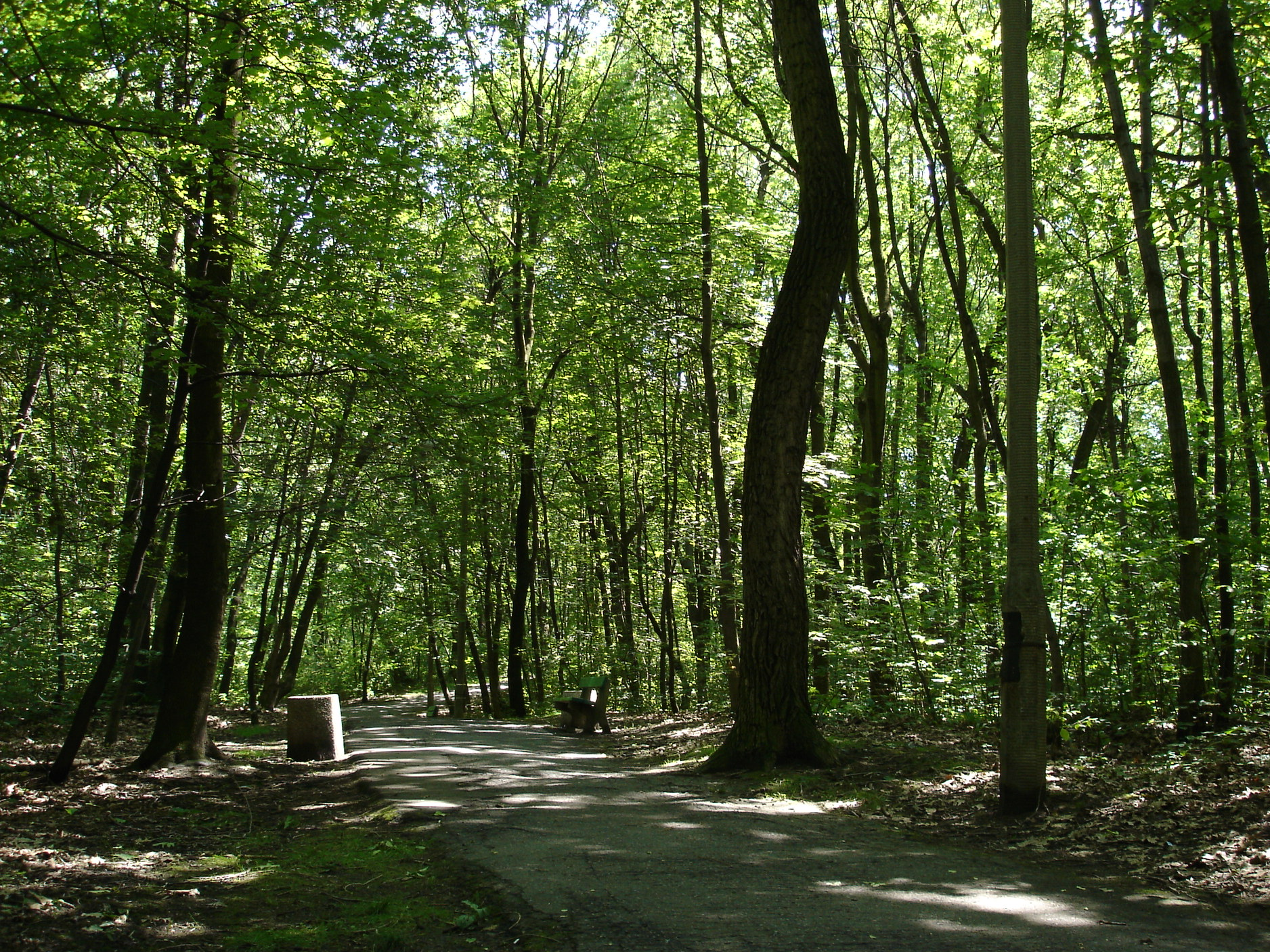
Fragment Lasku Bytkowskiego

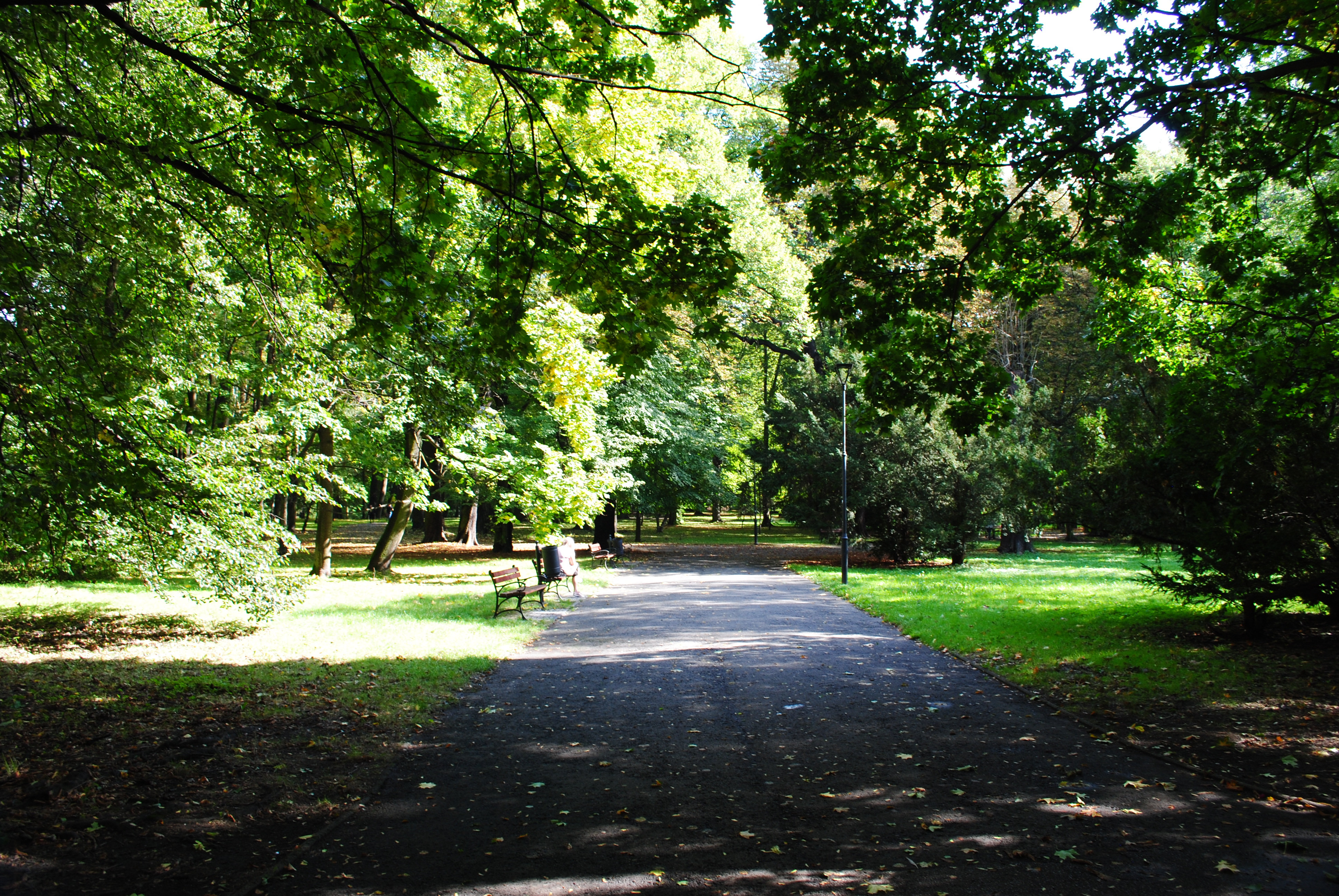
Fragment Parku Miejskiego w pobliżu ulicy Parkowej

W mieście żyje 10 gatunków płazów zaliczanych do grupy bioindykatorów. Do najczęściej spotykanych należą m.in. traszka grzebieniasta, kumak nizinny, ropucha szara, rzekotka drzewna i żaba wodna. Z występujących w mieście gadów najłatwiej zaobserwować jaszczurkę zwinkę, w Małym Stawie Brysiowym można natomiast zaobserwować zaskrońca zwyczajnego. Najpospolitsze ptaki to m.in. kaczka krzyżówka, bażant, łyska, gołąb miejski i sierpówka (łącznie 90 gatunków ptaków). Ze ssaków owadożernych spotkać można jeża, kreta oraz ryjówkę aksamitną. Ponadto w mieście żyją również nietoperze oraz łasice. Najliczniej reprezentowany jest rząd gryzoni – występują ssaki takie jak: mysz polna, szczur wędrowny, nornik, wiewiórka, karczownik ziemnowodny, piżmak czy chomik europejski. Na terenie Siemianowic Śląskich można spotkać także zająca szaraka i sarnę – jako jedynego ssaka średniej wielkości, oraz dzika.
Na obszarze miasta istnieje 5 parków o łącznym obszarze około 68 hektarów, a także 43 zieleńce o powierzchni około 67 ha. W Siemianowicach Śląskich znajdują się następujące parki:
|   | Nazwa           | Lokalizacja  | Charakterystyka |
| - | --------------- | ------------ | --- |
| 1 | Park Bytkowski  | Bytków       | - park składa się z dwóch Stawów Brysiowych, gdzie rosną liczne gatunki typowe dla zbiorowisk wodnych                                                                                 |
| 2 | Park Górnik     | Michałkowice | - położony jest w centrum Michałkowic; w drzewostanie dominują 80/100-letnie buki - na uboczu znajduje się staw - park wpisany jest do rejestru zabytków jako zespół pałacowo-parkowy |
| 3 | Park Hutnik     | Centrum      | - położony jest w centrum miasta przy ulicy Fitznerów - wpisany jest do rejestru zabytków                                                                                             |
| 4 | Park Miejski    | Centrum      | - reprezentacyjny park miasta; część założenia pałacowo-parkowego - znajdują się tu liczne pomnikowe drzewa, a także rzadkie okazy - park wpisany jest na listę zabytków              |
| 5 | Park Pszczelnik | Centrum      | - park ten z uwagi na swoje walory przyrodnicze uznany został za użytek ekologiczny; wpisany do rejestru zabytków                                                                     |
|   | [ 62 ] [ 63 ]   | [ 14 ]       | [ 61 ] [ 64 ] |

## Historia

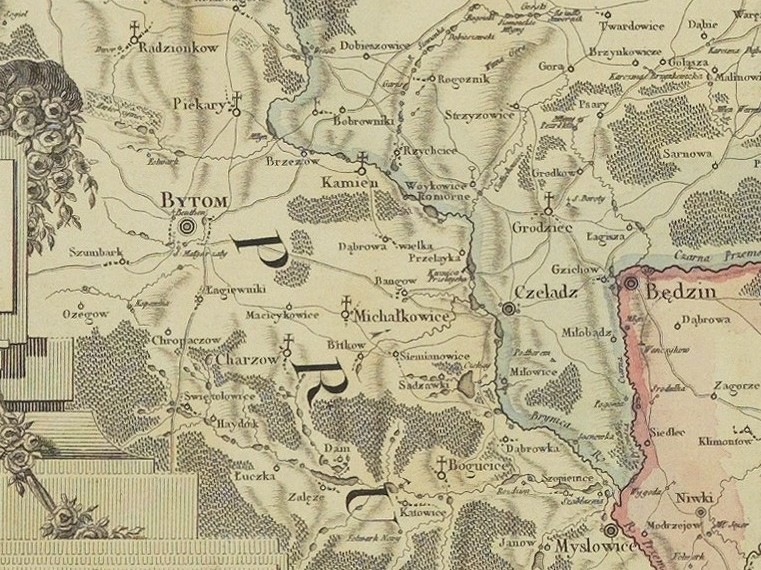
Fragment mapy z 1792 roku; naniesione są na niej dzisiejsze dzielnice miasta

Początki osad tworzących obecnie Siemianowice Śląskie sięgają czasów średniowiecznych. Najstarsza wzmianka prawdopodobnie o wsi Simanovici pochodzi z 1253 roku. Najstarsza wzmianka o Bytkowie pochodzi natomiast z dokumentu biskupa krakowskiego Jana Muskaty z 1298 roku, w którym przeznacza dziesięcinę ze wsi Bytków na uposażenie szpitala w Sławkowie. Z XIV pochodzą pierwsze wzmianki o Michałkowicach i Przełajce, a w XVI wieku o Bańgowie. Z 1334 roku pochodzi wzmianka o wsi Sancrovicz (Siemianowice). Wsie te stanowiły wówczas zaplecze rolnicze dla Bytomia i niewykluczone, że dostarczały do miasta również rudy żelaza. W XVI wieku Siemianowice, Bańgów i Michałkowice zostały nabyte przez ród Mieroszewskich. W XVI wieku aż do wyczerpania złóż, na terenie dominalnym Michałkowic wydobywano srebro i ołów. W 1586 roku znajdująca się na obszarze obecnych Siemianowic Śląskich wieś Jakubowice została doszczętnie zniszczona w czasie tzw. wojen sukcesyjnych. 

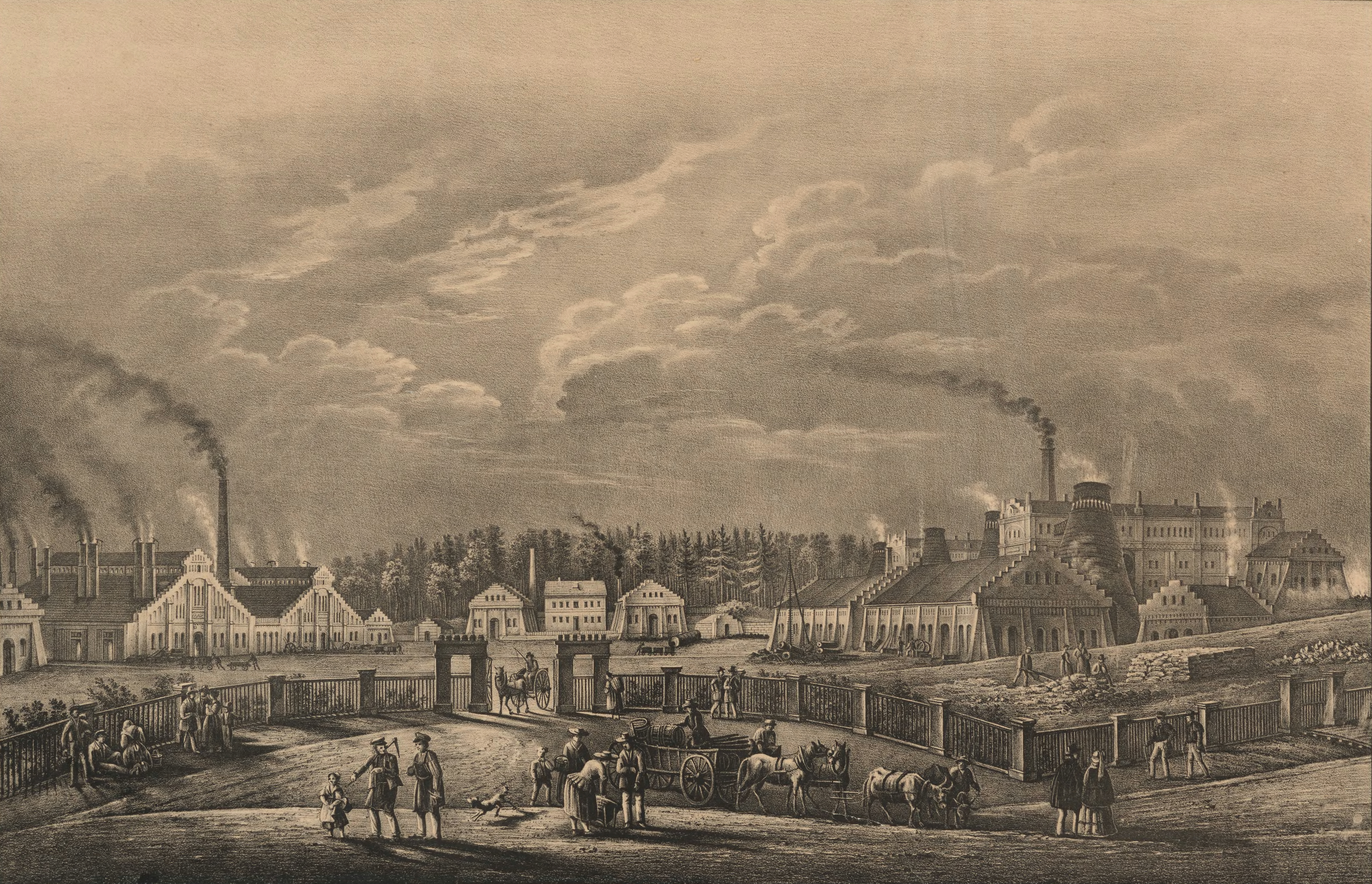
Widok na hutę „Laura” w XIX wieku

W czasach rewolucji przemysłowej zapoczątkowanej pod koniec XVIII wieku na obszarze obecnych Siemianowic Śląskich zaczęły się rozwijać zakłady przemysłowe. Wsie na terenie obecnego miasta stały się wówczas zapleczem mieszkaniowym dla gwałtownie rosnącej liczby pracowników. W szczególności duże znaczenie dla rozwoju osad miały inwestycje śląskich rodów: Klochów, Henckel von Donnersmarcków, von Rheinbabenów i książąt zu Hohenlohe Oehringen oraz Fitznerów. Prócz inwestycji przemysłowych, inwestowali oni w budowę obiektów użyteczności publicznych, w tym szkół, kościołów czy gmachów użyteczności publicznej. Duże znaczenie dola rozwoju obecnego obszaru miasta miało powstanie w latach 1833–1835 nowoczesnej huty żelaza „Laura”, która wymagała wykwalifikowanych robotników. W związku z tym zaczęły przy niej powstawać osiedla patronackie, kamienice mieszczańskie czy też wille dla administracji. 

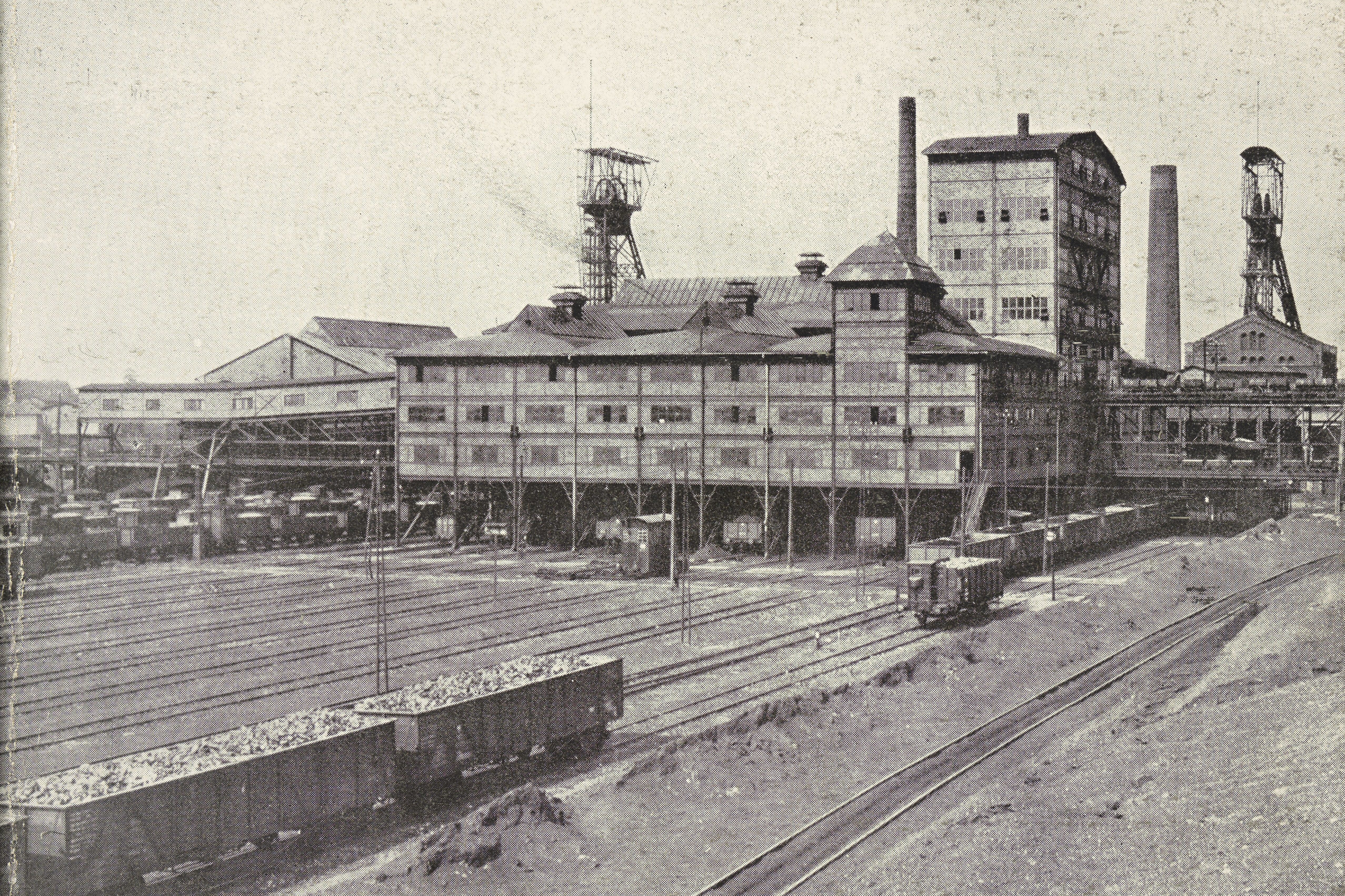
Widok na kopalnię „Michał” w I połowie XX wieku

Wraz z hutą „Laura” powstały nowoczesne kopalnie węgla kamiennego – znane później jako „Siemianowice” i „Michał”, a także mniejsze przedsiębiorstwa przemysłu ciężkiego, w tym fabryki gwoździ, maszyn i kotłów, cegielnie, browar i inne. Pierwsza kopalnia węgla kamiennego na obszarze Siemianowic Śląskich powstała na stokach Kołocowej Górki w Lasku Bytkowskim w 1786 roku – była to odkrywkowa kopalnia „Waldgrube” („Leśna”). Wokół huty wykształciła się nowa, zurbanizowana gmina – Huta Laura (Laurahuta), na której wykształciły się wszelkie niezbędne usługi. Domy zostały podłączone do wodociągu, a część z nich dodatkowo została skanalizowana. W latach 1854–1857 powstała przebiegająca przez Bytków, hutę „Laura”, hutę „Jerzy” i dalej do Zawodzia sieć kolei wąskotorowej. W 1855 roku mistrz kuźniczy Wilhelm Fitzner założył własną kuźnię, rozbudowaną później w Fabrykę Kotłów Fitznera (obecnie „Rosomak”). 19 listopada 1868 roku z michałkowickiej parafii rzymskokatolickiej wydzielono siemianowicką lokalię. W 1870 roku oddano do użytku dworzec kolejowy Laurahütte przy linii kolei prawoodrzańskiej, łączącej Szopienice Północne z Bytomiem i dalej do Wrocławia. W 1871 roku powstał w Siemianowicach odrębny urząd pocztowy, Hugo I Henckel von Donnersmarck powołał spółkę akcyjną Vereinigte Königs- und Laurahütte (późniejsze Górnośląskie Zjednoczone Huty Królewska i Laura S.A. Górniczo-Hutnicza) i powstał pierwszy laurahucki wodociąg. W 1889 roku do Siemianowic i Huty Laura zaczęła docierać energia elektryczna. 

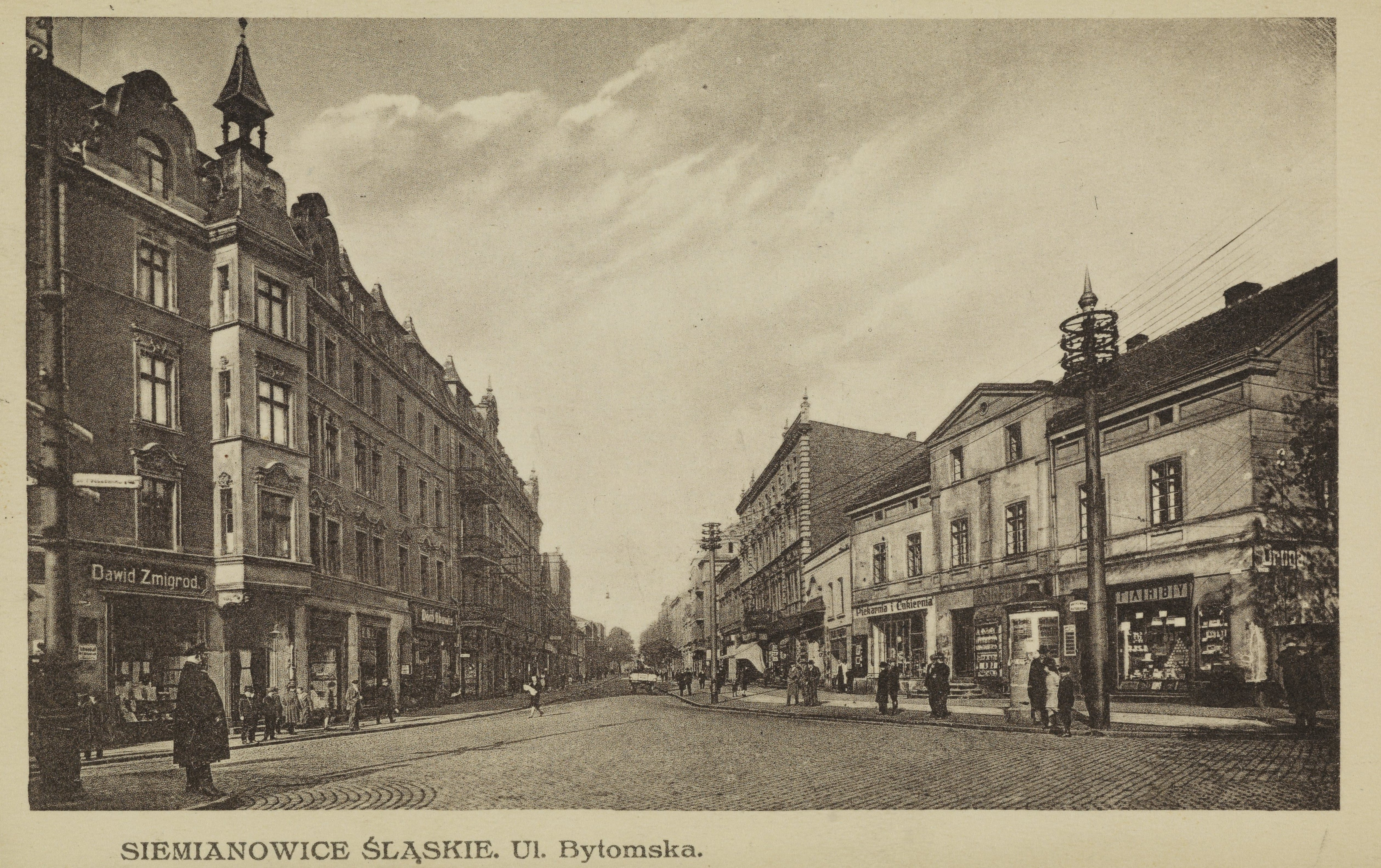
Ulica Bytomska (obecnie ulica Śląska) w 1929 roku na wysokości skrzyżowania z ulicą 1 Maja

Po I wojnie światowej i powstaniach śląskich, pod sam koniec rządów pruskich (2 maja 1922 roku) połączono gminy Siemianowice i Huta Laura, tworząc gminę Laurahütte-Siemianowitz (pol. Laurahütte-Siemianowice). Już 20 czerwca 1922 roku do Siemianowic wkroczyła kompania 23 Dywizji Piechoty pod dowództwem gen. K. Horoszkiewicza, włączając je i okoliczne gminy do Polski jako część autonomicznego województwa śląskiego. W 1923 roku gmina Huta Laura-Siemianowice liczyła 43 tys. mieszkańców. Z dniem 4 marca 1927 roku gminę przemianowano na Siemianowice Śląskie, a od 23 czerwca 1932 roku została zaliczona do rzędu miast. W latach międzywojennych w wyniku wielkiego kryzysu spadła produkcja w siemianowickich zakładach, co doprowadziło do wzrostu bezrobocia. Spadła też ilość budowanych budynków i zaczęły powstawać mieszkania socjalne.

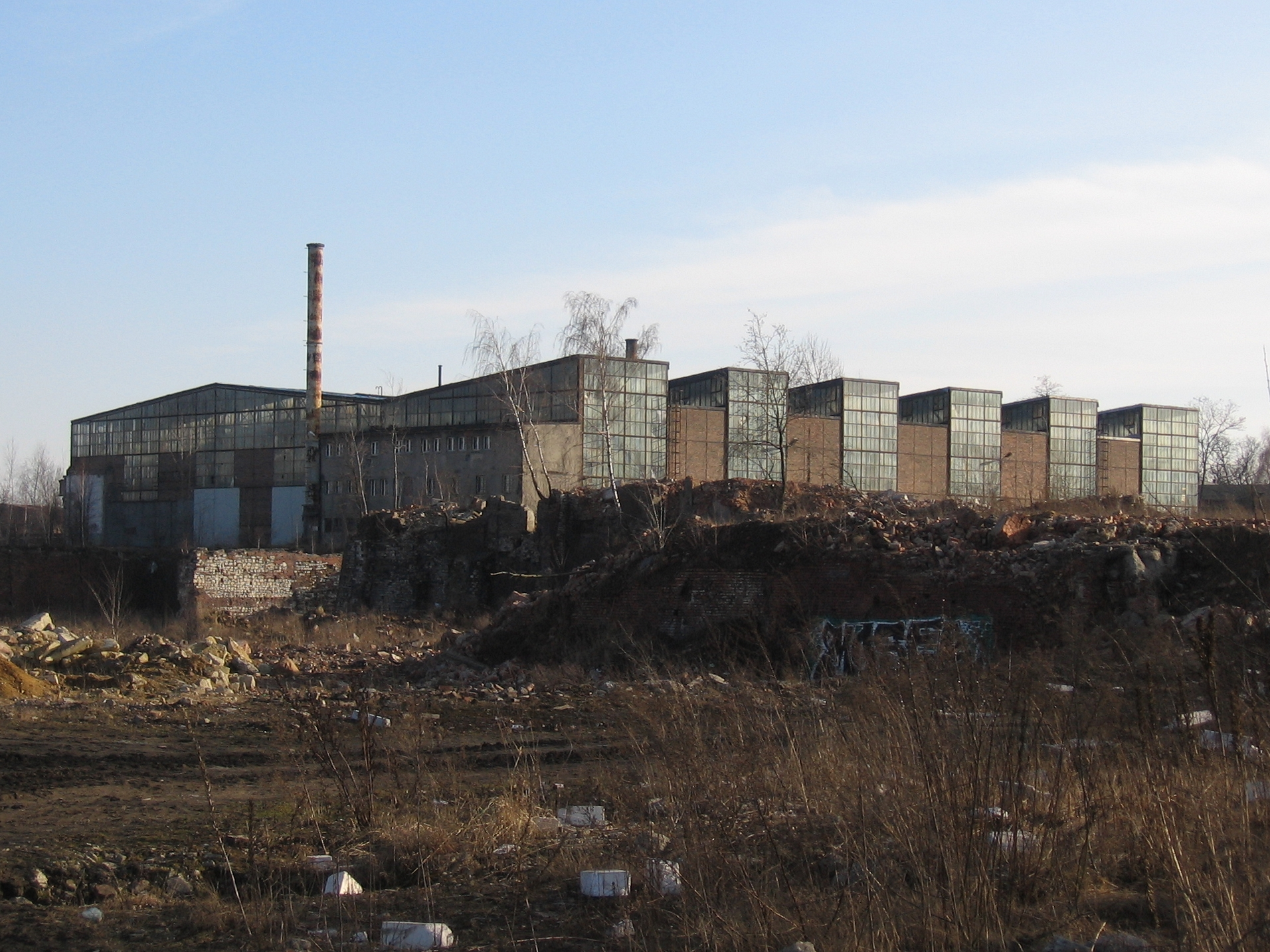
Hala dawnej huty stali „Jedność” w 2018 roku

W nocy z 31 sierpnia na 1 września 1939 roku dywersyjny oddział Freikorpsu zajął kopalnię „Michał”. Został on odparty przez oddział polskich wojsk, miejscowych powstańców i harcerzy. Obszar Siemianowic Śląskich w czasie II wojny światowej znalazł się pod okupacją niemiecką. Wojska radzieckie zajęły miasto 27 stycznia 1945 roku. 8 kwietnia tego samego roku na placu Wolności powstał Pomnik Wdzięczności dla Armii Czerwonej, który został rozebrany w 1992 roku. Po II wojnie światowej, w 1951 roku do Siemianowic Śląskich przyłączono sąsiednie, samodzielne dotychczas gminy: Bańgów, Bytków, Michałkowice i Przełajkę. W czasie Polski Ludowej na terenie Siemianowic Śląskich zaczęły powstawać nowe osiedla mieszkaniowe, a liczba ludności miasta podwoiła się. W 1972 roku połączono kopalnie „Siemianowice” i „Michał” pod nazwą Kopalnia Węgla Kamiennego „Siemianowice”.
Po przemianach gospodarczych zapoczątkowanych w latach 90. XX wieku miasto, w związku z upadkiem przemysłu ciężkiego znalazło się w kryzysie gospodarczym i zaczęło się wyludniać. Zlikwidowano zakłady wydobywcze i hutę „Jedność”, a w mieście wzrastała fala bezrobocia. W 1998 roku powołano Centrum Leczenia Oparzeń, a rok później, 24 września 1999 roku wyjechał na powierzchnię ostatni wózek z urobkiem z kopalni „Siemianowice”. W XXI wieku miasto weszło w etap restrukturyzacji, związany z rozwojem przemysłu, komunikacji, handlu, a także nowych inwestycji w przestrzeni publicznej.

### Nazwa
Z pochodzeniem nazwy Siemianowice wiąże się kilka legend. Jedna z nich wiąże pochodzenie nazwy miasta i tworzących ją dzielnic od imion trzech braci: Jakuba (obecnie nieistniejące Jakubowice), Michała (Michałkowice) i Siemiona (Szymon; obecne Siemianowice), którzy zajmowali się rybołówstwem w okolicznych stawach. W drugim wariancie legendy braćmi byli: Michał, Siemion i Maciej (od trzeciego brata nazwa osady Maciejkowice na terenie Chorzowa). Inna legenda wiąże pochodzenie nazwy miasta od siedmiu tworzących Siemianowice chat, od których zaczęło się jej istnienie.
Człon wyróżniający Śląskie dodano do nazwy Siemianowice w 1927 roku.

## Demografia
Liczba ludności obszaru obecnego miasta zaczęła gwałtownie wzrastać w związku z rozwojem przemysłowym w XIX wieku. W 1780 roku w gminie Siemianowice mieszkały 233 osoby, a łącznie wraz z Bańgowem, Bytkowem, Michałkowicacami i Przełajką obszar obecnego miasta był zamieszkały przez 750 osób. Według spisu powszechnego z 3 grudnia 1867 roku 6866 osób zamieszkiwało gminę Siemianowice. 1 grudnia 1875 roku gminy Siemianowice i Huta Laura były łącznie zamieszkałe przez 11821 osób. Według spisu powszechnego z 1 grudnia 1871 roku, w Siemianowicach mieszkało 11419 mieszkańców, w tym 5452 kobiety i 5967 mężczyzn. Wówczas współczynnik feminizacji wynosił 91 i był niższy niż średni dla całej prowincji śląskiej, wynoszący wówczas 108. Była to pochodna procesu industrializacji obszaru Siemianowic i Huty Laura. W 1871 roku 88,9% mieszkańców Siemianowic była wyznania katolickiego. Pod względem narodowościowym w 1910 roku, na obszarze obecnych Siemianowic Śląskich największy odsetek osób posługujących się językiem polskim był w Przełajce (98,9%) i Bańgowie (85,4%). W Siemianowicach wynosił on wówczas 54,3%, a w Hucie Laura był on najniższy – 39,3%.
W 1918 roku Siemianowice Śląskie w dzisiejszych granicach liczyły 38093 mieszkańców, na początku II wojny światowej 54258 osób. Pod względem narodowościowym, w 1931 roku w Siemianowicach Śląskich 92,3% mieszkańców posługiwało się językiem polskim jako ojczystym, a 7,4% niemieckim. Po II wojnie światowej następował dalszy wzrost liczby ludności miasta, spowodowany dodatnim saldem migracyjnym i przyrostem naturalnym. W 1950 roku w mieście mieszkało 53,1 tys. mieszkańców, a w 1965 66,1 tys. osób. Współczynnik feminizacji w 1965 roku wyniósł 98.
W 2001 roku w Siemianowicach Śląskich mieszkało 76,1 tys. osób. Miasto to wyróżnia się pod względem gęstości zaludnienia, gdyż jest jednym z najgęściej zaludnionych miast województwa śląskiego. W 2001 roku był na 3. miejscu spośród wszystkich gmin województwa śląskiego. Podczas Narodowego Spisu Powszechnego 2011 na 70169 mieszkańców Siemianowic Śląskich narodowość polską zadeklarowały 59233 osoby (84,4%), śląską 20832 osoby (29,7%), natomiast niemiecką 364 osoby (0,5%).
Według stanu z 31 grudnia 2017 roku w Siemianowicach Śląskich mieszkało 62 846 osób. Gęstość zaludnienia wynosiła wówczas 2 464,5 os./km², co stanowiło wówczas piątą największą gęstość zaludnienia w Polsce spośród miast na prawach powiatu. W tym czasie w mieście mieszkało więcej kobiet aniżeli mężczyzn – odpowiednio 53 i 47% (współczynnik feminizacji był wówczas na poziomie 112). Według struktury płci i wieku z 2016 roku, spośród osób w wieku 0–9 i 15–39 zaznacza się przewaga liczby mężczyzn nad liczbą kobiet żyjących w Siemianowicach Śląskich, natomiast spośród ludzi w wieku 10–14 i powyżej 40 lat więcej było kobiet aniżeli mężczyzn. W 2017 roku liczbowo dominowały osoby w wieku produkcyjnym (59,22% populacji). Osób w wieku poprodukcyjnym było wówczas 24,45%, natomiast w przedprodukcyjnym 16,33% mieszkańców.

## Polityka i administracja

### Charakterystyka

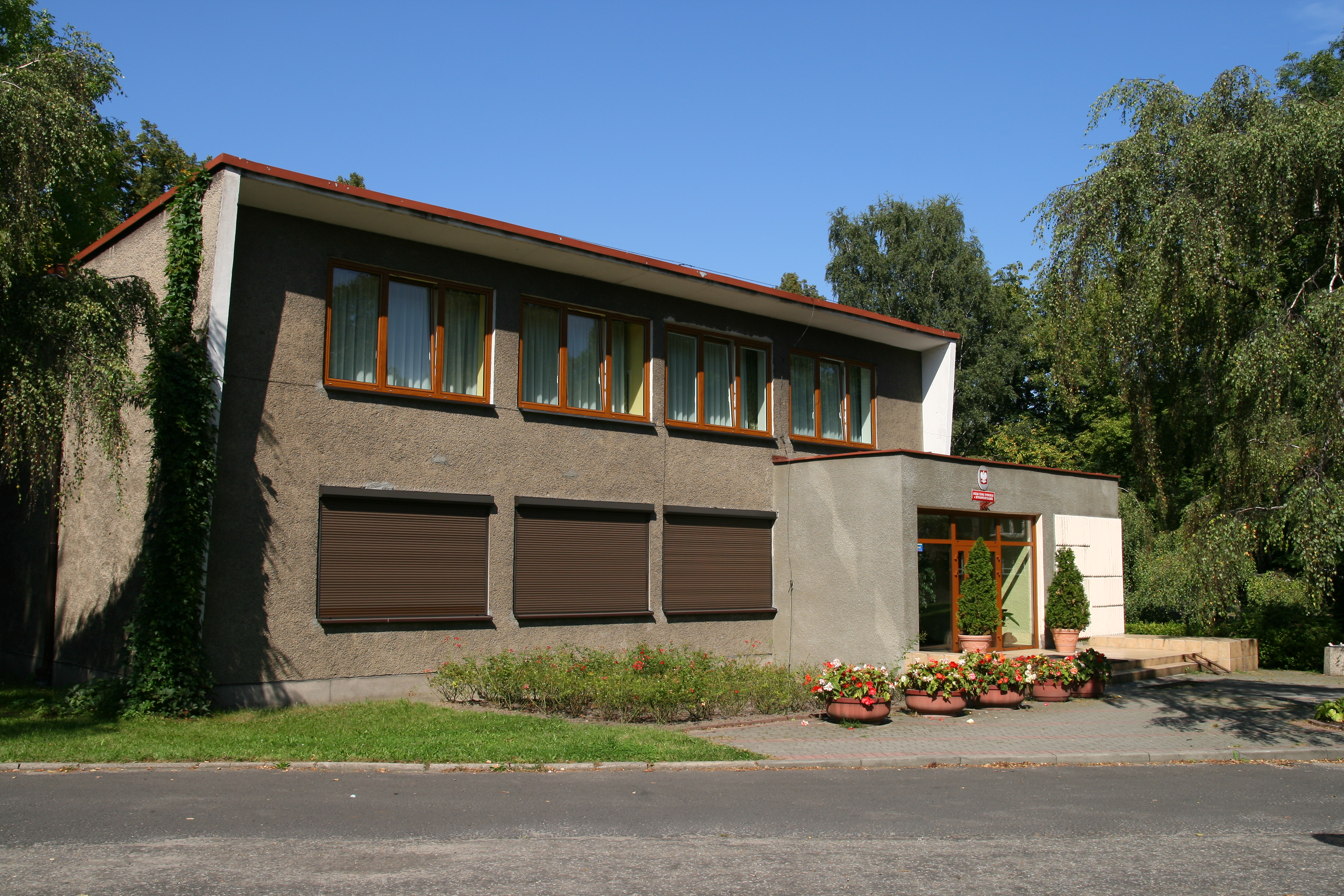
Siedziba Urzędu Stanu Cywilnego przy al. Sportowców 1

Statut miasta na prawach powiatu Siemianowice Śląskie, regulujący zadania i sposób działania organów Siemianowic Śląskich, został uchwalony na mocy uchwały Rady Miasta Siemianowic Śląskich 24 lutego 2011 roku. Siemianowice Śląskie są obecnie miastem na prawach powiatu. Organami miasta są: Rada Miasta Siemianowice Śląskie, a także Prezydent Miasta Siemianowice Śląskie. Siedzibą tych organów jest budynek Urzędu Miasta w Siemianowicach Śląskich przy ulicy Jana Pawła II 10. Mieszkańcy wybierają do Rady Miasta Siemianowic Śląskich 23 radnych. Jest ona organem stanowiącym i kontrolnym, a kadencja radnych trwa 4 lata od dnia wyboru. Spośród Rady wybierany jest Przewodniczący i dwóch Wiceprzewodniczących. Prezydent jest organem wykonawczym miasta. Powołuje on i odwołuje swojego zastępcę bądź zastępców. Wykonuje on swoje obowiązki przy pomocy Urzędu Miasta, którego jest kierownikiem.

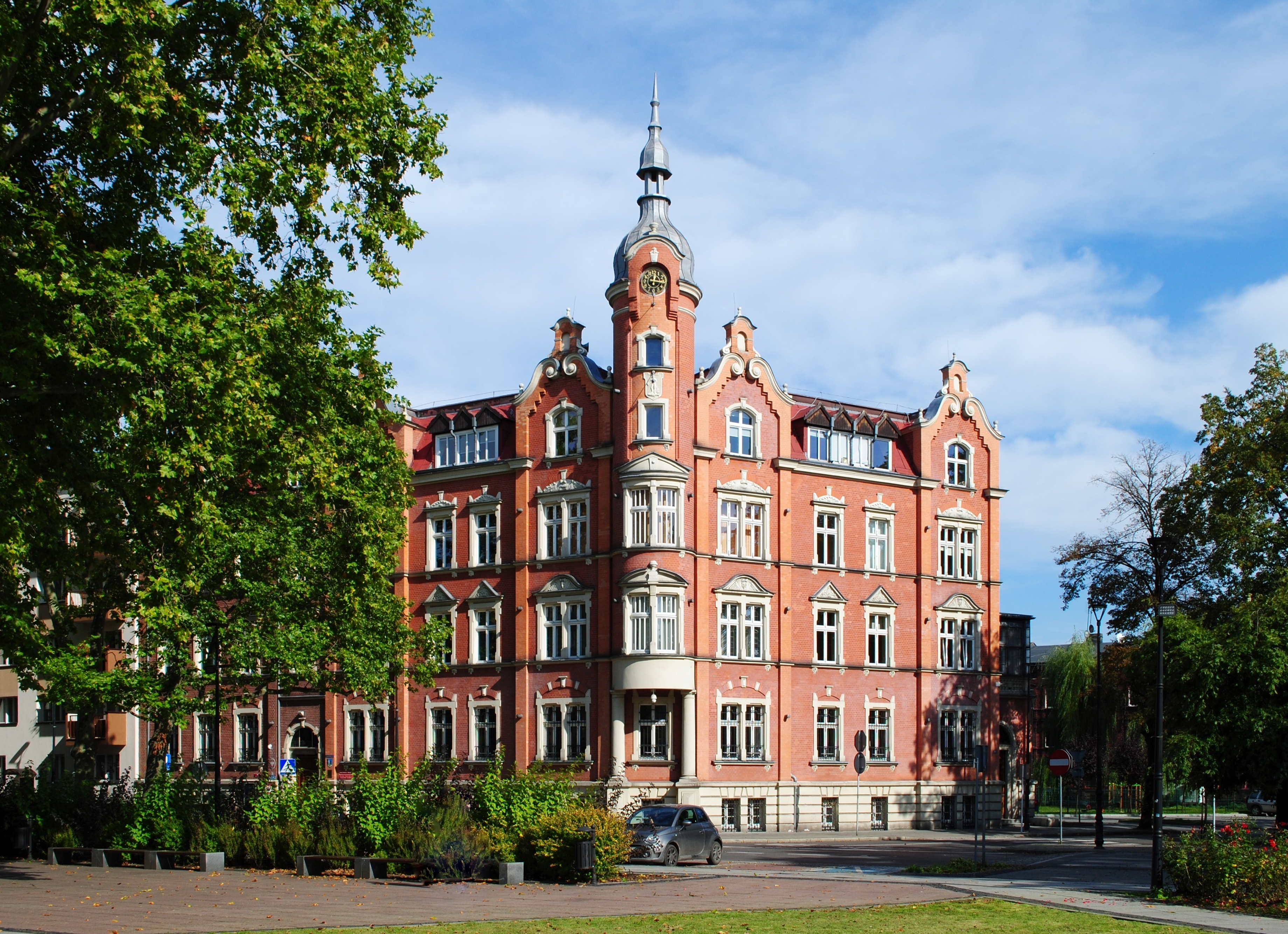
Siedziba Urzędu Miasta Siemianowice Śląskie przy ul. Jana Pawła II 10

Wydziały Urzędu Miasta mieszczą się w kilku placówkach: przy ulicy Jana Pawła II 10, ulicy Michałkowickiej 105, ulicy Fitznerów 3 (Biuro ds. Seniorów, Miejski Konserwator Zabytków oraz Wydział Kultury i Sportu), ulicy J. Dąbrowskiego 13 (Pełnomocnik Ochrony Informacji Niejawnych oraz Wydział Zarządzania Kryzysowego), ulicy Wyzwolenia 17 (Referat Świadczeń) i przy alei Sportowców 1 (Wydział Edukacji oraz Urząd Stanu Cywilnego). 
Miasto jest członkiem kilku organizacji, w tym: Górnośląsko-Zagłębiowskiej Metropolii, Śląskiego Związku Gmin i Powiatów i Związku Miast Polskich.

### Prezydenci miasta po 1989 roku
- Piotr Madeja (1990–1994),
- Zbigniew Paweł Szandar (1994–1996),
- Henryk Mrozek (1998–2002),
- Zbigniew Paweł Szandar (2002–2006),
- Danuta Sobczyk (p.o.; 2006),
- Jacek Guzy (2006–2014),
- Rafał Piech (od 2014[103]).

### Rada Miasta od 2002 roku
| Ugrupowanie                            | 2002-2006  | 2006-2010 | 2010-2014 | 2014-2018  | 2018-2023  |
| -------------------------------------- | ---------- | --------- | --------- | ---------- | ---------- |
| Echo Siemianowic                       | 6          | -         | -         | -          | -          |
| Razem dla Siemianowic                  | 5          | -         | -         | -          | -          |
| Sojusz Lewicy Demokratycznej           | 4 (SLD-UP) | 1 (LiD)   | 2         | 3 (SLD LR) | 1 (SLD LR) |
| Siemianowicki Ruch Samorządowy         | 3          | -         | -         | -          | -          |
| Wspólnota                              | 2          | -         | -         | -          | -          |
| Alternatywa dla Siemianowic Śląskich   | 2          | -         | -         | -          | -          |
| CSSM „Nasz Dom”                        | 1          | -         | -         | -          | -          |
| Jacek Guzy i Forum Samorządowe         | -          | 8         | 7         | 5          | -          |
| Platforma Obywatelska                  | -          | 7         | 6         | 5          | 4 (KO)     |
| Prawo i Sprawiedliwość                 | -          | 5         | 4         | 4          | 4          |
| PSdR Siemianowic Śląskich              | -          | 2         | -         | -          | -          |
| Stowarzyszenie Mieszkańców Siemianowic | -          | -         | 4         | 5          | 10         |
| SIM i Autonomiści Śląscy               | -          | -         | -         | 1          | -          |
| Samorządowcy 2018                      | -          | -         | -         | -          | 3          |
| Wspólnie dla Siemianowic               | -          | -         | -         | -          | 1          |

### Współpraca międzynarodowa
| Miasto        | Państwo | Data podpisania umowy |
| ------------- | ------- | --------------------- |
| Köthen        | Niemcy  | 1993                  |
| Wattrelos     | Francja | 1993                  |
| Jabłonków     | Czechy  | 1998                  |
| Mohacz        | Węgry   | 1999                  |
| Câmpia Turzii | Rumunia | 2001                  |

### Rys historyczny

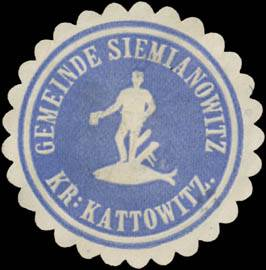
Zalepka z herbem gminy Siemianowice sprzed 1922

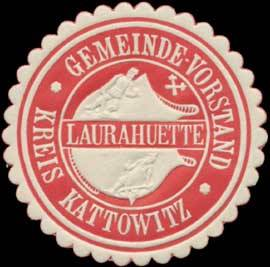
Zalepka z herbem gminy Huta Laura sprzed 1922

Obszar Siemianowic Śląskich od okresu rozbicia dzielnicowego był w posiadaniu Piastów śląskich. W XII wieku wykształciła się kasztelania bytomska, nazywana później ziemią bytomską. Od tego czasu ziemia, na której powstały Siemianowice Śląskie często zmieniała przynależność. W maju 1629 roku ziemię bytomską nabyli Hencklowie von Donnersmarck od cesarza Ferdynanda II Habsburga. Ziemie te pozostały we władaniu rodu po zdobyciu Śląska przez Prusy w 1741 roku. 
Niewiele wiadomo o pierwszych właścicielach Siemianowic. Pierwsza wzmianka o wsi Siemianowice pochodzi z 1515 roku. Prawdopodobnie na początku XVI wieku właścicielem wsi stał się ród Mieroszewskich herbu Ślepowron. Według tradycji rodowej wieś ta wraz z sąsiednimi osadami miały należeć do niego już w XV wieku. Mieroszewscy, na fundamentach siedziby pierwszych właścicieli wsi – Siemianowskich, wybudowali prawdopodobnie w XVI wieku dwór rycerski. Obecnie tworzy ono lewe, barokowe skrzydło siemianowickiego pałacu. W 1692 roku Stanisław Mieroszewski sprzedał Bańgów i Siemianowice Kasparowi Hunterowi von Grandon. W 1718 roku obszary te nabyła hrabina Maria Josephina Hencklel don Donnersmarck, w imieniu męża Karola Josepha Erdmanna. Siedzibą siemianowickiej (katolickiej) linii rodu, najpóźniej w 1768 roku, stał się obecny pałac. W 1789 roku spisano urbarz siemianowicki, a także ustanowiono pieczęć gminy, która była pierwowzorem przyszłego herbu Siemianowic Śląskich. 

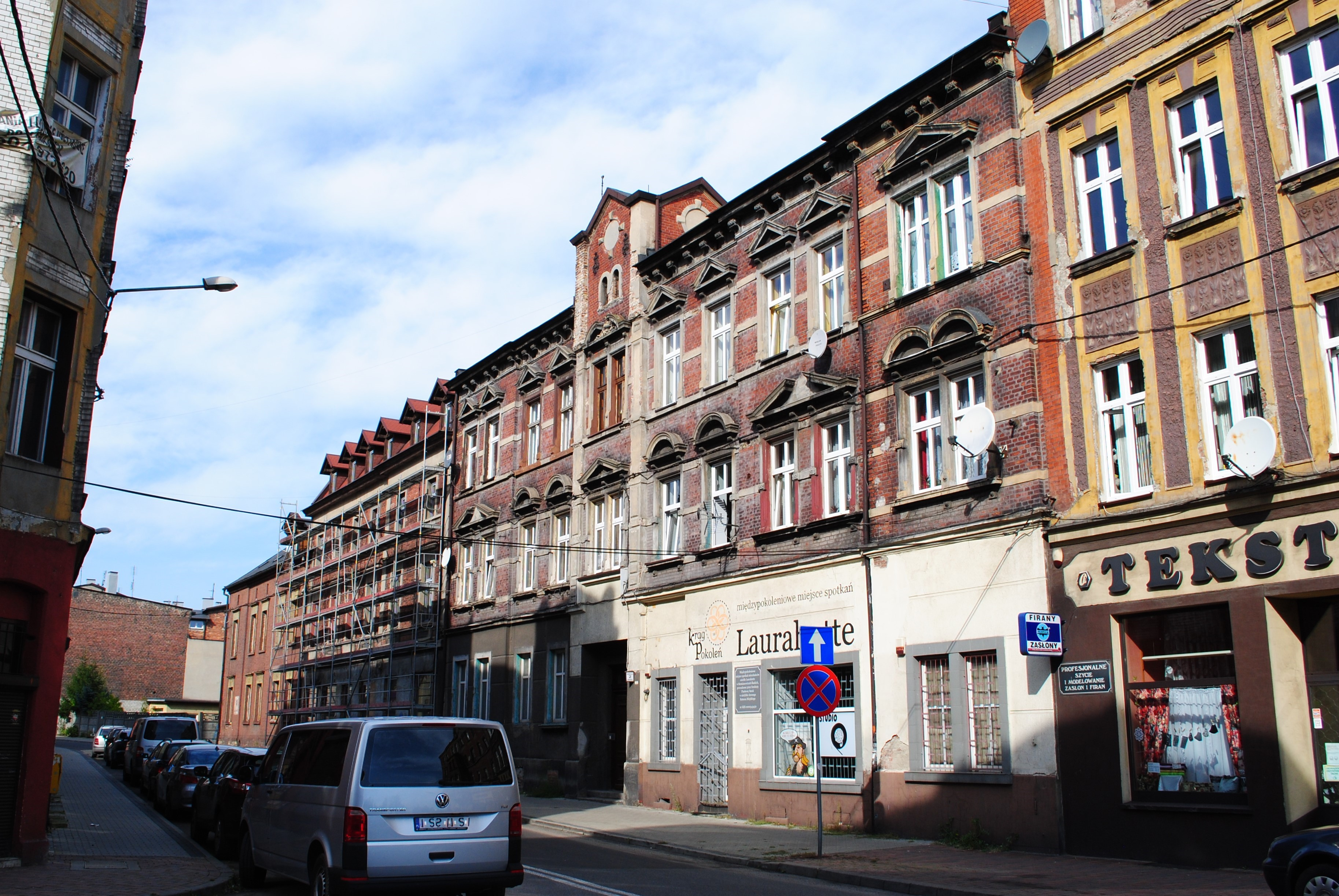
Ratusz dawnej gminy Huta Laura przy ul. Jana III Sobieskiego 2

Na początku XX wieku na obszarze dzisiejszego miasta znajdowały się następujące gminy i obszary dworskie: gmina Siemianowice, obszar dworski Siemianowice I (kompleks pałacowy), gmina Huta Laura (powstała po 1836 roku jako konglomerat kilku osiedli i kolonii robotniczych wokół huty „Laura”; do 1890 roku obszar dworski; w gminie znajdowały się m.in. kolonie: Grabie, Wanda, Hugo i Neu Berlin), obszar dworski Michałkowice II i obszar dworski Siemianowice II (w tym: Sadzawki, Huta Jerzego, Srokowiec i Nowy Czekaj – ostatnia osada obecnie jest w granicach Katowic). Ponadto funkcjonowały wsie: Michałkowice, Bytków, Bańgów i Przełajka. 
W maju 1922 roku połączono Siemianowice i Hutę Laura, tworząc gminę Laurahütte-Siemianowitz (od czerwca 1922 Huta Laura-Siemianowice). Po nadaniu Zabrzu praw miejskich (1 października 1922) połączona gmina Huta Laura-Siemianowice najprawdopodobniej stała się największą wsią w Europie, a na pewno w Polsce. W 1924 roku zlikwidowano obszary dworskie, dzięki czemu zwiększyły się terytoria Bańgowa, Michałkowic i Przełajki, natomiast część obszaru dworskiego Bytków weszła w skład nowej gminy Wełnowiec. Dobra siemianowickie włączono do gminy Huta Laura-Siemianowice. Uchwałą Sejmu Śląskiego z 9 lutego 1927 roku gminę przemianowano na Siemianowice Śląskie. Na mocy rozporządzenia Rady Ministrów z 10 czerwca 1932 roku gmina została z dniem 23 czerwca 1932 roku zaliczona do rzędu miast, po czym ustanowiono aktualną wersję herbu miasta. Dnia 1 marca 1939 roku do Michałkowic włączono gminę Bytków. Po II wojnie światowej, w 1951 roku do Siemianowic Śląskich przyłączono sąsiednie osady: Bańgów, Bytków, Michałkowice i Przełajkę.

## Gospodarka
Siemianowice Śląskie są ośrodkiem mieszkalno-przemysłowym. Tereny przemysłowe w mieście są skoncentrowane w południowo-wschodniej i północno-zachodniej części miasta. Ponadto przedsiębiorstwa mają swoje siedziby również w centralnej części miasta. W 2001 roku w Siemianowicach Śląskich było zarejestrowanych 5661 podmiotów gospodarczych, w tym 2 przedsiębiorstwa państwowe, 272 spółki prawa handlowego i 46 firm z udziałem kapitału zagranicznego. W tym czasie poziom zatrudnienia wynosił 12,4 tys. osób, z czego w branży przemysłowej i budowlanej pracowało 6,2 tys. osób, a w usługach 6,0 tys.. Pod koniec 2019 roku w rejestrze REGON było zarejestrowanych 6336 podmiotów gospodarczych, z czego 4777 stanowiły osoby fizyczne wykonujące działalność gospodarczą. Spośród zarejestrowanych podmiotów w tym czasie, 14 z nich (0,2%) było z branży rolniczej, 1351 (21,3%) z branży przemysłowej i budowlanej, natomiast 4971 (78,5%) podmiotów prowadziło pozostałą działalność. 6032 podmioty stanowiły wówczas mikroprzedsiębiorstwa. Najwięcej zarejestrowanych podmiotów prowadziło działalność związaną z handlem hurtowym i detalicznym, naprawą pojazdów samochodowych i budownictwem. 
Pod koniec 2020 roku w Siemianowicach Śląskich w systemie REGON zarejestrowane były 6502 podmioty gospodarcze – średnio 98 firm na 1000 mieszkańców, a wśród osób w wieku produkcyjnym współczynnik ten wynosił 168,7 osób. Spośród wszystkich w tym okresie zarejestrowanych podmiotów, 214 z nich było z sektora publicznego, natomiast 6185 firm działało w sektorze prywatnym, w tym 489 spółek handlowych, 10 spółdzielni, 22 fundacje i 125 stowarzyszeń. W tym okresie 6205 podmiotów zatrudniało do 9 osób, 250 firm posiadało od 10 do 49 pracowników, 40 podmiotów od 50 do 249 zatrudnionych osób, a więcej pracowników posiadało łącznie 7 podmiotów z obszaru Siemianowic Śląskich. Ze wszystkich podmiotów, w 20 z nich udział miał także kapitał zagraniczny .
Pod koniec 2018 roku 43,2% mieszkańców Siemianowic Śląskich było zatrudnionych w branży przemysłowej i budowlanej, 14,6% w usługach, a 4,3% w sektorze finansowym. W tym samym okresie na 1000 mieszkańców pracowało 226 osób. Stopa bezrobocia wynosiła wówczas 4,1%. Wśród aktywnych zawodowo 8905 mieszkańców wyjeżdżało do pracy do innych miast, a 3415 osób przyjeżdżało do Siemianowic Śląskich do pracy z innych miast.

### Rolnictwo
Rolnictwo na obszarze Siemianowic Śląskich uprawiano od czasów średniowiecznych. Dla właścicieli w Siemianowicach (w połowie XVIII wieku byli nimi Donnersmarckowie) funkcjonowało dominalne gospodarstwo, a także należały do nich mniejsze folwarki w Pszczelniku i Bańgowie. Ponadto folwarki powstały w Bytkowie (folwark von Klocha) i Michałkowicach (folwark Rheinbabenów). W połowie XVIII wieku najbardziej uprzemysłowionym folwarkiem był majątek w Przełajce, w którym znajdowały się młyn oraz założona w 1726 roku fryszerka. W połowie XIX wieku w majątkach Siemianowice i Michałkowice hodowano dodatkowo owce (łącznie 1000 sztuk) i bydło (łącznie 885 sztuk). Majątki rolne w Siemianowicach, Bańgowie i Przełajce o łącznej powierzchni 485 ha w 1904 roku zostały przejęte przez spółkę Zjednoczone Huty Królewska i Laura, a rok później dobra rycerskie Bytków i Michałkowice przez Zakłady Hohenlohego.
Siemianowickie dominium po II wojnie światowej zostało przekształcone w PGR. Gleby w mieście posiadały wówczas II i III klasę bonitacyjną. Uprawiano na nich żyto, ziemniaki, owies, jęczmień, kapustę, buraki, różnych gatunków kaszę oraz naprzemiennie koniczynę i pasternak. Gleby zostały później częściowo zniszczone, głównie wskutek działalności przemysłowej. Pod koniec 2018 roku w sektorze rolniczym pracowało 1,5% mieszkańców miasta.
Według danych z Powszechnego Spisu Rolnego z 2010 roku, na obszarze Siemianowic Śląskich znajdowały się 154 gospodarstwa rolne, z czego 110 z nich było o powierzchni do 1 ha włącznie, 24 o powierzchni 1–5 ha, natomiast 20 o powierzchni 5 ha i więcej. Powierzchnia gospodarstw wynosiła łącznie 518,27 ha, z czego pod zasiewami było 451,84 ha. Główne uprawy: pszenica ozima (208,7 ha), warzywa gruntowe (63,32 ha) i pszenżyto jare (42,05 ha). Powierzchnia sadów wynosiła wówczas 6 ha. Jedynymi hodowanymi wówczas zwierzętami był drób o pogłowiu 174 sztuk.

### Przemysł i usługi

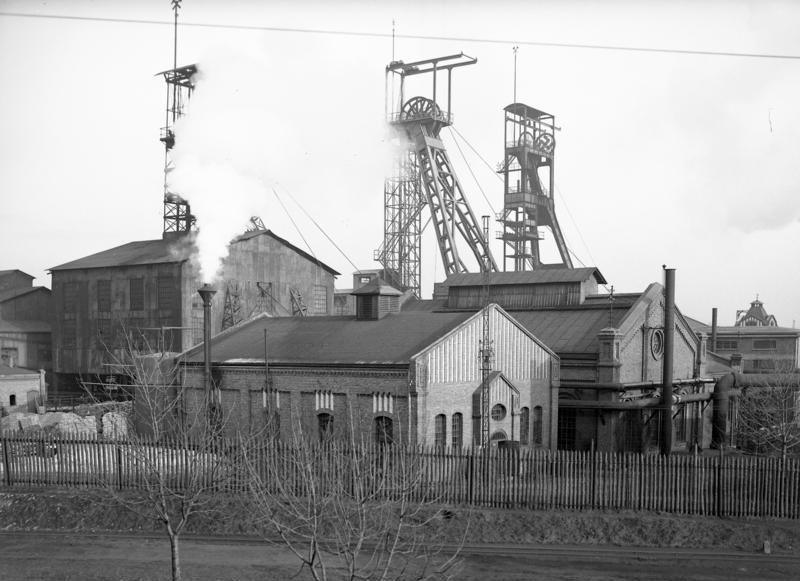
Dawna kopalnia węgla kamiennego „Siemianowice” w 1939 roku

Przemysł w Siemianowicach Śląskich zaczął się rozwijać na dużą skalę od początku XIX wieku. Wcześniej ludność miejscowa utrzymywała się głównie z rolnictwa, gospodarki leśnej i hodowli ryb. Intensywny rozwój gospodarczy w Siemianowicach wiąże się z otwarciem w 1786 roku pierwszej kopalni węgla kamiennego „Waldgrube” („Leśna”) i pierwszej huty „Hohenlohe” w 1804 roku. W następnych dziesięcioleciach zaczęły powstawać kolejne huty (w tym także cynku) oraz kopalnie węgla kamiennego. W 1835 roku ukończono budowę huty „Laura”, której głównym udziałowcem był hrabia siemianowicki – Hugo Henckel von Donnersmarck, wnuk Łazarza III. Rozwój przemysłowy w Siemianowicach sprzyjał napływowi ludności. W latach 1854–1857 powstała kolej wąskotorowa z Tarnowskich Gór i Bytomia przez Bytków, Hutę Laura, Hutę Jerzego do Zawodzia. W kolejnych latach XIX wieku na terenie dzisiejszych Siemianowic powstawały kolejne linie kolejowe, a przemysł dalej się rozwijał. W 1868 roku powstała Fabryka Śrub i Nitów (obecnie funkcjonuje pod nazwą Fabryka Elementów Złącznych). 

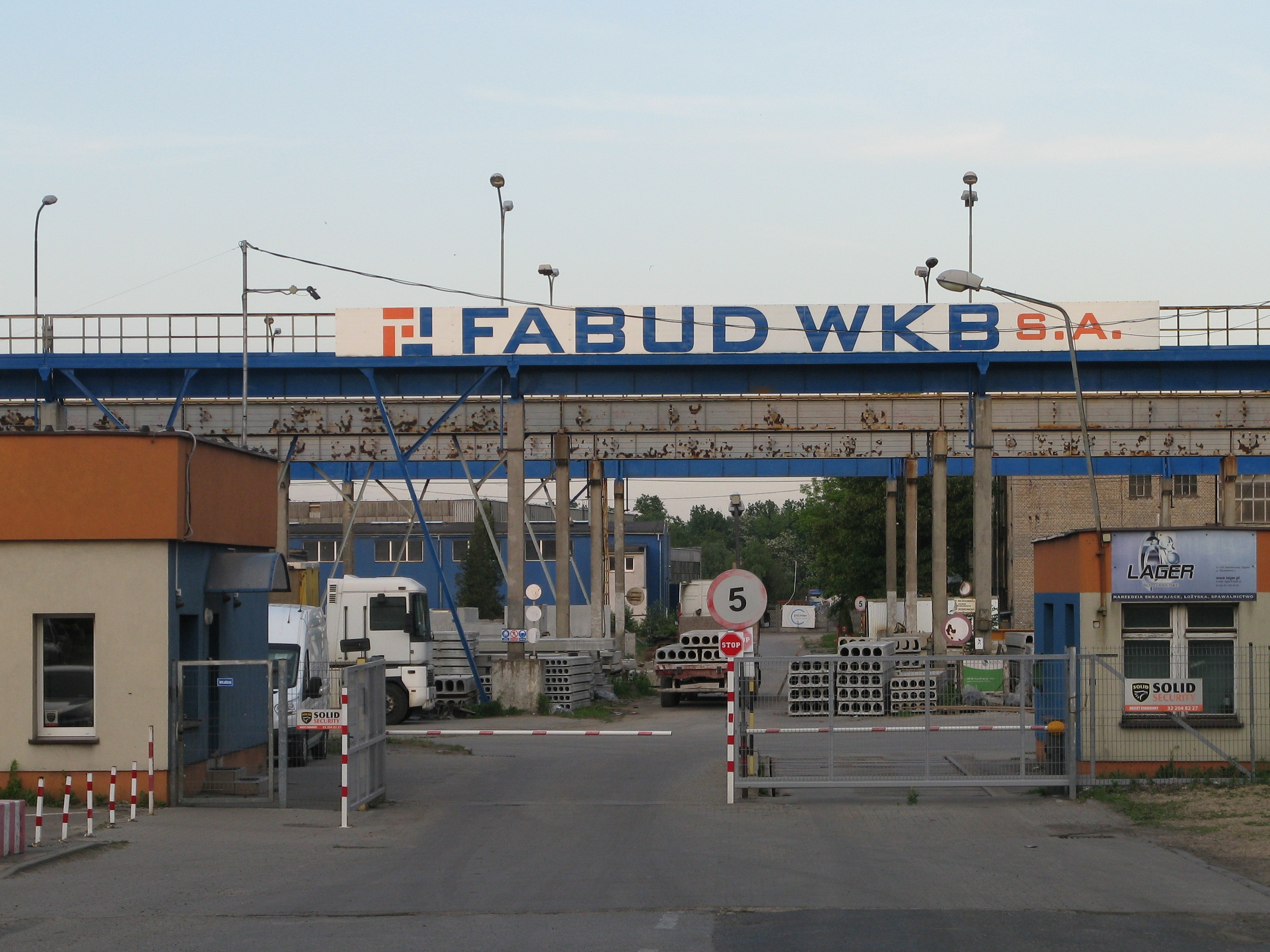
Brama wjazdowa na teren firmy „Fabud” przy ul. Wyzwolenia

W 1869 roku Fitzner założył Fabrykę Kotłów Parowych, która funkcjonowała do wybuchu II wojny światowej, kiedy to produkcję przestawiono na produkcję broni. Po wojnie utrzymano ten stan o tyle, że fabryka funkcjonowała jako zakład wojskowy, m.in. naprawiano tabor, a z czasem zaczęto produkować pojazdy opancerzone. Przyjęto nazwę: Wojskowe Zakłady Mechaniczne (od sierpnia 2014 roku „Rosomak”). 
Po II wojnie światowej miasto liczyło ponad 82 tys. mieszkańców. Działały kopalnie, huty i inne zakłady. Przełom XX i XXI przyniósł w Siemianowicach, podobnie jak w okolicznych miastach Górnośląskiego Okręgu Przemysłowego szereg niekorzystnych zmian. Zamknięta została jedna z największych w kraju kopalń – „Siemianowice”, a także nastąpiła likwidacja większości państwowych zakładów przemysłowych w tym huty „Jedność” przekształconej w spółkę Skarbu Państwa. 

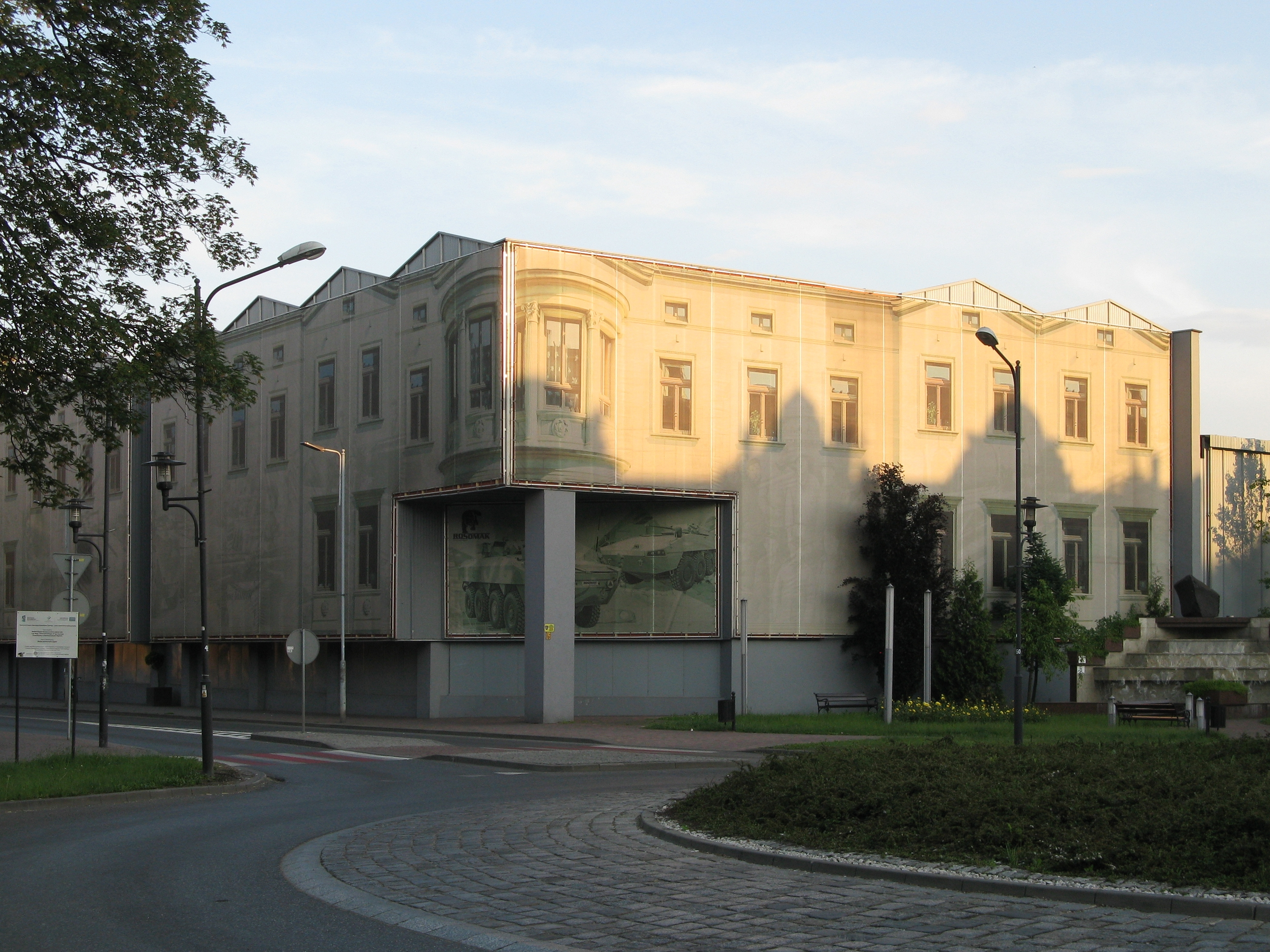
Fabryka spółki „Rosomak” przy ul. Powstańców

W mieście w wyniku restrukturyzacji wystąpiły liczne problemy społeczne – spadek zaludnienia, wysokie bezrobocie strukturalne, emigracja zarobkowa młodych, wykształconych ludzi, masowe grabieże mienia na terenach poprzemysłowych i kolejowych. Niekorzystnym zmianom społecznym miasto przeciwdziałało, organizując dodatkowe kursy edukacyjne dla młodzieży, szkolenia dla bezrobotnych oraz budując nowe obiekty sportowe i zachęcając inwestorów. W ostatnim okresie w mieście zainwestowały m.in. firmy „Adient” (powstały w 2006 roku producent stelaży do siedzeń samochodowych) i „Ugine & Alz” (obecnie ArcelorMittal Stainless Service). Znajduje się tu też jedna z podstref Katowickiej Specjalnej Strefy Ekonomicznej.
Na obszarze Siemianowic Śląskich prowadzono również eksploatację innych prócz węgla kamiennego surowców mineralnych. W północnej części miasta przebiegała granica obszaru górniczego „Brzeziny” dla Zakładów Górniczo-Hutniczych „Orzeł Biały”, które wydobywały złoża cynku i ołowiu. Eksploatacja trwała do około 1979 roku. Wapienie triasowe były wydobywane w kilku miejscach, pozostawiając w terenie ślady po ich eksploatacji, w tym wapienniki w Bańgowie i na północ od Parku Pszczelnik, a także kamieniołomy przy granicy z Chorzowem. Piasek był wydobywany w rejonie obecnego składowiska odpadów i stawu Rzęsa, a także przy granicy z Czeladzią i Katowicami na Starym Czekaju oraz również na terenie Pszczelnika.

## Transport i infrastruktura

### Transport drogowy

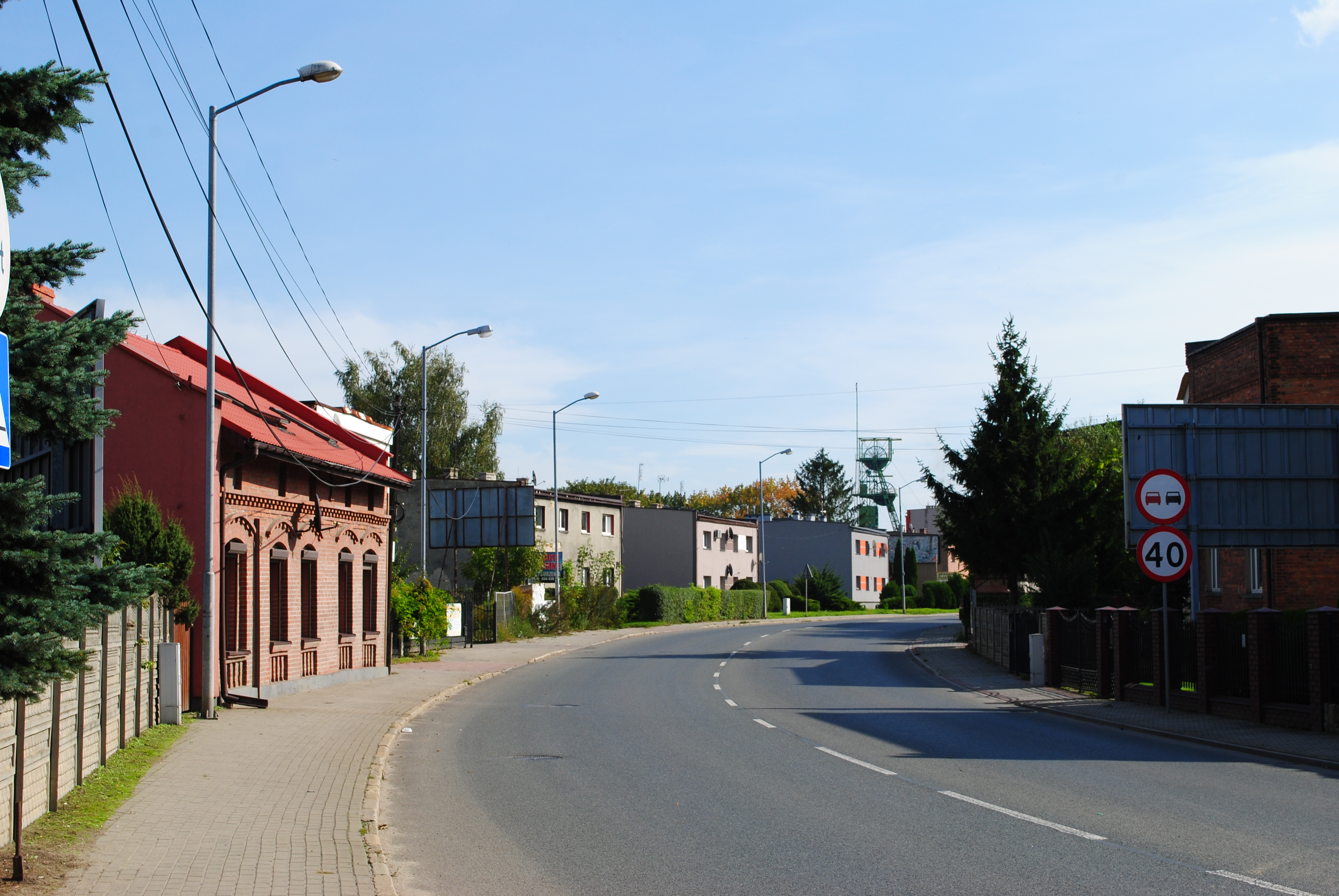
Ulica Henryka Krupanka (DK94) w Bańgowie

Siemianowice Śląskie posiadają dogodne połączenia drogowe z resztą kraju dzięki położeniu w centrum Górnośląsko-Zagłębiowskiej Metropoli, pomiędzy dwoma ważnymi drogami regionu – autostradami A1 i A4, natomiast na wschód od miasta zlokalizowane są dwie drogi ekspresowe: S1 i S86. Autostrada A4 znajduje się w odległości około 10 km, w sąsiednich Katowicach. Przez miasto przebiega droga krajowa nr 94 ze Zgorzelca do Krakowa, Rzeszowa i dalej do Korczowej. W granicach Siemianowic Śląskich ciągnie się ona jako ulica Wrocławska i ulica Henryka Krupanka. Ulice te rozgraniczają się przy skrzyżowaniu z ulicą Zwycięstwa. 
Miasto Siemianowice Śląskie zarządza drogami o łącznej długości 102,054 km. Na obszarze miasta znajduje się 47,2 km dróg powiatowych i 52,0 km dróg gminnych, zaś pod względem klasy dróg, na terenie miasta znajduje się 5 km dróg głównych (G), 31 km dróg zbiorczych (Z), 51 km dróg lokalnych (L) i 16 km dróg dojazdowych (D) . W 2019 roku 46% dróg było w stanie niezadowalającym, a 30% w zadowalającym. Do podstawowych ciągów komunikacyjnych w mieście należą następujące ciągi ulic: 
- Wrocławska – H. Krupanka (fragment drogi krajowej nr 94)[134],
- Tarnogórska – Kościelna – Oświęcimska – Bytkowska – W. Wróblewskiego (trasa wylotowa z Siemianowic Śląskich i droga dojazdowa do Katowic)[134],
- Katowicka – S. Staszica – Śląska – Zwycięstwa (główna oś komunikacyjna miasta i trasa wylotowa w kierunku Chorzowa i Katowic)[134],
- Mysłowicka (trasa wylotowa w kierunku Katowic, Mysłowic i Sosnowca)[134].

Do pozostałych ważniejszych ulic w Siemianowicach Śląskich należą m.in. ulice: św. Barbary, ks. J. Kapicy, Jana Pawła II, Komuny Paryskiej, 1 Maja, K. Miarki, Michałkowicka, E. Orzeszkowej, Powstańców i Wiejska, a także place i skwery: pl. P. Skargi, pl. Wolności, Planty Michałkowickie i skw. Laury.

### Transport kolejowy

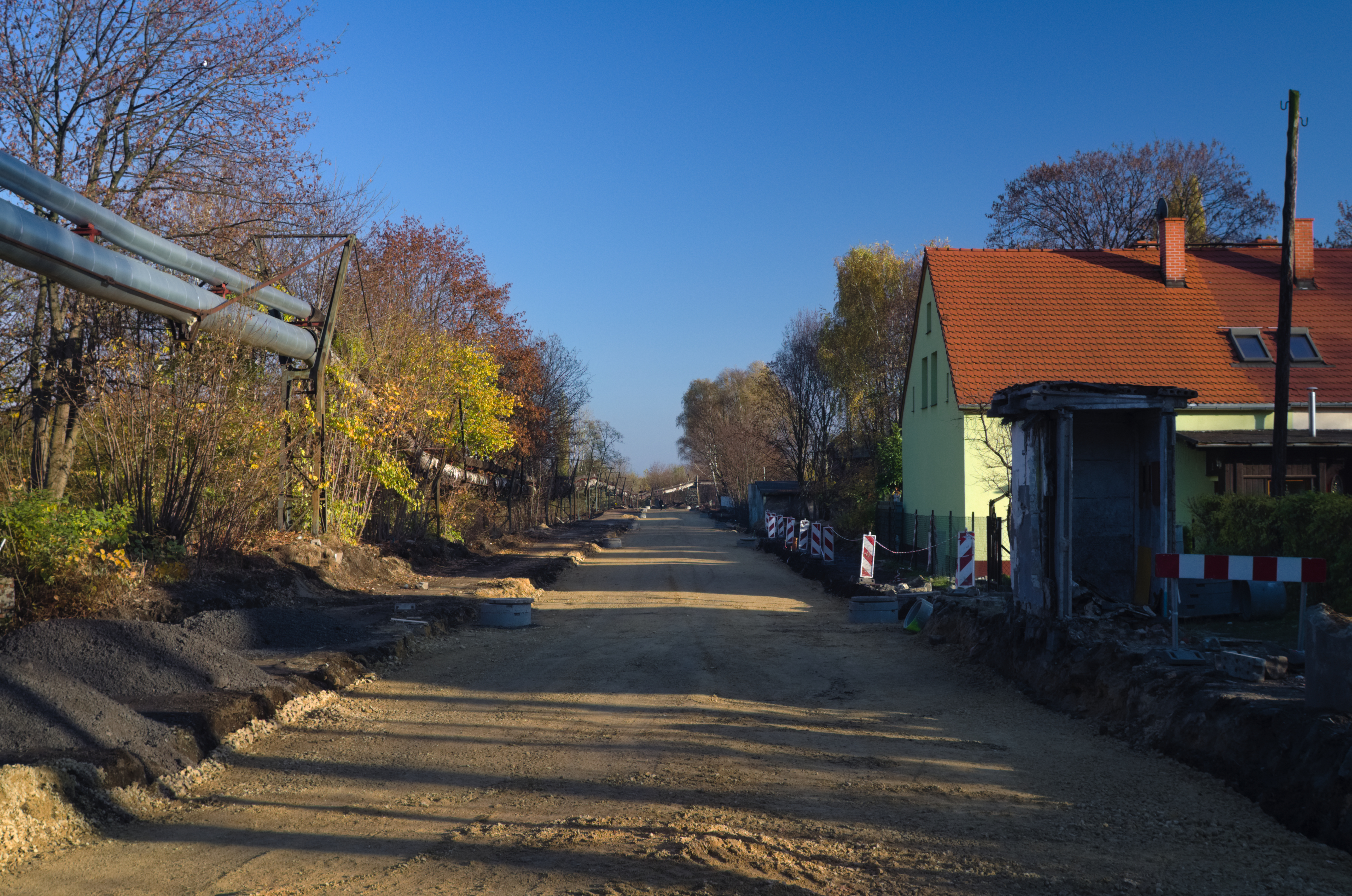
Teren dawnej stacji kolejowej Siemianowice Śląskie Wąskotorowe

Przez centrum miasta i Bytków przebiega dwutorowa linia kolejowa nr 161 Katowice Szopienice Północne – Chorzów Stary, na której znajduje się stacja techniczna Siemianowice Śląskie, od 1969 roku wykorzystywana jedynie w ruchu towarowym. W 2004 roku Polskie Koleje Państwowe wyburzyły budynek dworca kolejowego z 1870 roku. W północnej części miasta przebiegały linie dawnej kolei piaskowej z Jaworzna i Łagiszy w kierunku Bytomia. Najbliższa stacja kolejowa czynna dla ruchu pasażerskiego znajduje się obecnie w Katowicach (stacja kolejowa Katowice) w odległości około 8 km od centrum Siemianowic Śląskich. W latach 1870–1968 miasto posiadało pasażerskie połączenia kolejowe.
Sieć kolejowa w Siemianowicach Śląskich do lat 80. XX wieku była stosunkowo gęsta. Funkcjonowały tu zarówno sieć publiczna, jak i też zakładowa o różnych szerokościach torów. Kolej na terenie obecnego miasta uruchomiono w pierwszej połowie XIX wieku w związku z otwarciem huty żelaza „Laura”. Zaczęto do niej dostarczać za pomocą wąskotorowego transportu kolejowego węgiel z szybu „Richter”, a w II połowie XX wieku w drugą stronę wożono żużel wielkopiecowy. Odcinek ten zlikwidowano wraz z przebudową układu komunikacyjnego Siemianowic Śląskich w 1960 roku. W 1872 roku szyb „Ficinus” połączono ze stacją normalnotorowej linii Kolei Prawoodrzańskiej. Z czasem sieć kolei wąskotorowej o prześwicie 785 mm obejmowała wiele peryferyjnych szybów i zakładów pomocniczych. Pomiędzy szybami „Parkowym” a „Bańgów”, a także pomiędzy kopalnią „Michał” i szybem „Północnym” kopalniane pociągi wąskotorowe prowadziły również ruch osobowy. Sieć kopalnianej kolei wąskotorowej została zlikwidowana wraz z zamknięciem ostatnich kopalń i huty „Jedność” na przełomie XX i XXI wieku.

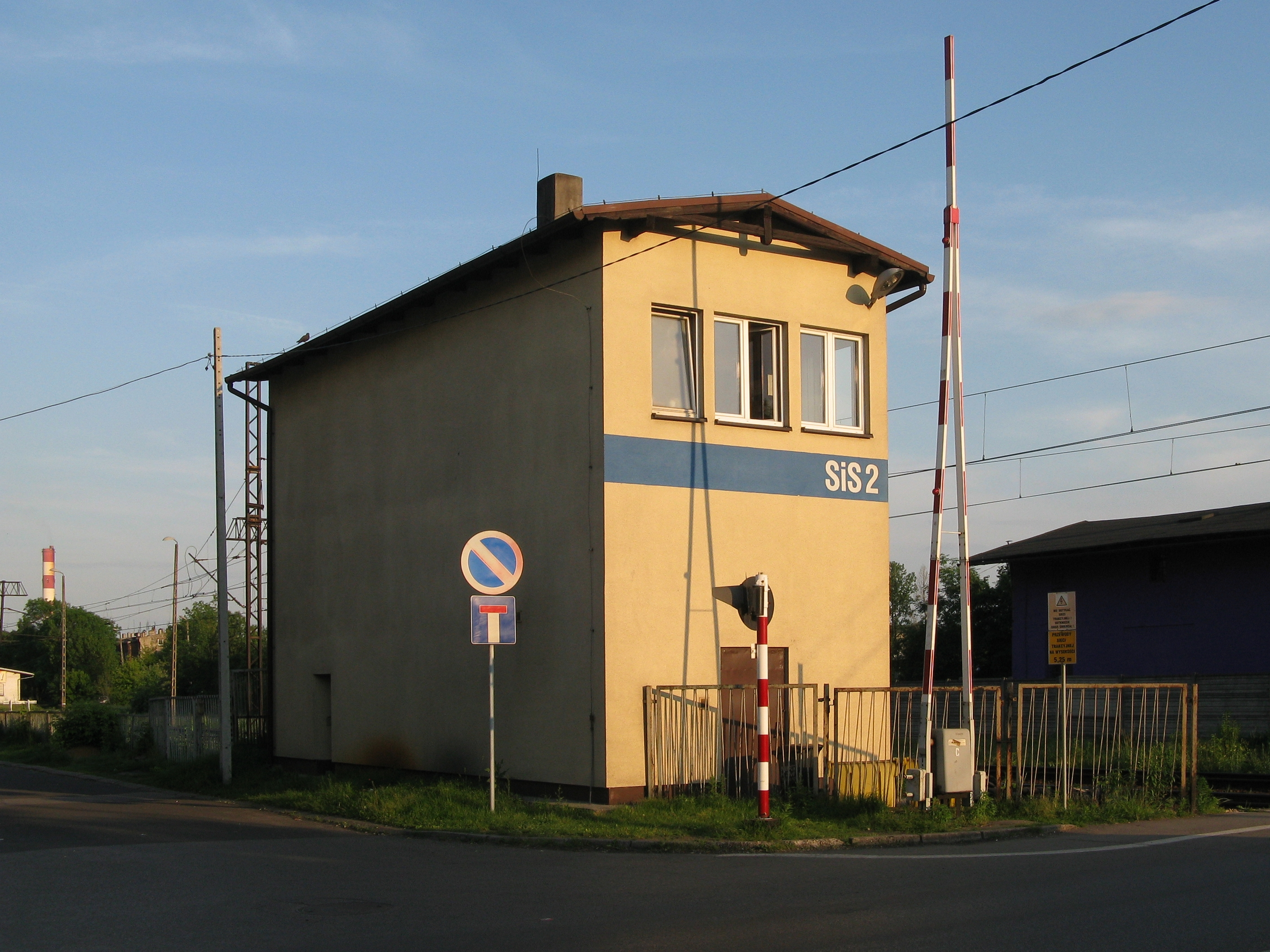
Nastawnia wykonawcza Sis2 na stacji Siemianowice Śląskie

Kolej wąskotorowa użytku publicznego na terenie miasta działała jako fragment systemu Górnośląskich Kolei Wąskotorowych. Odcinek na trasie Tarnowskie Góry – Karb – Bytom – Rozbark – Siemianowice – Bogucice – Janów powstał w latach 1854–1857, wybudowany został przez Towarzystwo Kolei Górnośląskiej. Trasę do Siemianowic uruchomiono w 1855 roku. Od 1872 roku do lat 80. XX wieku na stałe kursowały tu lokomotywy parowe. Koleją dostarczano rudy żelaza, a po II wojnie światowej głównie węgiel kamienny. W marcu 1997 roku PKP rozwiązały umowę bocznicową z  Hutą Metali Nieżelaznych „Szopienice”, co spowodowało zawieszenie ruchu na odcinku od kopalni „Siemianowice” do Szopienic. Do 2001 roku przewozy prowadzono na odcinku od kopalni „Siemianowice” przez Bytków w kierunku Maciejkowic. Wożono głównie miał węglowy do elektrowni „Chorzów”. Po zamknięciu kopalni w 1999 roku zbudowano perony przy przejazdach kolejowo–drogowych, uruchamiając dwa przystanki osobowe: Siemianowice Śląskie Wąskotorowe i Bytków. W latach 1999–2001 z dużym zainteresowaniem uruchamiano weekendowe połączenia turystyczne, łączące Siemianowice Śląskie z Miasteczkiem Śląskim. Obecnie odcinek przebiegający przez Chorzów i Siemianowice Śląskie jest rozebrany.
Linię kolei normalnotorowej przebiegającą przez Siemianowice Śląskie wybudowało Towarzystwo Kolei Prawego Brzegu Odry, które powołano w 1868 roku. Spółka ta wybudowała linię łączącą Wrocław z Górnym Śląskiem przez Kluczbork, Fosowskie, Tarnowskie Góry i Bytom do Siemianowic, a dalej linia ta kierowała się do Szopienic, Murcek, Pszczyny i Dziedzic. Odcinek linii Bytom – Siemianowice – Szopienice Północne oddano do użytku 1 lutego 1870 roku. Po wybudowaniu łącznicy Dąbrówka Mała – Bogucice (obecnie Katowice Zawodzie), 1 maja 1894 roku uruchomiono połączenia Bytom – Siemianowice – Katowice. Uruchamiano wówczas 8–9 par połączeń pasażerskich pomiędzy tymi miastami. W latach międzywojennych, w 1937 roku do Bytomia kursowało 16 transgranicznych pociągów. Połączenia pasażerskie funkcjonowały do 1 kwietnia 1968 roku. Stacja Siemianowice Śląskie pozostała punktem handlowym na magistralnej linii towarowej. W latach 1989–1990 linię zelektryfikowano, a w 2004 roku zburzono dworzec kolejowy na stacji Siemianowice Śląskie. Ponadto na tej linii do 1968 roku funkcjonował przystanek osobowy Siemianowice Bytków.

### Transport lotniczy

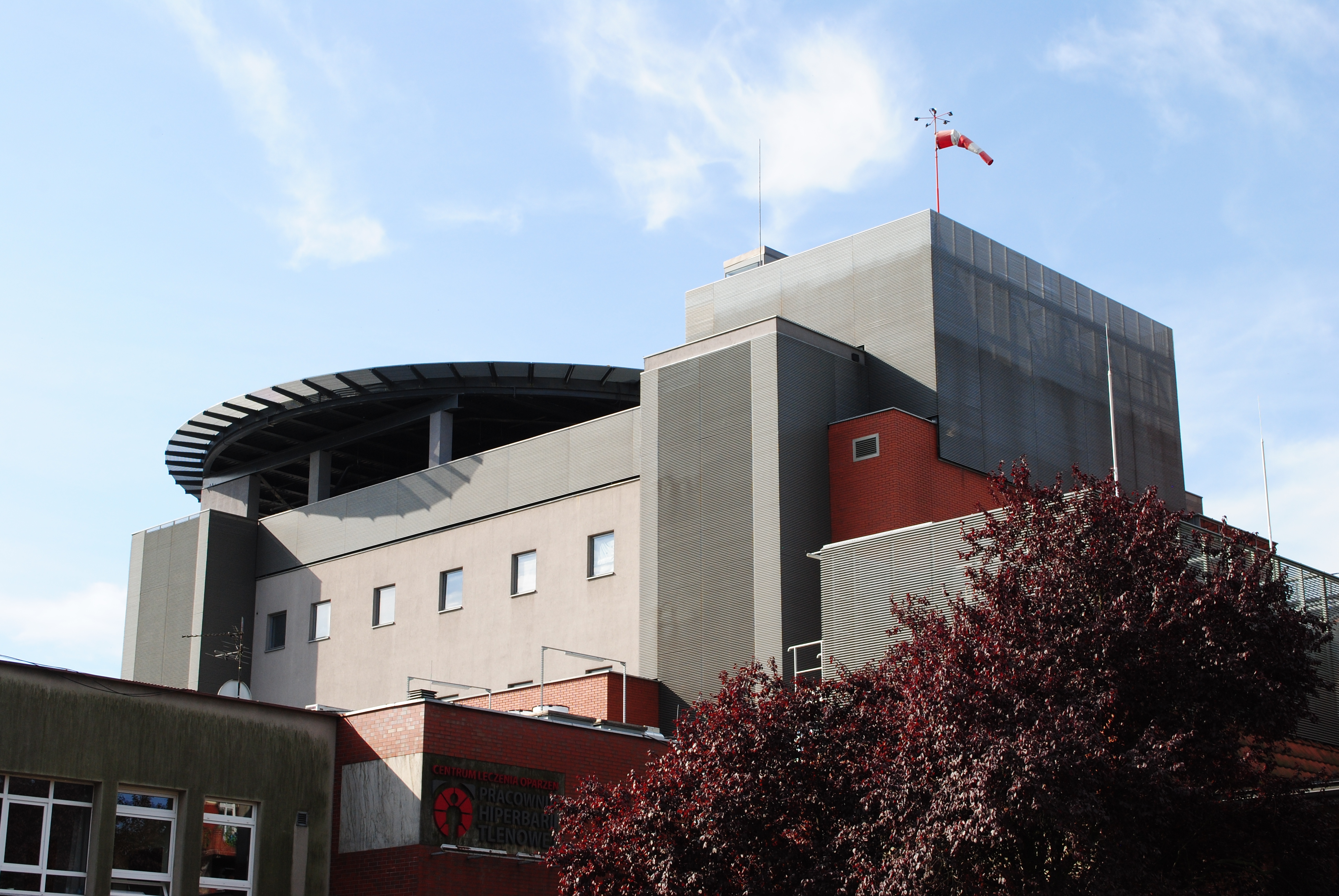
Lądowisko Siemianowice Śląskie-SPZOZ Centrum Leczenia Oparzeń

W odległości około 19,7 km od Siemianowic Śląskich położony jest port lotniczy Katowice-Pyrzowice, natomiast od portu lotniczego Kraków-Balice miasto oddalone jest o 76 km. Od 2014 roku przy ulicy Jana Pawła II funkcjonuje sanitarne lądowisko dla helikopterów.

### Miejski transport zbiorowy
W mieście funkcjonują połączenia komunikacji autobusowej i tramwajowej, które są realizowane na zlecenie Zarządu Transportu Metropolitalnego. Według stanu na koniec 2020 roku na terenie miasta znajduje się 71 przystanków, rozmieszczonych w różnych jego częściach. Przystanki te zapewniają bezpośrednie połączenia ze wszystkimi dzielnicami miasta oraz z innymi ośrodkami Górnośląsko-Zagłębiowskiej Metropolii. Z dwustanowiskowego przystanku autobusowego Siemianowice Plac Wolności odjeżdża według stanu z maja 2021 roku 12 linii autobusowych, z przystanku Bytków Osiedle Chemik 14 linii (w tym jedna nocna), z przystanku Michałkowice Kościół 14 linii (w tym jedna nocna), z przystanku Bańgów Zachodnia 9 połączeń (w tym linia nocna), a z przystanku autobusowo-tramwajowego Siemianowice Plac Skargi 12 linii autobusowych i 2 linie tramwajowe. Łącznie przez Siemianowice Śląskie kursowało w tym czasie 29 linii autobusowych (w tym jedna nocna) i 2 linie tramwajowe.
W granicach miasta przebiega ok. 1,1 km trasy tramwajowej. Do Siemianowic Śląskich w rejon dzielnicy Centrum według stanu z maja 2021 roku można było się dostać z Katowic tramwajem linii 13 lub 16. W latach 1900–2009 funkcjonowało również połączenie tramwajowe z Chorzowem przez Chorzów Stary (linia 12). 
Pierwszy parowy tramwaj uruchomiono na trasie Huta Laura – Katowice 30 grudnia 1896 roku. 1 października 1898 roku uruchomiono na tej trasie tramwaj elektryczny (jako pierwsze połączenie zelektryfikowane na obszarze konurbacji katowickiej). Na przełomie XIX i XX wieku w Laurahucie w pobliżu huty funkcjonowała mała zajezdnia tramwajowa. 25 lipca 1900 roku oddano do użytku linię łączącą Hutę Laura z Królewską Hutą (przez Chorzów). Pod koniec 1946 roku siemianowicki odcinek trasy tramwajowej przebudowano na tor normalny, a także zmieniono jej przebieg – biegnie ona do dziś wzdłuż ulicy Katowickiej do placu P. Skargi. 1 stycznia 2009 roku zlikwidowano połączenie tramwajowe pomiędzy Siemianowicami Śląskimi a Chorzowem, którym kursowała linia nr 12.

### Infrastruktura rowerowa

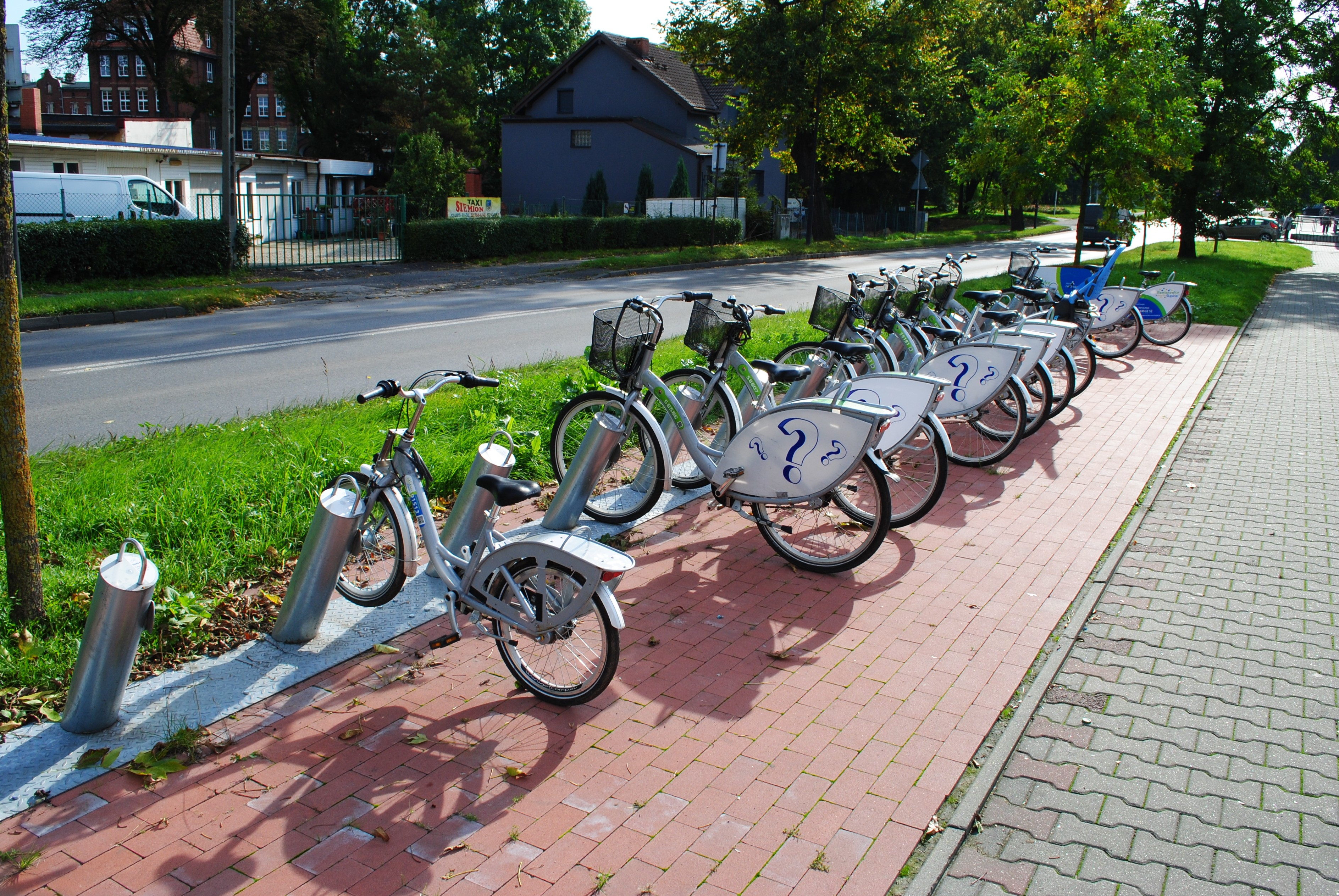
Stacja Siemianowickiego Roweru Miejskiego przy ul. Mysłowickiej (2020)

W 2018 roku Siemianowice Śląskie posiadały łącznie 27 km tras rowerowych, zaś w 2020 roku długość ta wynosiła 33,8 km, co daje średnią 13,255 tys. km/10 tys. km² - była to wówczas najwyższa średnia w Górnośląsko-Zagłębiowskiej Metropolii. W przeliczeniu na 10 tys. osób, średnia długość ścieżek rowerowych wynosiła w 2020 roku 5,1 km . Na sieć rowerową w mieście składa się 10 stacji rowerowych, a także cztery centra przesiadkowe typu Bike&Ride oraz Park&Ride, powstałe celem zwiększenia mobilności miejskiej.
W dniu 29 kwietnia 2019 roku w Siemianowicach Śląskich po przeprowadzonym rok wcześniej programie pilotażowym ruszył w pełnym wymiarze system wypożyczalni rowerów miejskich – Siemianowicki Rower Miejski. W tym czasie działały następujące wypożyczalnie: Osiedle Bańgów, Park Pszczelnik, Centrum, Plac Alfreda, Grunwaldzka, Osiedle Młodych, Michałkowice, Jagiełły i Tuwim. Do dyspozycji użytkowników było wówczas 85 rowerów standardów, 10 rowerów dziecięcych, 3 tandemy i 2 rowery familijne typu cargo.

### Zasoby mieszkaniowe
W 2001 roku w mieście znajdowało się 30,2 tys. mieszkań, z czego większość powstała przed 1959 rokiem. Połowa z nich to obiekty prywatne, a do gminy należało wówczas 18,4 lokali. W 2017 roku w Siemianowicach Śląskich były 3 133 budynki mieszkalne posiadające łącznie 31 058 mieszkań, co stanowiło 460 mieszkań na 1 000 mieszkańców miasta. Średnia powierzchnia użytkowa na jednego mieszkańca wynosiła wówczas 24,9 m². 99,4% wszystkich mieszkań wyposażonych było w wodę, 89,4% w łazienkę, natomiast 72,4% w centralne ogrzewanie. W 2019 roku w Siemianowicach Śląskich znajdowały się 31 142 mieszkania, co daje 464 lokale na 1000 mieszkańców. Przeciętna powierzchnia użytkowa w przeliczeniu na jednego mieszkańca wynosiła wówczas 25,2 m². Na jedno mieszkanie przypadało wówczas średnio 3,18 izb, a na jednego mieszkania w mieście przypadało średnio 2,16 osób.

### Infrastruktura techniczna

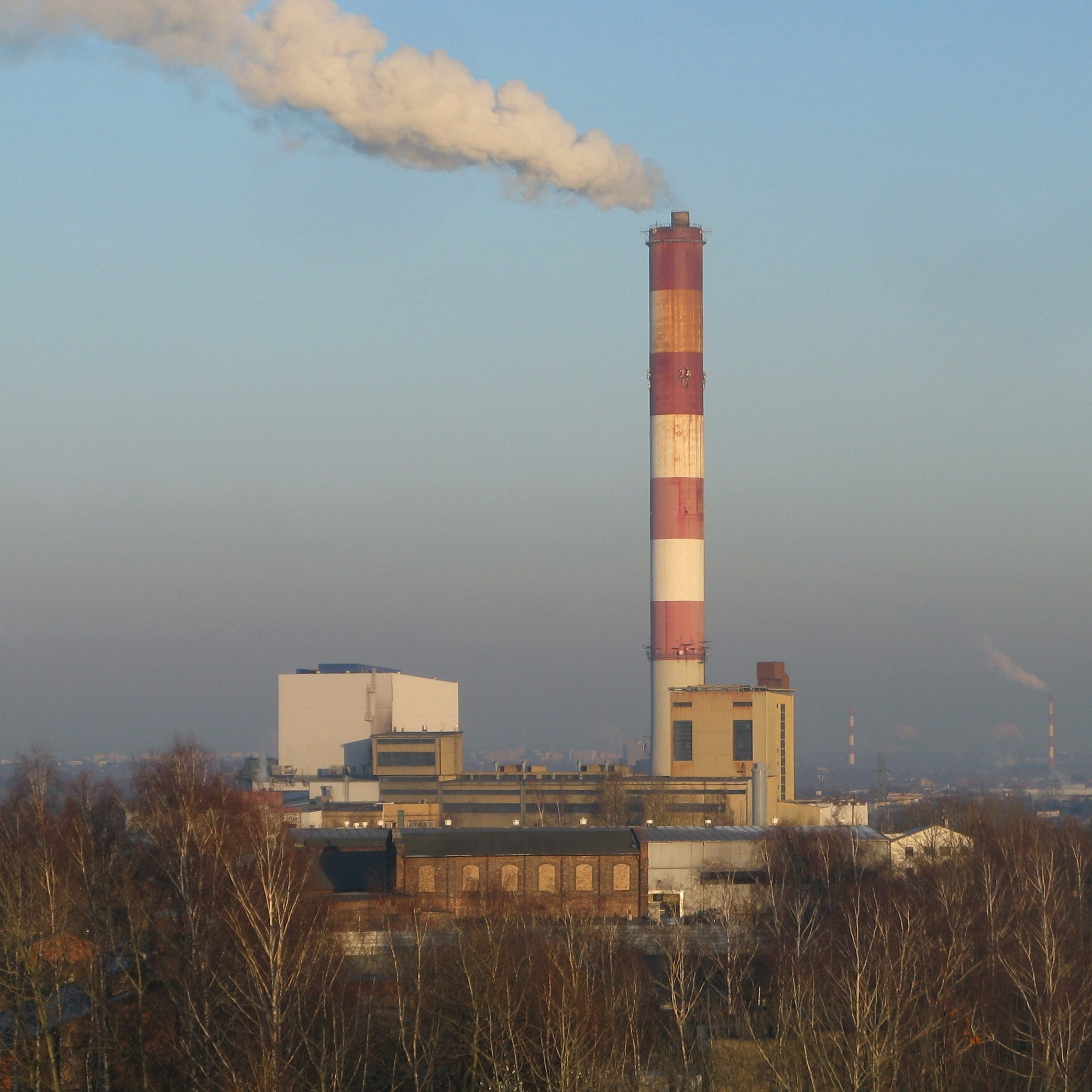
Zakład Wytwarzania Katowice spółki Tauron Ciepło (dawniej Elektrociepłownia Katowice) na granicy Katowic i Siemianowic Śląskich

Miasto wyposażone jest m.in. w sieci wodociągową, kanalizacyjną oraz gazową. Długość sieci wodociągowej w 2001 roku wynosiła 88,0 km i było do niej podłączonej 98,8% mieszkańców miasta, natomiast w 2020 roku długość sieci wynosiła łącznie 156,0 km, co daje średnio 611,8 km/100 km² (druga po Świętochłowicach najwyższa gęstość sieci w Górnośląsko-Zagłębiowskiej Metropolii) . Średnie zużycie wody w tym czasie w przeliczeniu na jednego mieszkańca wynosiło w 2001 roku 38,8 m³. W 2020 roku dostarczono do siemianowickich gospodarstw domowych łącznie 2,232 tys. dam³ wody, a średnie zużycie wody na jedną osobę wynosiło w skali roku 33,5 m³ . Siecią wodno-kanalizacyjną na obszarze miasta zarządza spółka Wodociągi Siemianowickie Aqua-Sprint z siedzibą przy ulicy Śląskiej 100. Ze względu na brak ujęć wody na terenie miasta, spółka Aqua-Sprint kupuje wodę od Górnośląskiego Przedsiębiorstwa Wodociągów. 
Sieć kanalizacyjna w mieście wynosiła w 2001 roku 88,7 km i korzystało z niej wówczas 98,0% mieszkańców, natomiast w 2020 roku długość sieci sięgała 90,8 km. Wówczas gęstość sieci wynosiła 356,1 km/100 km² . Gospodarstwa niepodłączone w sieć kanalizacyjną znajdują się głównie w Przełajce. Do sieci doprowadzono w 2020 roku 2,383 tys. dam³ ścieków bytowych . Ścieki z miasta są transportowane do położonej w Katowicach-Dąbrówce Małej przy ulicy Milowickiej 9a oczyszczalni ścieków Dąbrówka Mała-Centrum. Maksymalna przepustowość oczyszczalni wynosi 80 tys. m³ na dobę i po oczyszczeniu ścieki wpływają do Brynicy. Jej właścicielem oraz firmą eksploatującą są Katowickie Wodociągi. Kanalizacja przy nowych osiedlach mieszkaniowych jest rozdzielona na sanitarną i deszczową, natomiast starsza zabudowa Centrum i Bytkowa jest podłączona do kanalizacji ogólnospławnej.
Sieć gazowa Siemianowic Śląskich w 2001 roku liczyła 117,5 km. Korzystało z niej wówczas 68,1% mieszkańców miasta. Pod koniec 2018 roku sieć ta liczyła łącznie 178,76 km i była ona wówczas w dobrym stanie technicznym, zaś w 2020 roku 142,584 km, co daje średnio 491,7 km/100km². W tym czasie do sieci było podłączonych 26209 gospodarstw . Średnie zużycie gazu na mieszkańca w 2001 roku wynosiło 85,2 m³ rocznie.
Usługi komunalne w mieście realizuje powołane w 1993 roku Miejskie Przedsiębiorstwo Gospodarki Komunalnej i Mieszkaniowej. Prowadzi ona m.in. usługi oczyszczania miasta, a także prace remontowe i drogowe. W mieście przy ulicy Zwycięstwa funkcjonuje sortownia odpadów komunalnych LANDECO. Od 2017 roku przy ulicy Wyzwolenia 18e działa Punkt Selektywnej Zbiórki Odpadów Komunalnych. W 2020 roku z gospodarstw domowych zebrano łącznie 21,812 tys. ton odpadów komunalnych . 

## Architektura
Zabudowa Siemianowic Śląskich pochodzi z okresu od XVIII do XXI wieku. Najstarszym obiektem w mieście jest kompleks pałacowy wraz z zabudową folwarczną. W II połowie XIX wieku powstał zespół pałacowo-parkowy Rheinbabenów. W Centrum miejska zabudowa ma charakter zwarty. Zabudowę miasta stanowią kamienice, bloki mieszkalne, budynki przemysłowe, wille i domy mieszkalne, a także zabudowa wiejska. Powstawały również kompleksy parkowe. Rozwój zabudowy Siemianowic Śląskich był ściśle związany z rozwojem przemysłu w XIX wieku – przy zakładach powstawały osiedla patronackie i kolonie robotnicze, w tym m.in. Sadzawki, Srokowiec, Hugo, Wanda czy Jerzy. W tym czasie wytyczano również nowe ulice i budowano kamienice, a ich właścicielami byli wzbogaceni dzięki przemysłowi mieszczanie i właściciele innych zakładów przemysłowych. Zabudowa ta rozwijała się koncentrycznie od głównych zakładów przemysłowych, które były czynnikiem miastotwórczym obecnego miasta. W XIX wieku powstawały budynki głównie w stylach neogotyckim, neoromańskim, neorenesansowym, neobarokowym i neoklasycystycznym, natomiast na początku XX wieku dominowała architektura eklektyczna z elementami secesji. 

Budynki powstałe w latach przedwojennych
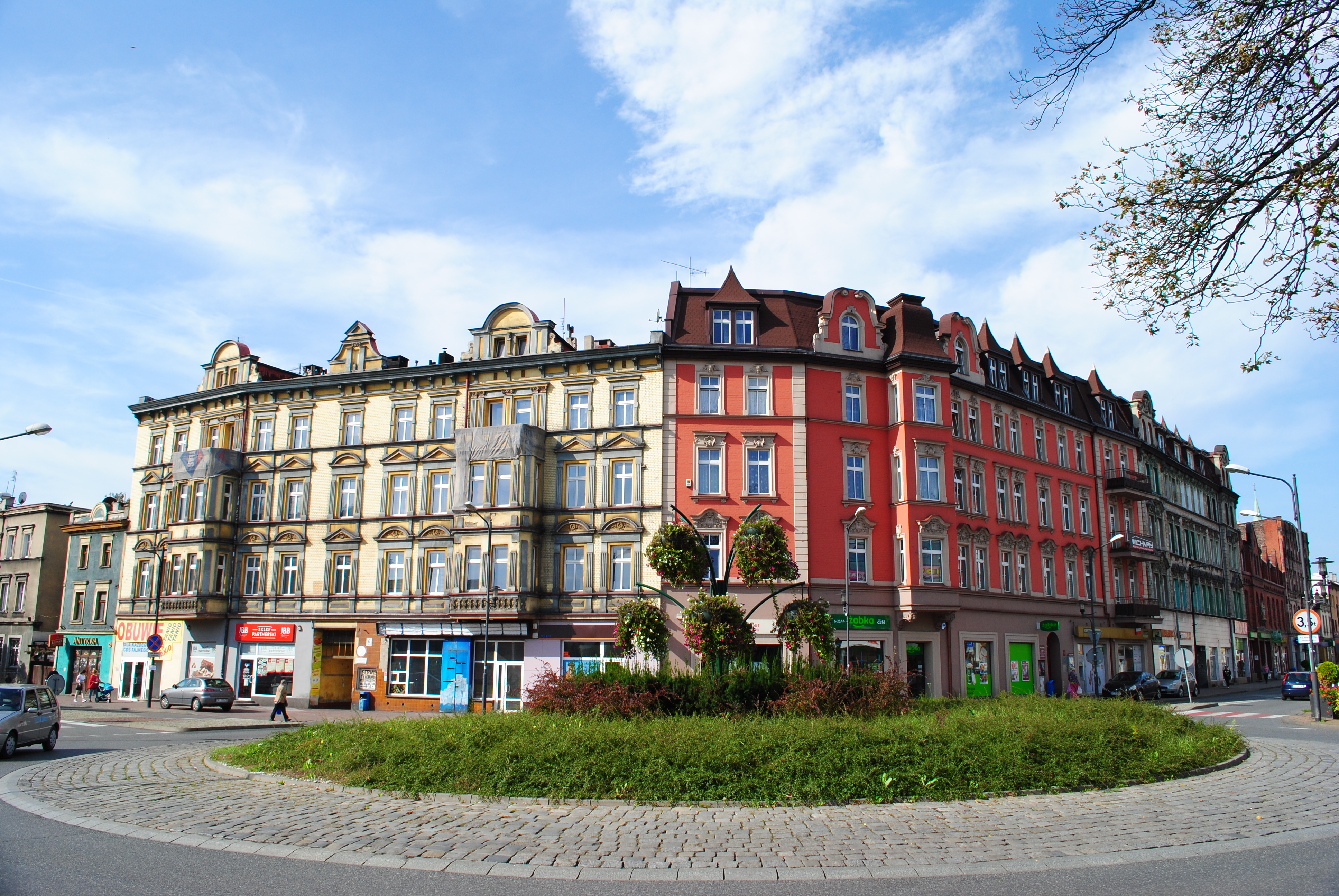
Kamienice na rogu ulic: Fitznerów i Śląskiej
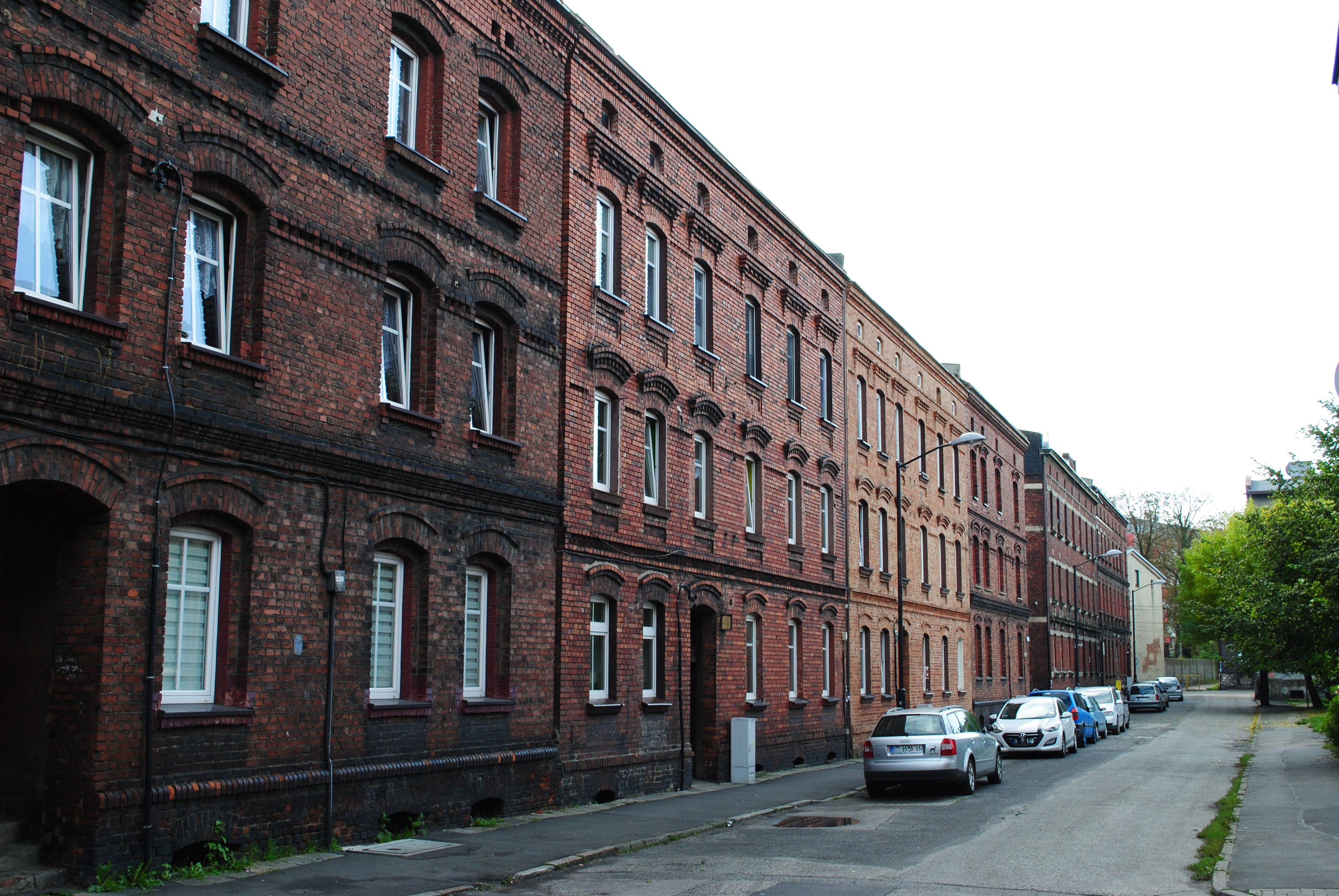
Kamienice wzdłuż ulicy św. Floriana
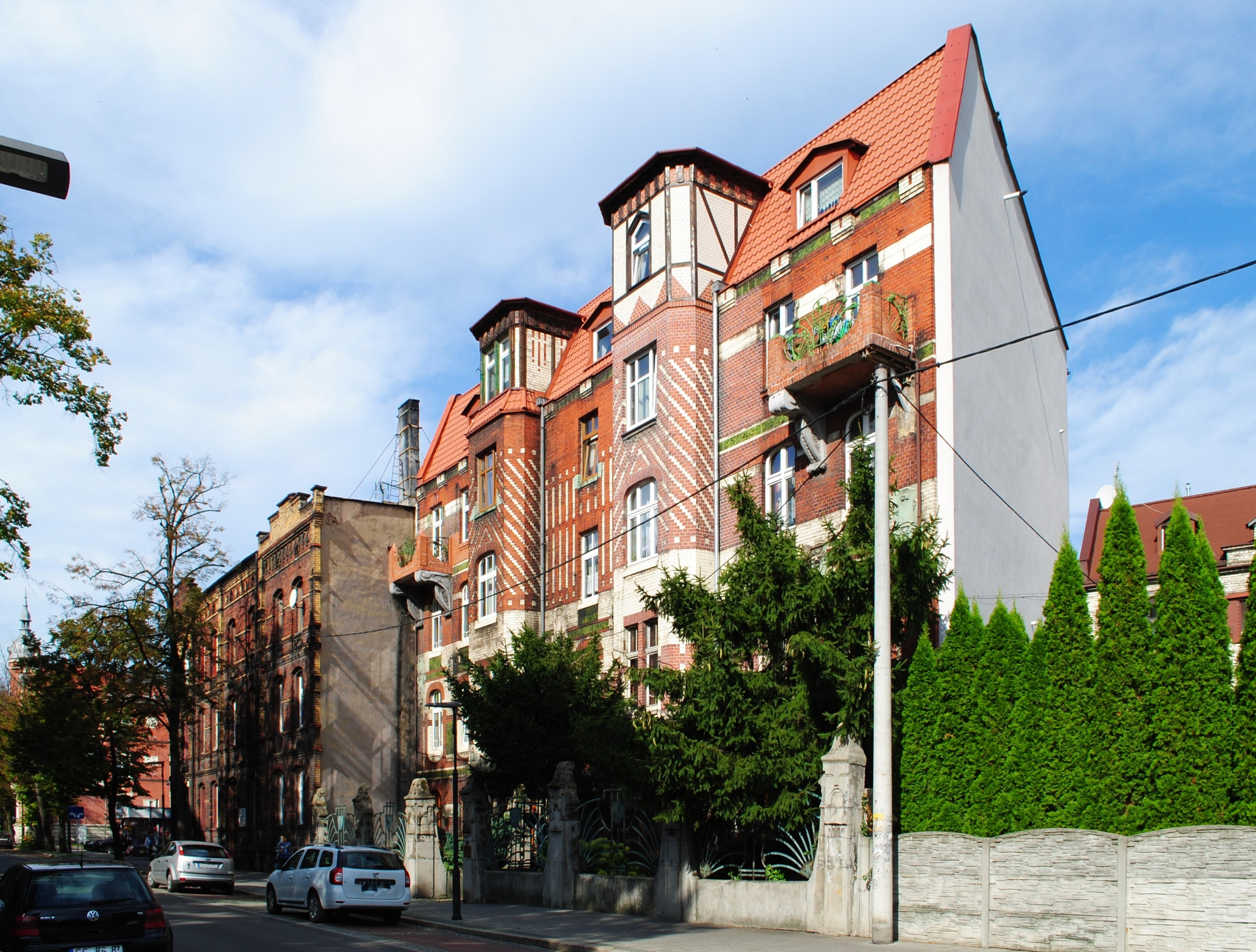
Kamienica przy ulicy Jana Pawła II 4
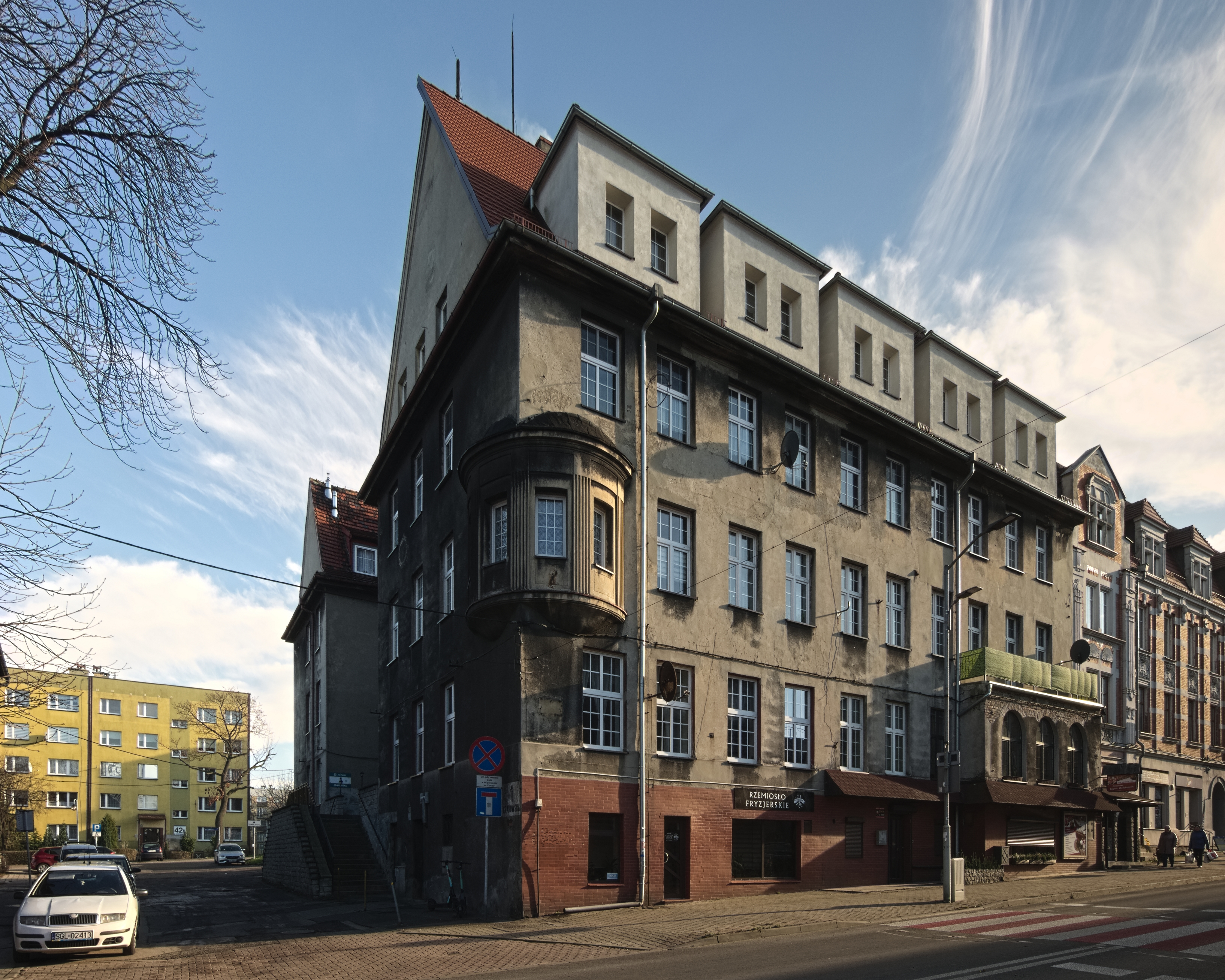
Gmach dawnego ratusza gminy Michałkowice na rogu ulic: Kościelnej i Krakowskiej
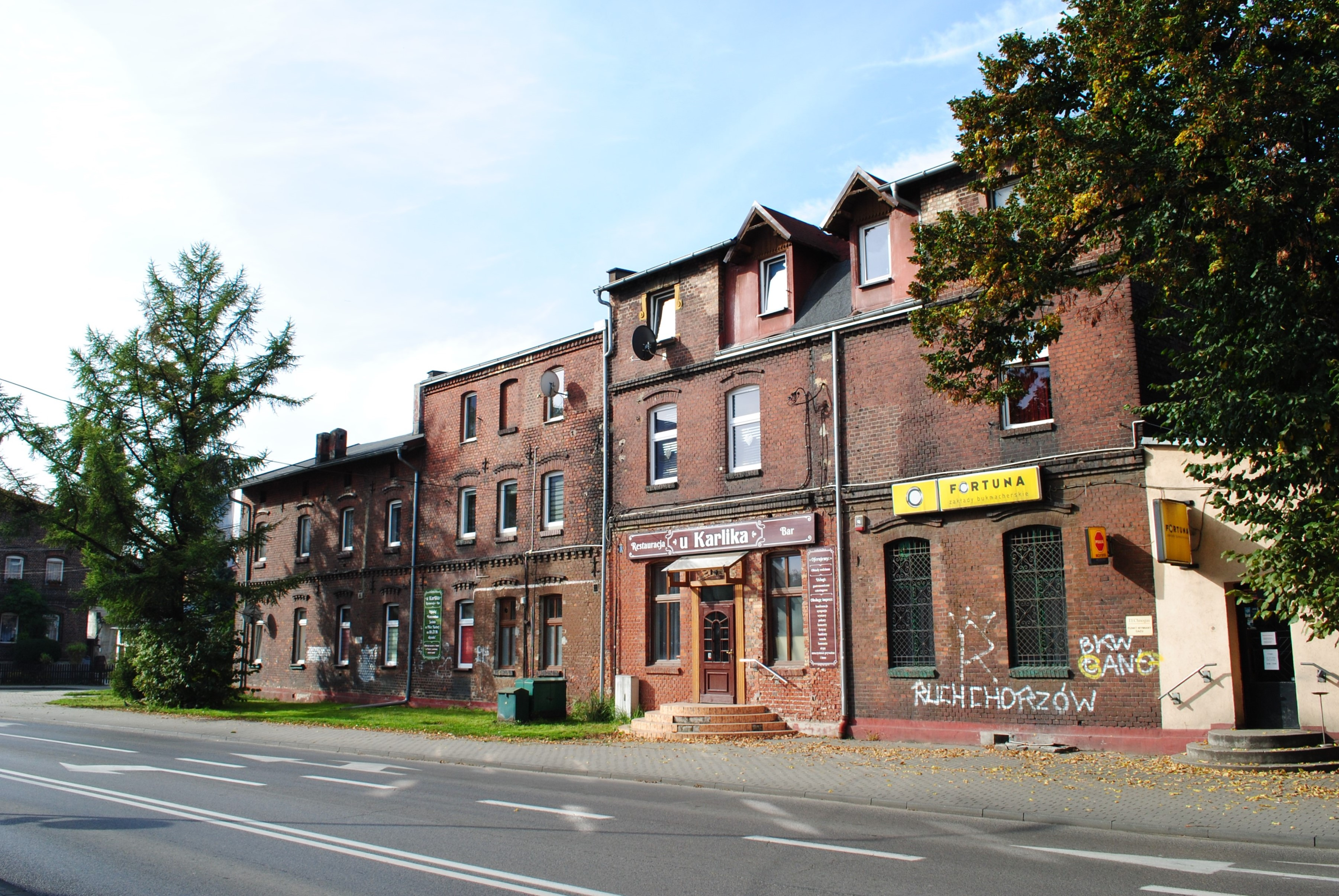
Kamienice przy ulicy Bytkowskiej

W latach międzywojennych na obszarze Siemianowic Śląskich powstawały nieliczne budynki. Dominował wówczas styl modernistyczny. Do ważniejszych inwestycji należała działalność Towarzystwa Osiedli Robotniczych, które w latach 1934–1937 wybudowało 95 budynków jednorodzinnych. Dalszy rozwój architektoniczno-urbanistyczny miasta nastąpił po II wojnie światowej. Powstawała w tym czasie zabudowa mieszkalna w różnorodnej formie – w latach 50. XX wieku budowano osiedla w stylu socrealistycznym (w tym osiedle J. Tuwima), w latach 60.–80. XX wieku osiedla bloków mieszkalnych. Jedną z pierwszych powojennych inwestycji mieszkalnych była budowa osiedla około 150 domków fińskich. W 1952 roku od strony Katowic rozpoczęto budowę liczącego w latach 60. XX wieku około 8 tys. mieszkańców osiedla J. Tuwima. W latach 60. rozpoczęto budowę osiedla przy ul. Oświęcimskiej, a w Bytkowie osiedla Chemik. W pierwszych dwudziestu latach PRL-u powstały również pojedyncze obiekty, w tym trzy 11-kondygnacyjne wysokościowce przy ul. Komuny Paryskiej, a także osiedla domów jednorodzinnych, w tym w Bytkowie i w rejonie ulicy Czeladzkiej. W tym czasie budownictwo indywidualne rozwinęło się przy ulicach: Komuny Paryskiej, Sportowców, Czeladzkiej, W. Wróblewskiego i Chorzowskiej. Po 1989 roku w mieście budowano głównie domy jednorodzinne i wielorodzinne, a także zakłady przemysłowe.

Budynki powstałe w latach powojennych
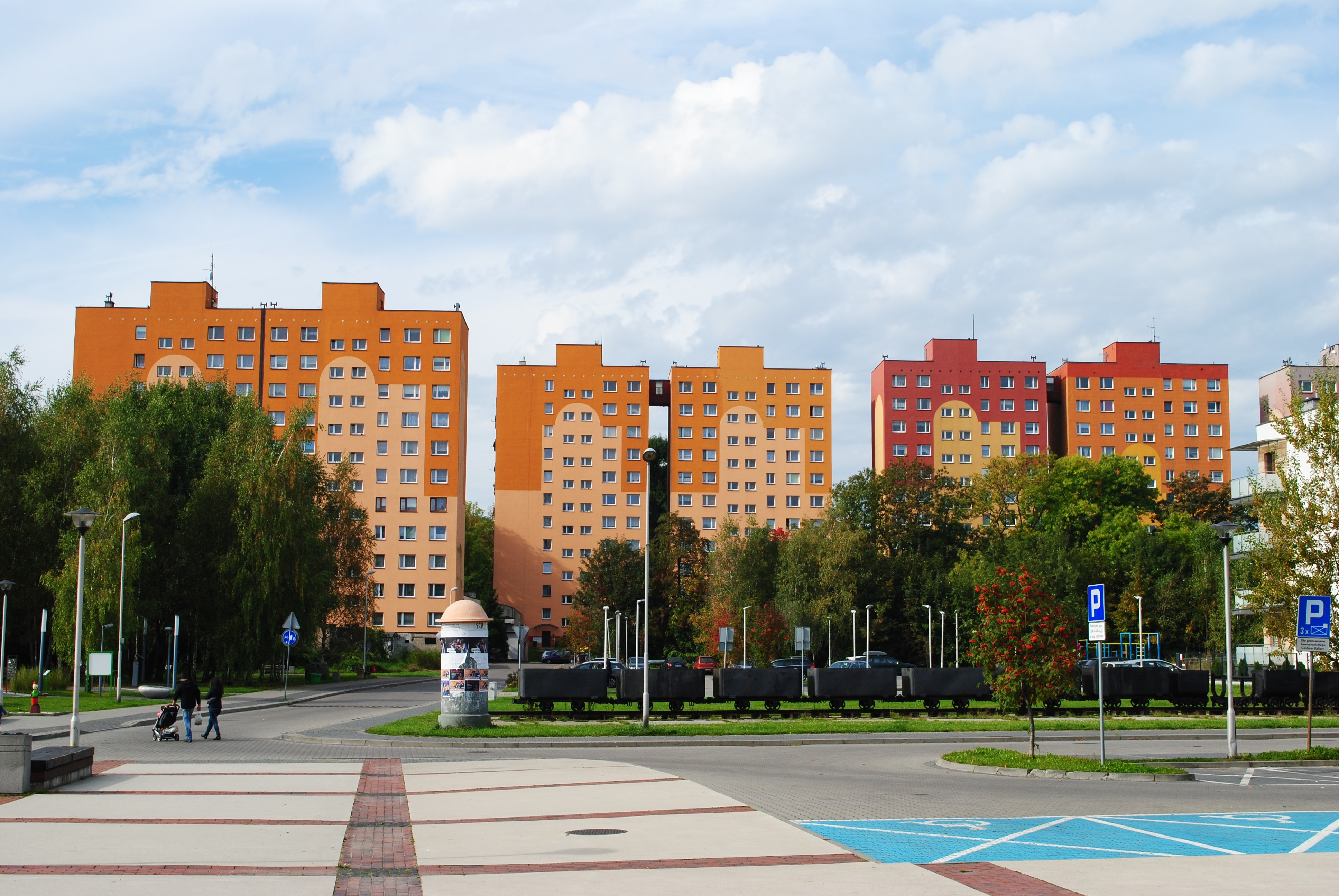
Bloki mieszkalne przy ulicy Bohaterów Września
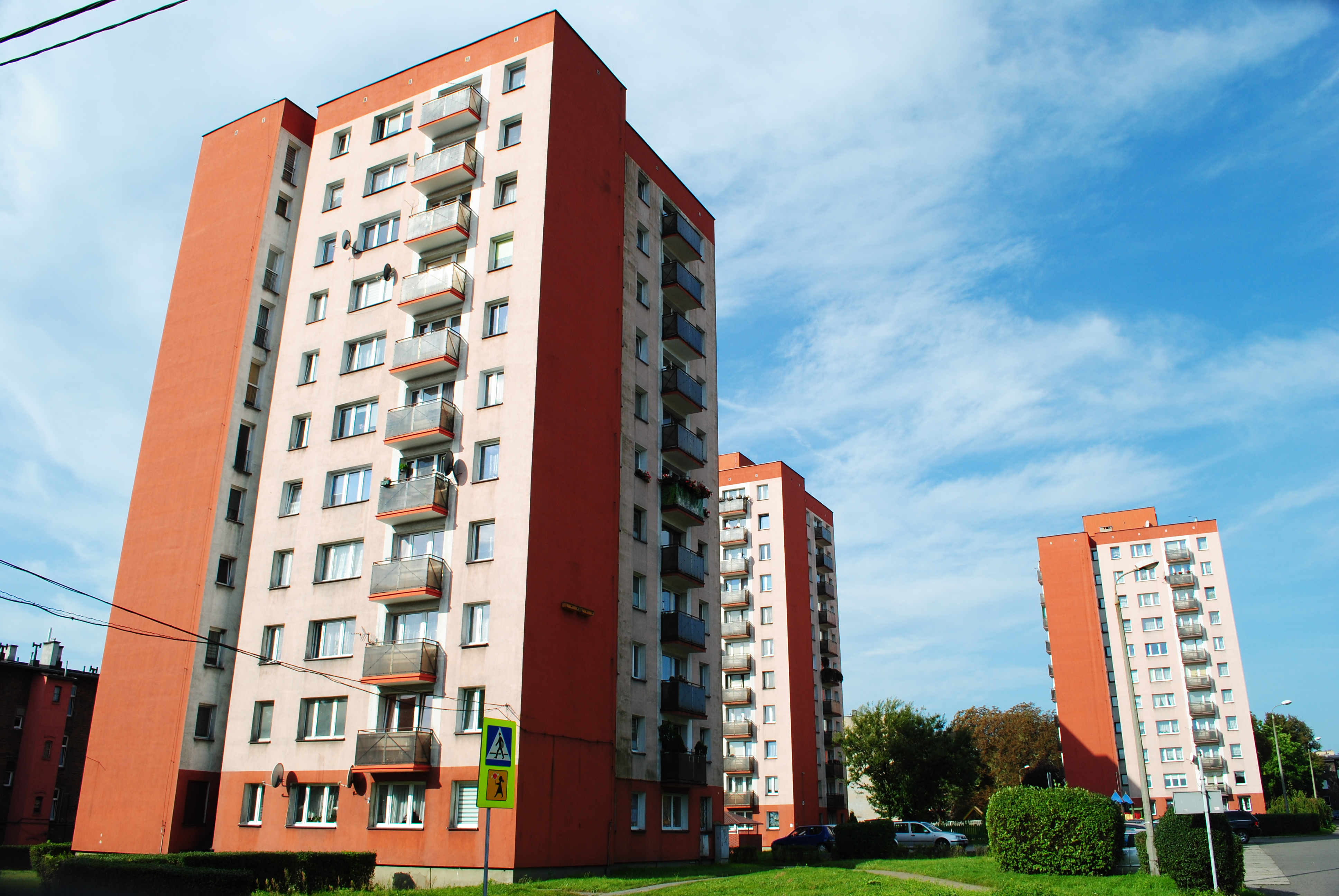
Bloki mieszkalne przy ulicy Powstańców
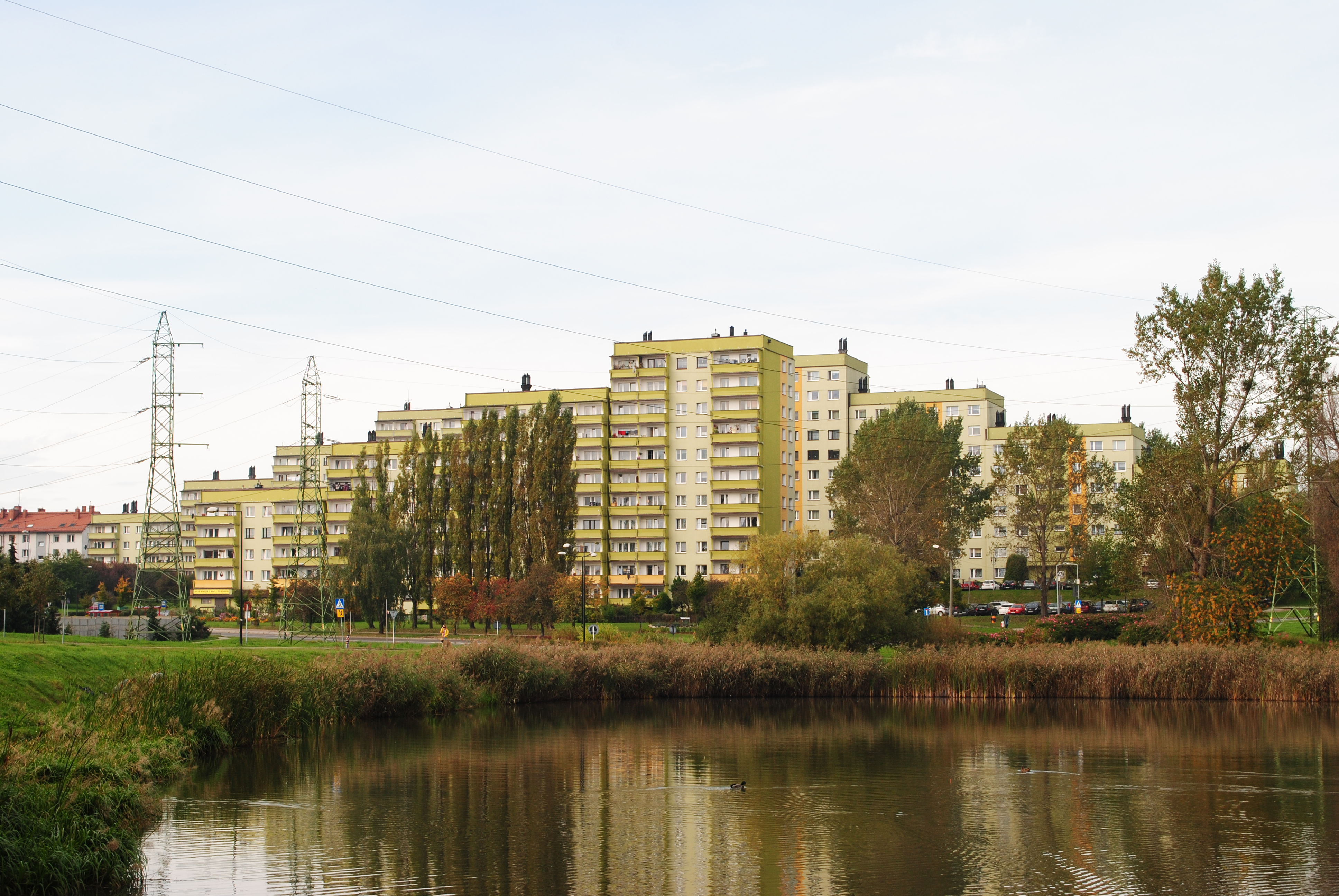
Fragment osiedla Węzłowiec przy ulicy W. Jagiełły
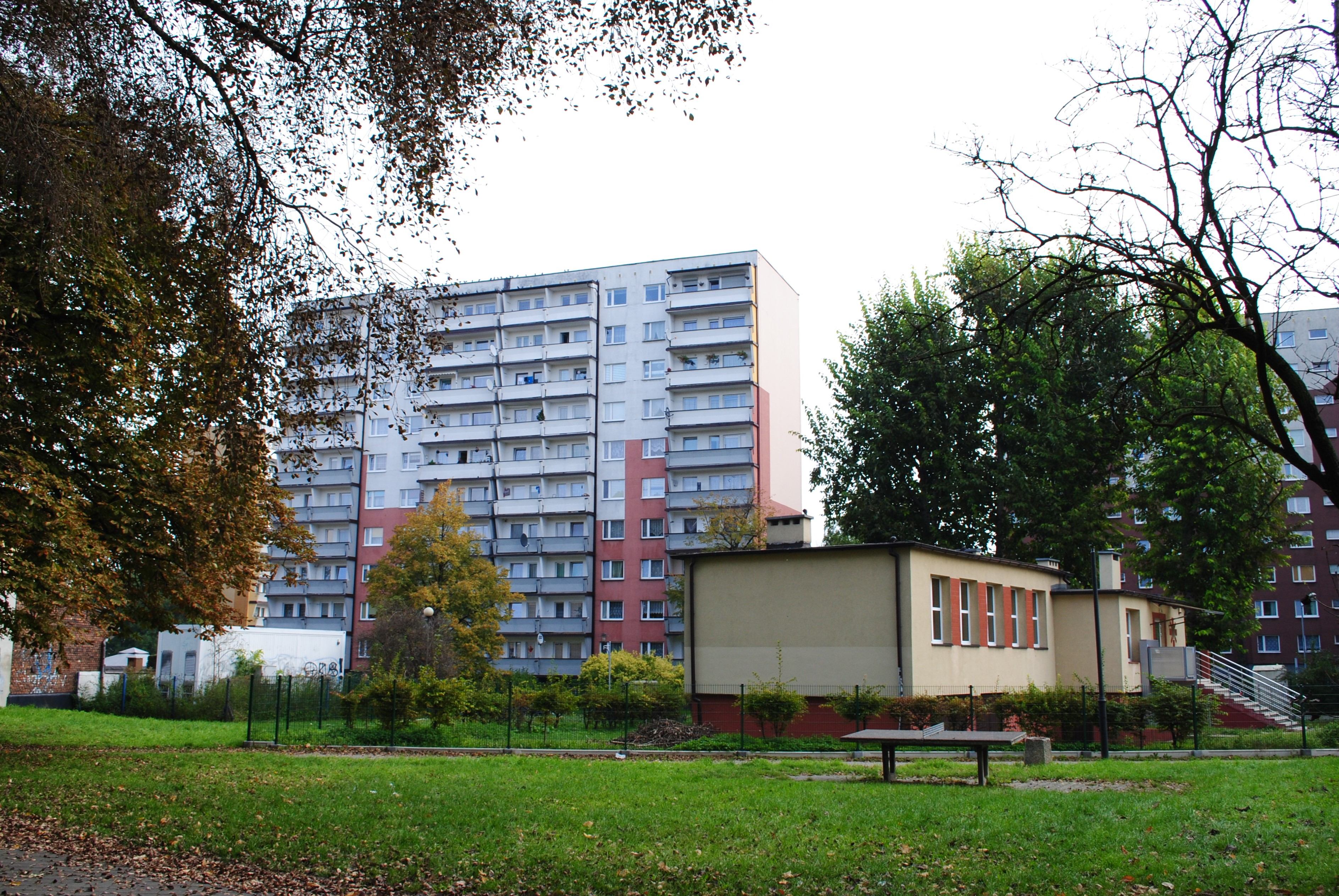
Bloki przy ulicach: Niepodległości i W. Wróblewskiego w Bytkowie
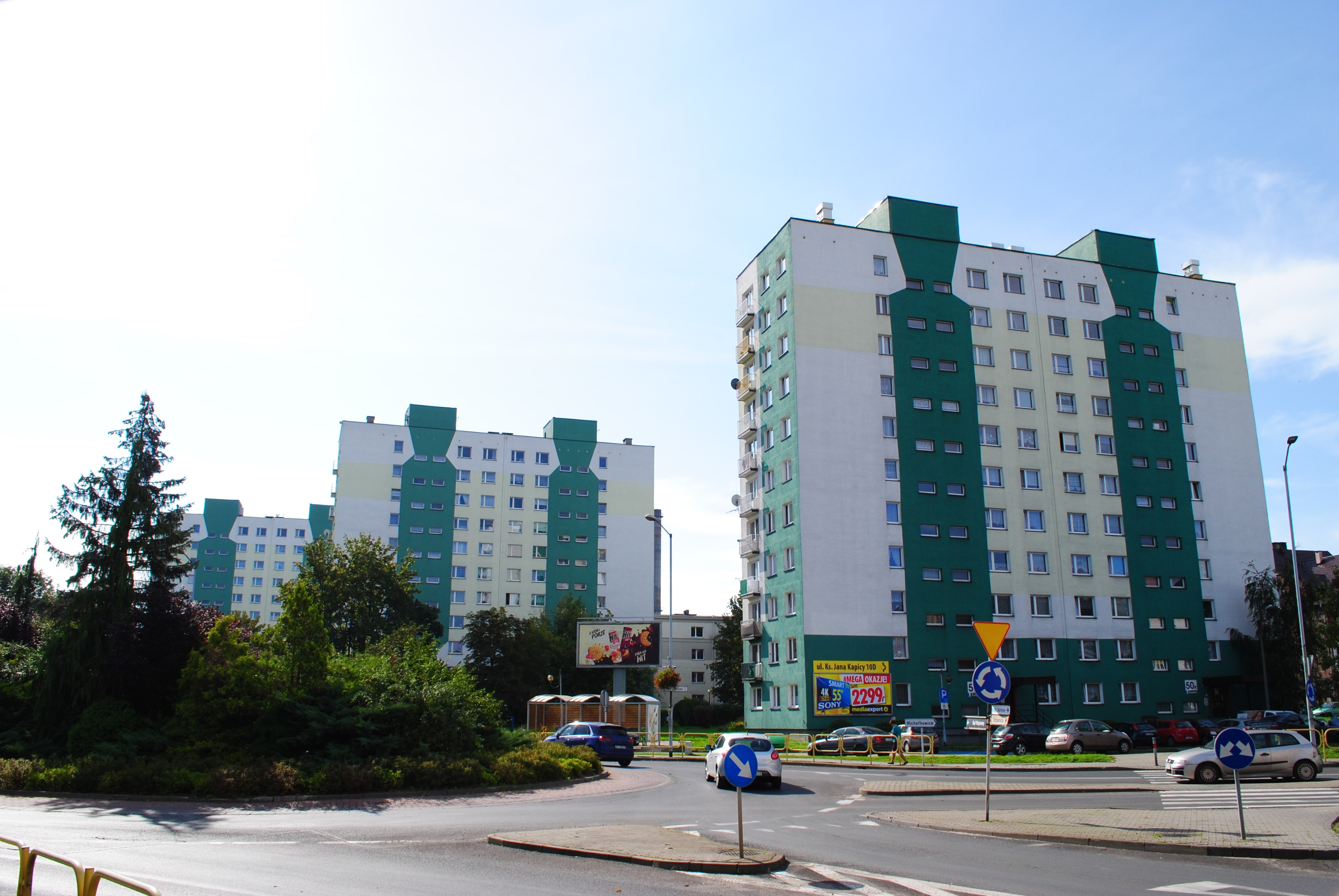
Fragment osiedla Centrum przy ulicy Śląskiej

### Zabytki i obiekty historyczne

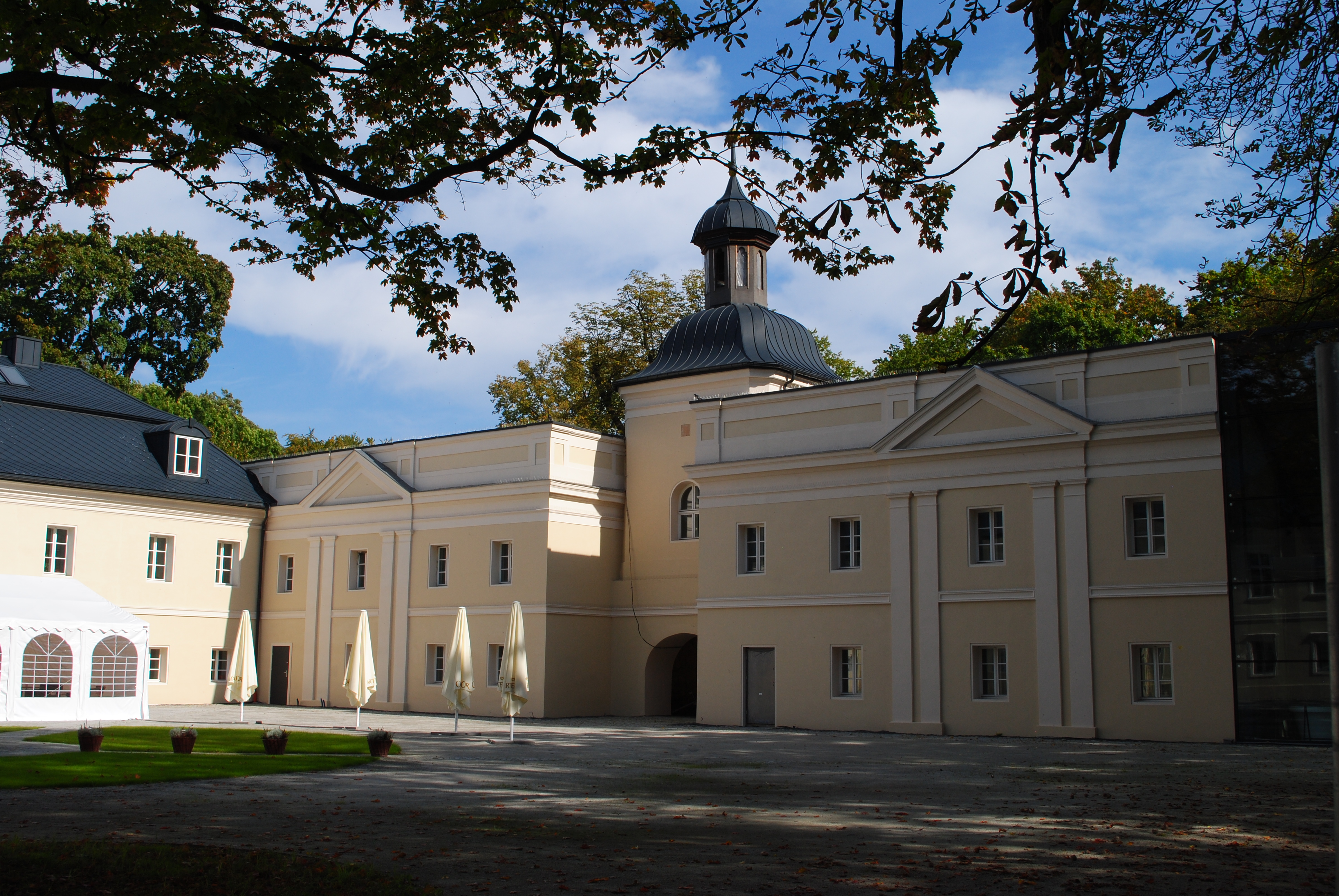
Zespół pałacowo-parkowy przy ulicy F. Chopina

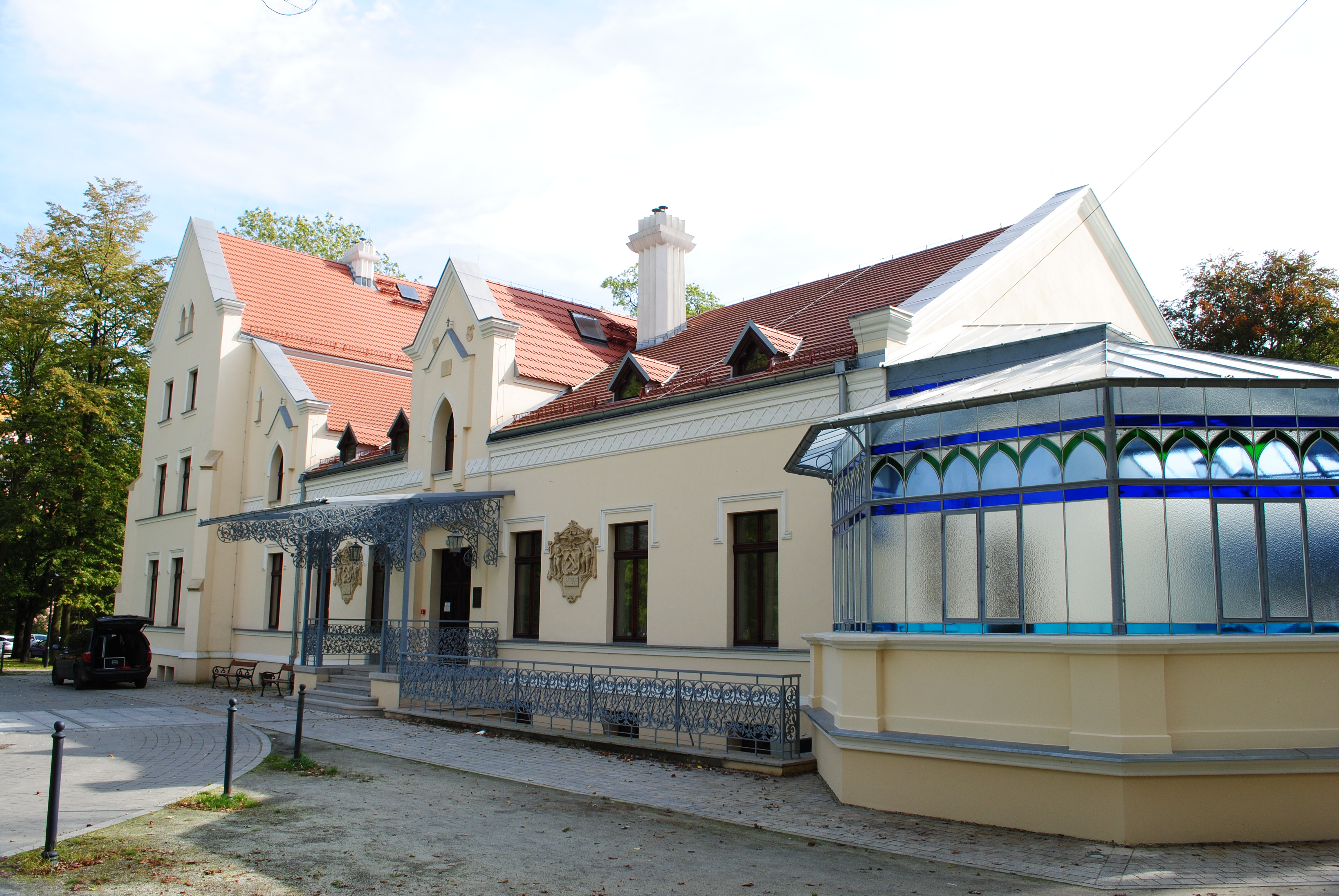
Pałac Rheinbabenów przy ulicy Oświęcimskiej w Michałkowicach

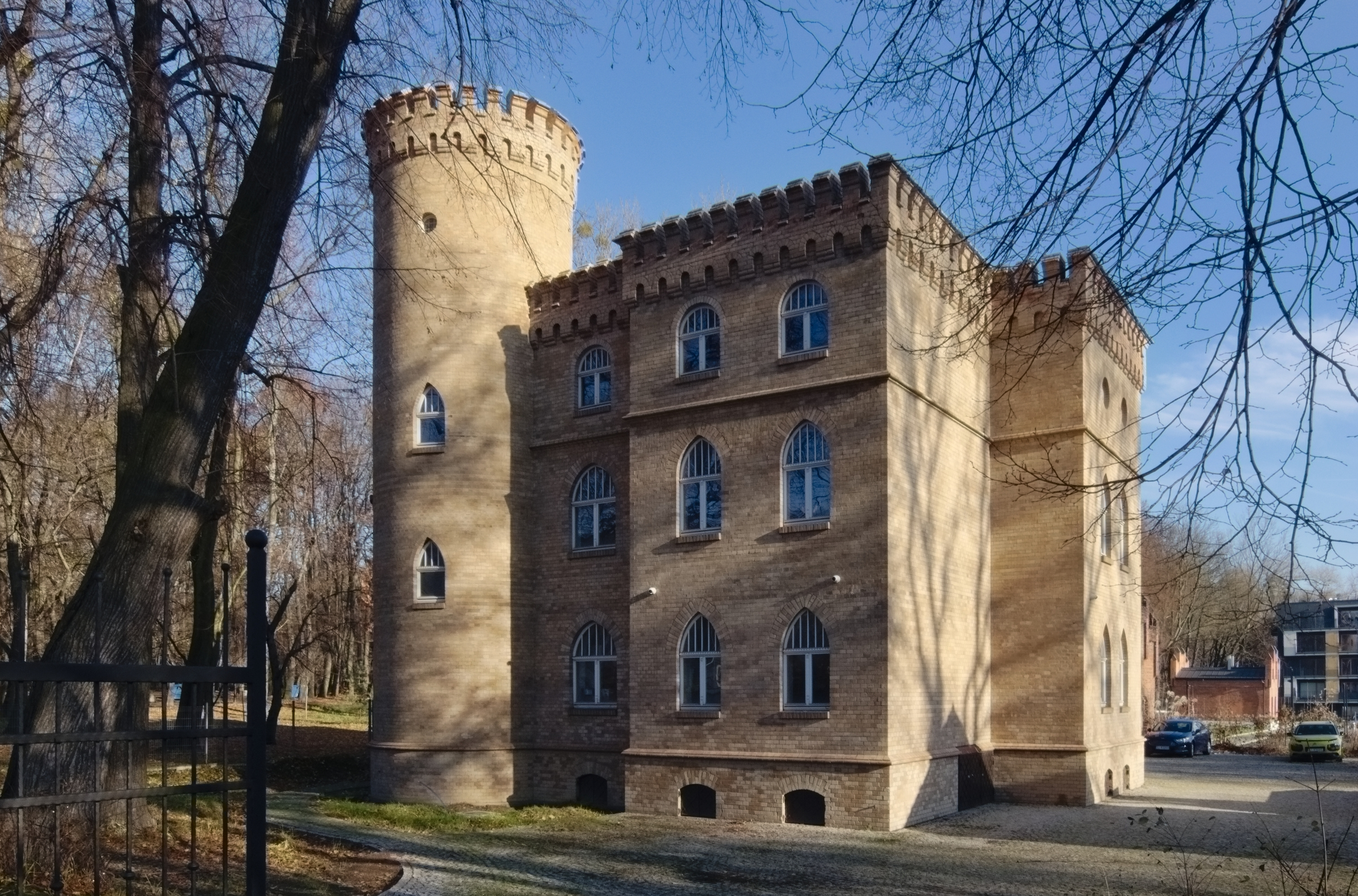
Dom leśniczego i ogrodnika przy ulicy Oświęcimskiej w Michałkowicach

- Zespół pałacowo-parkowy (ul. F. Chopina) – jeden z największych pałaców w Polsce (największy na terenie województwa śląskiego)[165]; wpisany do rejestru zabytków o nr rej. A/1289/82 z 19 kwietnia 1982 roku[166],
- Pałac w Michałkowicach (Dom Technika „Zameczek” w parku Górnik; ul. Oświęcimska) – dawny pałac Mieroszewskich, później Rheinbabenów; miejsce w którym odbywają się imprezy kulturalne i koncerty[165]; wpisany wraz z zespołem zabudowy dawnego folwarku do rejestru zabytków o nr rej. A/1611/95 z 20 czerwca 1995 roku[167],
- Spichlerz (ul. Fryderyka Chopina 6) – budynek spichlerza, zbudowany przez hrabiego Henckel von Donnersmarcka, w XVIII wieku; obecnie służy jako siedziba Muzeum Miejskiego[168]; spichlerz wpisany do rejestru zabytków o nr rej. A/473/2016 z 16 marca 2016 roku[169],
- Pałacyk romantyczny (ul. Oświęcimska 7) – w parku Górnik, z XIX wieku; przypominający zamek budynek w którym mieszkał ogrodnik opiekujący się parkiem otaczającym pałac w Michałkowicach[165]; pałacyk wpisany do rejestru zabytków o nr rej. A/1379/88 z 9 listopada 1988 roku[167],
- Kościół pw. Krzyża Świętego (ul. Powstańców 2) – z XIX wieku[165],
- Kościół pw. św. Michała Archanioła (ul. Kościelna 1)[165],
- Kościół ewangelicki im. Marcina Lutra (ul. S. Wyspiańskiego)[165] – wpisany do rejestru zabytków o nr rej. A/315/10 z 10 października 2010 roku[169],
- Kościół św. Antoniego z Padwy (ul. ks. J. Kapicy)[165],
- Figura św. Jana Nepomucena (róg ul. Śląskiej i ul. Parkowej)[165],
- Krzyż (ul. M. Watoły)[165],
- Cmentarz choleryczny na Sośniej Górze[165] – z 1849 roku[170],
- Ratusz w Siemianowicach Śląskich (ul. Jana Pawła II 10)[171] – wpisany do rejestru zabytków o nr rej. A/1344/87 z 12 czerwca 1987 roku[167],
- Ratusz gminy Huta Laura (ul. Jana III Sobieskiego 2)[165],
- Willa Wilhelma Fitznera (ul. Fitznerów 3) – obecnie jedna z placówek Siemianowickiego Centrum Kultury[165]; wpisana do rejestru zabytków o nr rej. A/235/09 z 31 maja 1995 roku[167],
- Budynek administracyjno-mieszkalny Fabryki Kotłów Parowych Fitznera (ul. Powstańców 10)[165] – wpisany do rejestru zabytków o nr rej. A/1525/93 z 30 kwietnia 1993 roku[167],
- Tzw. willa burmistrza Huty Laura (ul. Szkolna 2)[165],
- Budynek szpitala Spółki Brackiej (ul. Jana Pawła II 2) – z 1909 roku; obecnie siedziba Centrum Leczenia Oparzeń[165]; wpisany do rejestru zabytków o nr rej. A/1564/95 z 31 maja 1995 roku[167],
- Budynek poczty głównej (ul. Śląska 26)[165],
- Budynek Łaźni Miejskiej (ul. J. Śniadeckiego 11) oraz park Hutnik[165] – obecnie funkcjonuje w nim Pływalnia Miejska; kompleks wpisany do rejestru zabytków o nr rej. A/1649/97 z17 listopada 1997 roku[167],
- Siedziba Siemianowickiego Centrum Kultury (ul. Niepodległości 45; dawna gospoda Adolfa Geislera)[165],
- Kompleks dawnego browaru w Hucie Laura (ul. Browarowa 1)[172],
- Willa dyrektora kopalni „Max” (ul. Oświęcimska 2)[173],
- Budynek dyrekcji kopalni (ul. Olimpijska)[165],
- Cmentarz ewangelicki[165] (ul. Cmentarna)[170] – wpisany do rejestru zabytków o nr rej. A/649/2020 z 18 maja 2020 roku[174],
- Kolonia robotnicza przy ul. Górniczej – wpisana do rejestru zabytków, nr rej.: A/1571/95 z 31 maja 1995[175]
- Zespół zabudowy osiedla robotniczego (ul. Trafalczyka 3-3a-3b-3c, 4, 5-5a, 6-6a, 7a-7b, 9-9a, 10-10a, 11-11a, 12-13) – w rejonie kolonii Grabie, z lat 1918–1920; nr rej. A/933/2022 z dnia 27 stycznia 2022 roku[176][177].

### Miejsca pamięci narodowej

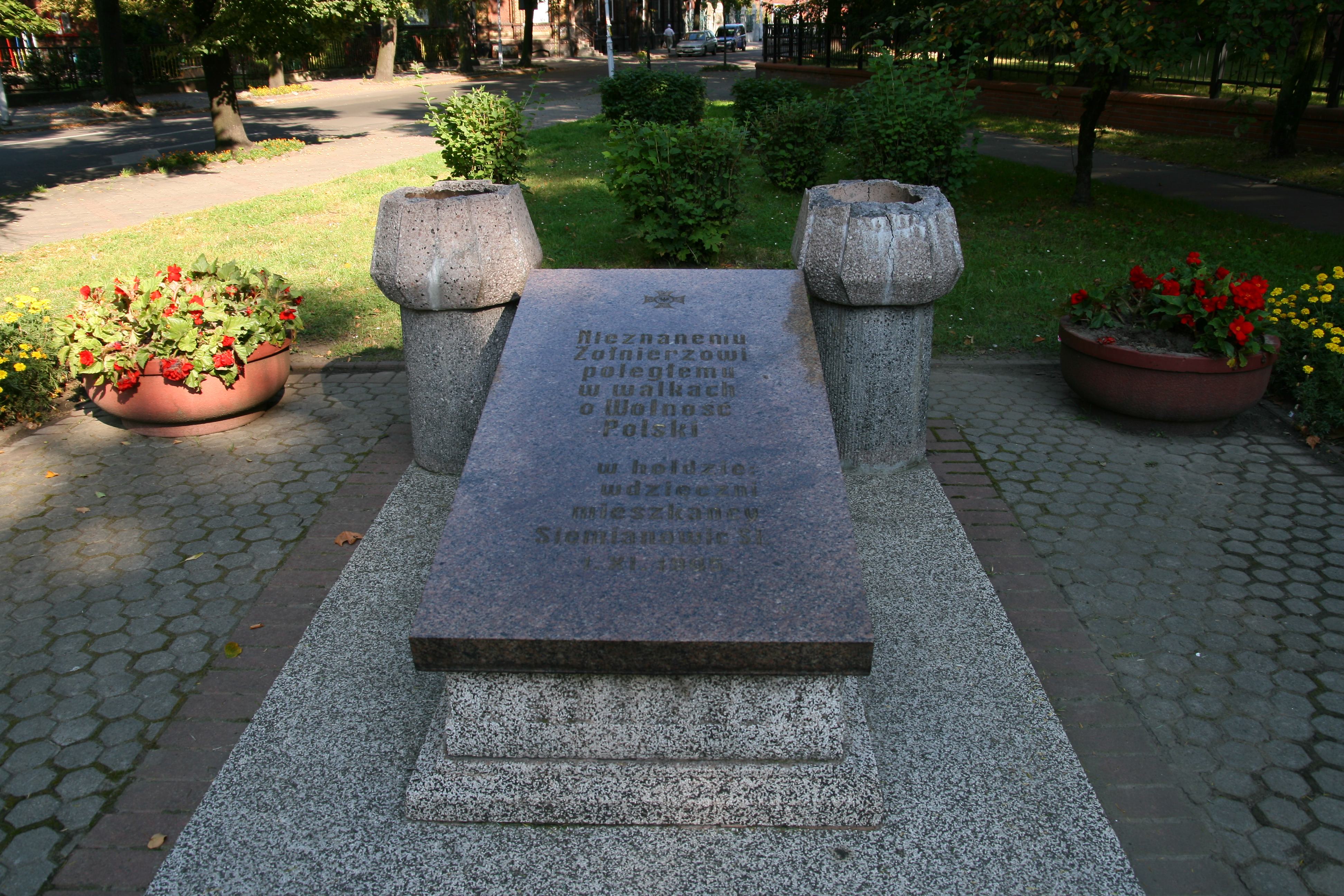
Grób Nieznanego Żołnierza

- Grób Nieznanego Żołnierza – znajduje się na placu Wolności; widnieje na nim napis: Nieznanemu żołnierzowi poległemu w walkach o wolność Polski w hołdzie wdzięczni mieszkańcy Siemianowic Śl. 1 XI 1945 r.[178],
- Pomnik Czynu Powstańczego – znajduje się na placu Wolności; wyryte jest na nim 27 nazwisk ludzi poległych w powstaniach śląskich[178],
- Pomnik Wojciecha Korfantego – usytuowany przy zbiegu ulic F. Chopina i Sportowców; został ofiarowany dyktatorowi III powstania śląskiego w jego 65. rocznicę[178],
- Pomnik Obrońców Kopalni „Michał” – ustawiony jest przy murach kopalni „Michał” w Michałkowicach; wyryte są na nim słowa: Chwała poległym bohaterom, a także 11 nazwisk poległych obrońców[178],
- Tablica Patriotów – wmurowana jest w ścianę dawnego budynku dyrekcji huty „Jedność” przy ul. Fitznerów; wyryty napis na tablicy głosi: Na wieczną chwałę patriotom polskim zamordowanym i katowanym przez zbirów hitlerowskich w latach 1939–1944[178],
- Pomnik Czynu Niepodległościowego – mieści się on na placu P. Skargi, upamiętnia on czterech wybitnych siemianowickich dowódców: pułkownika Jana Emila Stanka, podpułkownika Tadeusza Majcherczyka-Zdana oraz podporuczników Karola Gajdzika i Walentego Fojkisa[178],
- Pomnik Józefa Skrzeka i Pawła Wójcika – mieści się na placu Skrzeka i Wójcika; upamiętnia dwóch oficerów WP-AK – harcerzy powieszonych przez Niemców w trakcie okupacji[179].

## Kultura i media

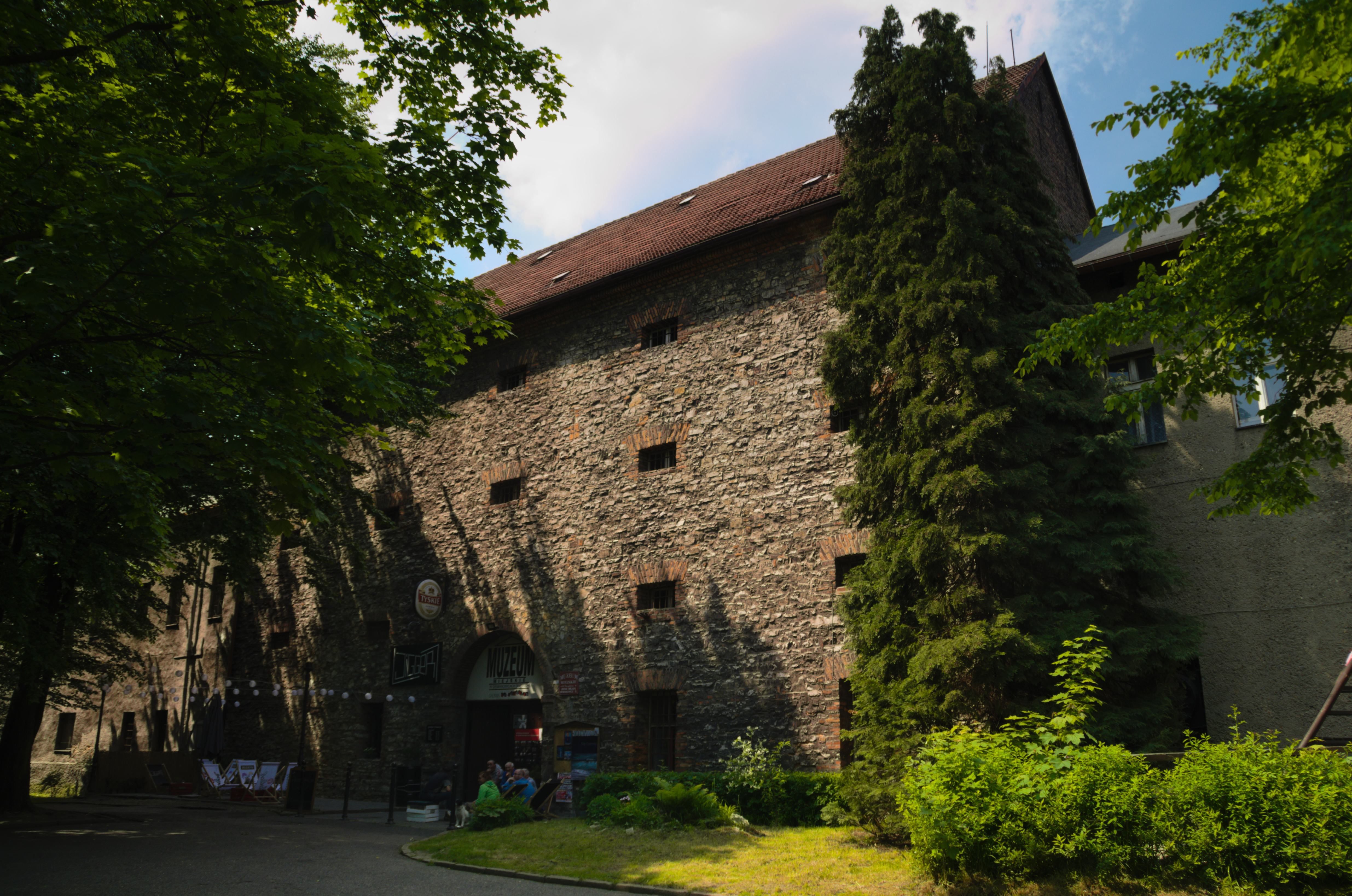
Muzeum Miejskie znajdujące się w budynku dawnego spichlerza

Miasto Siemianowice Śląskie jako jeden z ośrodków Górnośląsko-Zagłębiowskiej Metropolii silnie związany z górnictwem i hutnictwem posiada bogatą tradycję i kulturę. O mieście krążą legendy i opowieści, zebrane przez lokalnych twórców, a także wspomnienia mieszkańców z dawnych lat. Ze względu na likwidację przemysłu ciężkiego pod koniec XX wieku część tradycji zanika, zwłaszcza te związane z przemysłem górniczym i obchodzoną na kopalniach Barbórką. 
Początki działalności kulturalnych na terenie obecnego miasta sięgają XIX wieku. W 1882 roku została założona biblioteka Związku Chrześcijańsko-Ludowego, która posiadała w swoich zbiorach 157 książek w języku polskim, a także w tym samym roku w Michałkowicach została założona biblioteka Towarzystwa Czytelni Ludowych. W 1947 roku powstała Biblioteka Miejska. Pierwsza siedziba znajdowała się na parterze gmachu przy obecnej ulicy Śląskiej 11. Istniejące do dziś w mieście instytucje mają swoje początki w I połowie XX wieku. Od 1919 roku w mieście funkcjonuje męski chór „Chopin”, a do 2008 roku działała Siemianowicka Orkiestra Rozrywkowa. Jednym z najstarszych zespołów ludowych w Polsce jest działający przy Siemianowickim Centrum Kultury Zespół Pieśni i Tańca „Siemianowice”, założony w 1910 roku. Działają również grupy artystyczne, w tym Grupa Artystyczna „Laura”. Grupy te współpracują z Muzeum Miejskim w organizacji wystaw i wernisaży. 
W mieście organizowane są cykliczne imprezy o różnorodnej tematyce, w tym Dni Siemianowic Śląskich czy Industriada, która jest organizowana przy SCK Parku Tradycji. Obiekt ten jest jednym z częściej odwiedzanych miejsc podczas tej imprezy. Z miasta pochodzi wiele znanych osób związanych z kulturą, w tym reżyser Antoni Halor oraz muzycy: Jan i Józef Skrzek, Julian Gembalski czy Czesław Płaczek.

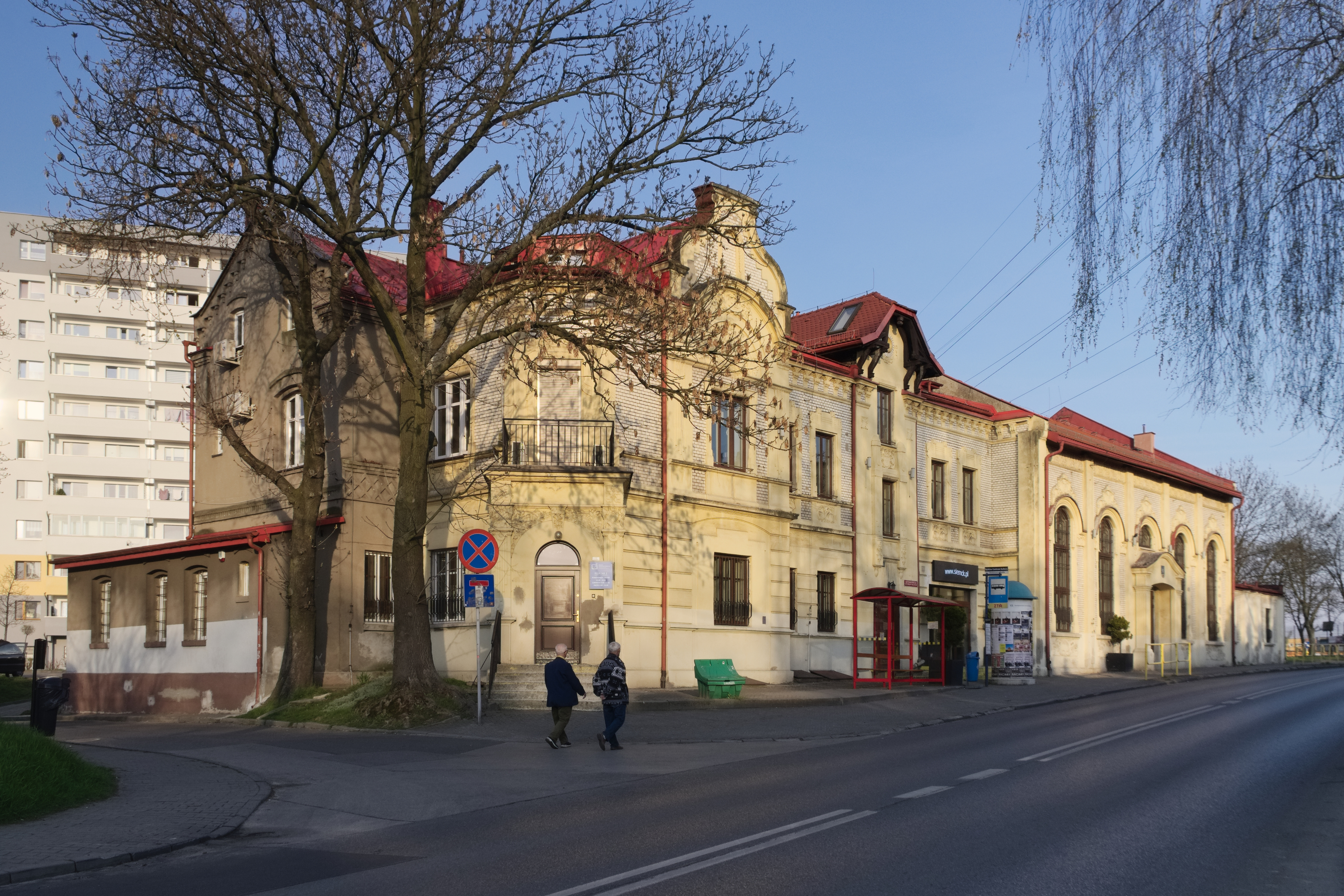
Główna siedziba Siemianowickiego Centrum Kultury przy ulicy Niepodległości 45 w Bytkowie

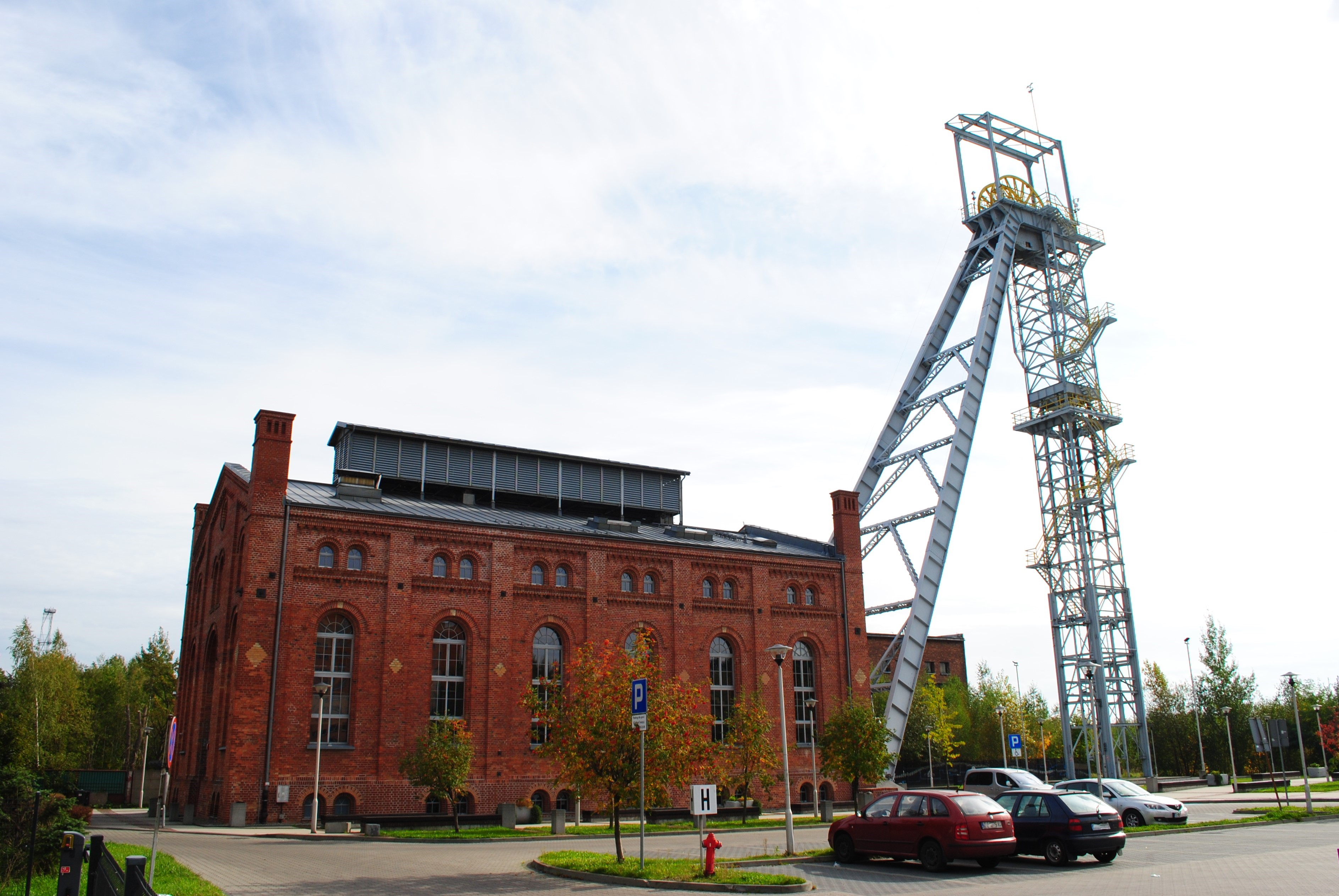
SCK Park Tradycji przy ulicy E. Orzeszkowej 12 w miejscu dawnego szybu „Krystyn”

W Siemianowicach Śląskich do podstawowych instytucji kulturalnych należą niżej wymienione placówki:
- Siemianowickie Centrum Kultury[182]:
  - SCK Bytków (ul. Niepodległości 45)[183] – główna siedziba SCK; w budynku swoje siedziby mają: Pracownia Plastyczna „Okienko”, Zespół Pieśni i Tańca „Siemianowice”, a także big band Siemion Band[184],
  - SCK Park Tradycji (ul. E. Orzeszkowej 12)[183] – oddany do użytku we wrześniu 2012 roku; obejmuje szyb „Krystyn” oraz halę wyciągową wraz z zabytkową maszyną wyciągową; zawiera kolekcję lamp górniczych, a także inne historyczne eksponaty; budynek zawiera w sobie salę koncertową dla 160 osób, a na zewnątrz znajduje się miejsce do organizacji imprez różnego typu[184],
  - SCK Willa Fitznera (ul. Fitznerów 3)[183] – oddany do użytku w 2010 roku po generalnym remoncie; w budynku swoją siedzibę ma chór „Wesoła Jesień”; organizowane są tu cykliczne koncerty w ramach „Fitzner Cafe”, spotkania o różnorodnej tematyce i wystawy[184],
  - SCK Zameczek (ul. Oświęcimska 1)[183] – działa od 2016 roku w zabytkowym pałacu Rheinbabenów w Michałkowicach; organizowane są tam zajęcia dla różnych grup wiekowych[184],
  - SCK Jarzębina (ul. Wierzbowa 2)[183] – działa tu Klub Seniora „Barwy Jesieni”, a także organizowane są tu zajęcia dla dzieci i młodzieży[184],
  - SCK Amfiteatr (ul. F. Chopina)[183];
- Muzeum Miejskie[182] – działa od 1972 roku, początkowo jako Izba Tradycji Ruchu Robotniczego i Perspektyw Miasta[80]; znajduje się w zabytkowym budynku z XVIII wieku, ze stałą wystawą rzeźb w węglu i innymi przedstawiającymi historię, kulturę miasta i Górnego Śląska[168]; Muzeum Miejskie w 2019 roku odwiedziło 3921 osób[118],
- Miejska Biblioteka Publiczna[182] (al. Sportowców 3)[185]; w 2019 roku działało łącznie 10 filii; posiadały one księgozbiór liczący łącznie 202 597 woluminów[118].

W budynku Miejskiej Biblioteki Publicznej znajdują się siedziby Towarzystwa Przyjaciół Siemianowic Śląskich oraz Stowarzyszenia Siemianowicki Uniwersytet Trzeciego Wieku. W mieście funkcjonuje również Młodzieżowy Dom Kultury im. dr Henryka Jordana, oferujący zajęcia dla młodzieży z sekcji plastycznej, tanecznej czy muzycznej. W Bytkowie działa Dom Kultury Chemik, będący pod patronatem Siemianowickiej Spółdzielni Mieszkaniowej, a w Zespole Szkół Sportowych swoją siedzibę ma Społeczne Ognisko Muzyczne. Ponadto na terenie miasta działa szereg organizacji pozarządowych o charakterze kulturalnym.

### Lokalne media
- Dziennik Zachodni (dziennik), Siemianowice Śląskie (piątkowy dodatek tygodniowy ukazujący się w latach 2013–2018)[186]
- Głos Miasta (miesięcznik)[187],
- Życie Siemianowic (tygodnik)[188],
- Nowe Echo Siemianowic (miesięcznik)[189],
- Wolne Siemianowice (miesięcznik)[190],

## Oświata

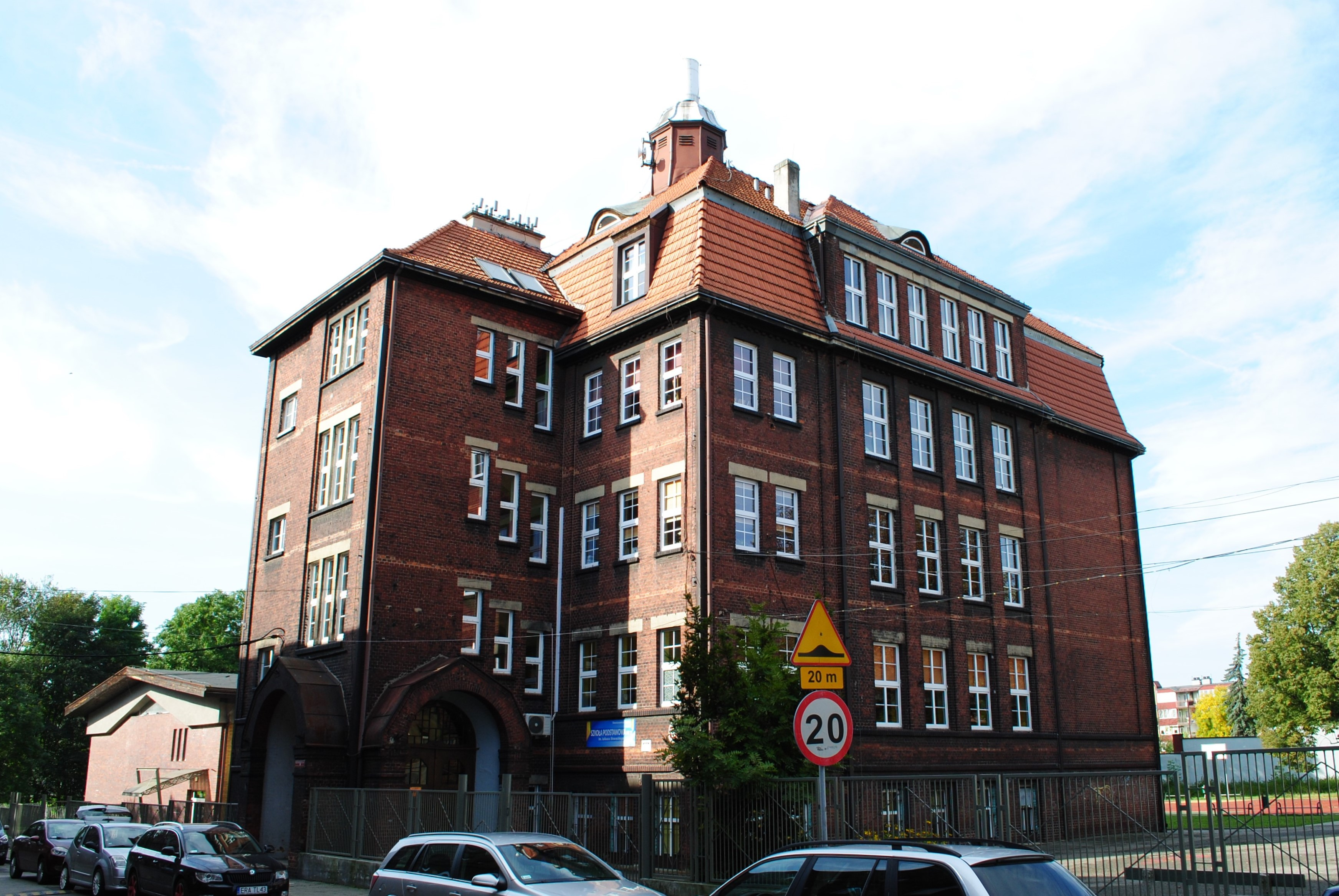
Budynek Szkoły Podstawowej nr 11 im. Juliusza Słowackiego

Według stanu z 31 grudnia 2018 roku w Siemianowicach Śląskich znajdowało się: 19 przedszkoli, do których uczęszczało 2112 dzieci, 14 szkół podstawowych, w których uczyło się 4870 uczniów, 8 liceów ogólnokształcących, w których kształciło się 526 uczniów, 2 technika z 459 uczniami i 3 szkoły branżowe I stopnia, do których uczęszczało 127 uczniów. Pod względem poziomu wykształcenia mieszkańców Siemianowic Śląskich, według danych z Narodowego Spisu Powszechnego z 2011 roku, 15,7% obywateli posiadało wykształcenie wyższe, 2,3% policealne, 31,4% średnie ogólnokształcące i zawodowe, 27,8% zasadnicze zawodowe, a reszta mieszkańców miała wykształcenie na niższym poziomie.

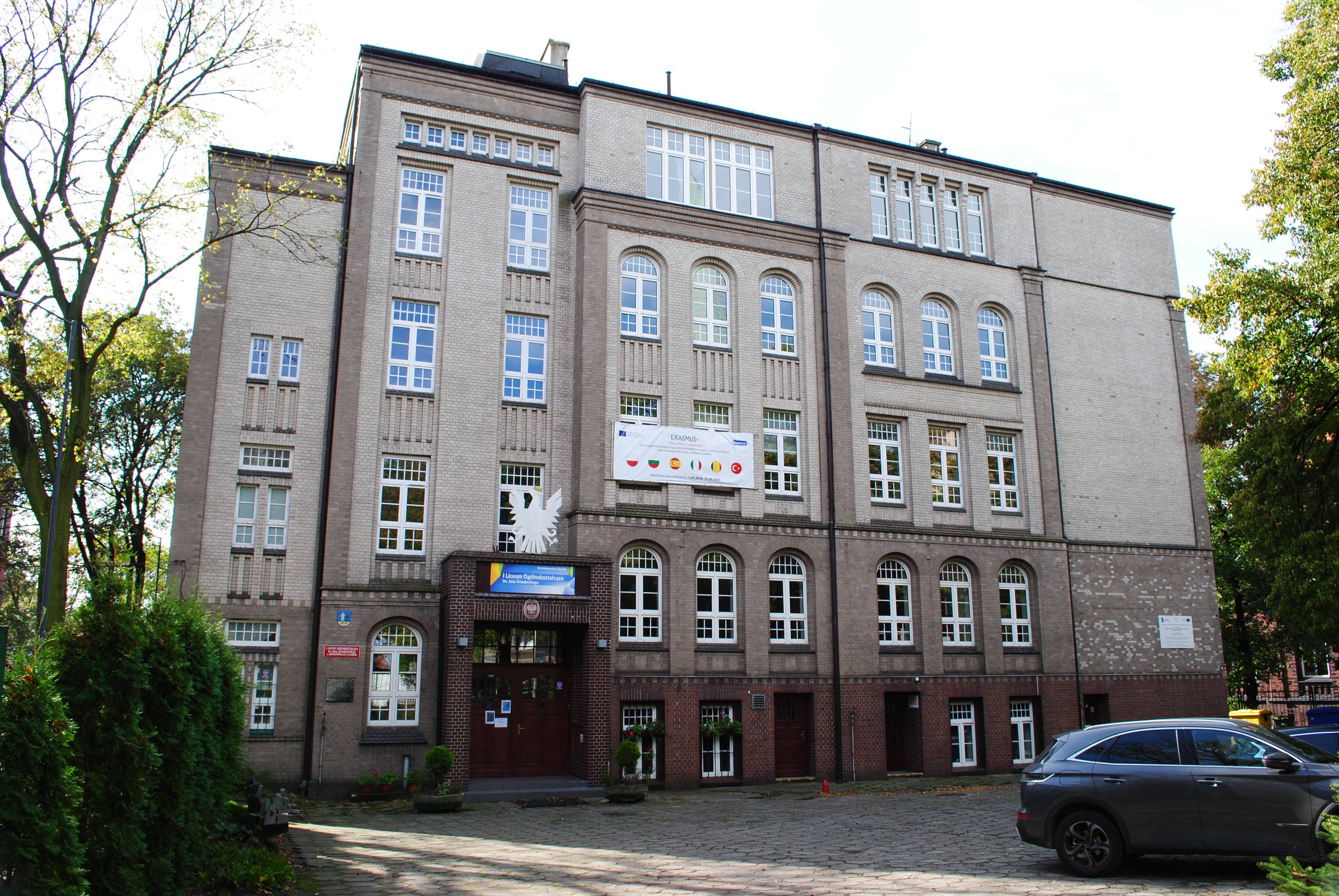
Bud. I Liceum Ogólnokształcącego im. Jana Śniadeckiego

Historycznie pierwsza przykościelna szkoła na obszarze obecnych Siemianowic Śląskich powstała w 1421 roku w Michałkowicach w miejscu dzisiejszego skrzyżowania ulicy Kościelnej i ulicy Elizy Orzeszkowej, przy michałkowickim, nieistniejącym obecnie kościele. Pierwsza jednoklasowa szkoła w Siemianowicach została założona w 1830 roku (obecnie jest to Szkoła Podstawowa nr 1 im. Mikołaja Kopernika). Pierwsza szkoła w Hucie Laury powstała w 1841 roku (obecnie Szkoła Podstawowa nr 3 im. Tadeusza Kościuszki). 3 stycznia 1861 roku na prywatnej posesji powstała szkoła ewangelicka. W 1875 roku powołano szkołę żydowską, a w 1895 roku pierwsze gimnazjum. Z uwagi na rozwój gospodarczy obszaru Siemianowic Śląskich, zaczęły powstawać również szkoły zawodowe – w 1885 roku szkoła przemysłowa, w 1895 roku kupiecka, a w 1900 szkoła górnicza i gospodarstwa domowego.
Po przyłączeniu obszaru Siemianowic Śląskich do Polski, 3 września 1922 roku powołano pierwsze polskie szkoły średnie: żeńskie liceum im. św. Teresy od Dzieciątka Jezus i męską szkołę realną im. św. Stanisława Kostki. Szkołę realną przemianowano w 1925 roku na Gimnazjum im. Jana Śniadeckiego. Łącznie, w 1930 roku w Siemianowicach Śląskich znajdowało się 11 siedmioklasowych szkół powszechnych, 3 szkoły średnie, 4 szkoły dokształcające i zawodowe oraz 8 ochronek. W 1936 roku w Siemianowicach Śląskich powstał Uniwersytet Powszechny, który został otoczony opieką przez Związek Młodzieży Powstańczej.
W czasie II wojny światowej zlikwidowano polskie szkolnictwo, zastąpione przez niemieckie. Po opuszczeniu Siemianowic przez wojska niemieckie, już 4 lutego 1945 roku zaczęto nauczanie w Szkole Podstawowej nr 1, a 5 lutego tego samego roku w bytkowskiej szkole. 8 marca 1945 roku rozpoczęto naukę w Państwowym Liceum i Gimnazjum im. J. Śniadeckiego. Założono też dwie szkoły zawodowe. W 1968 roku do 20 szkół podstawowych w mieście uczęszczało 9549 uczniów.

## Religia

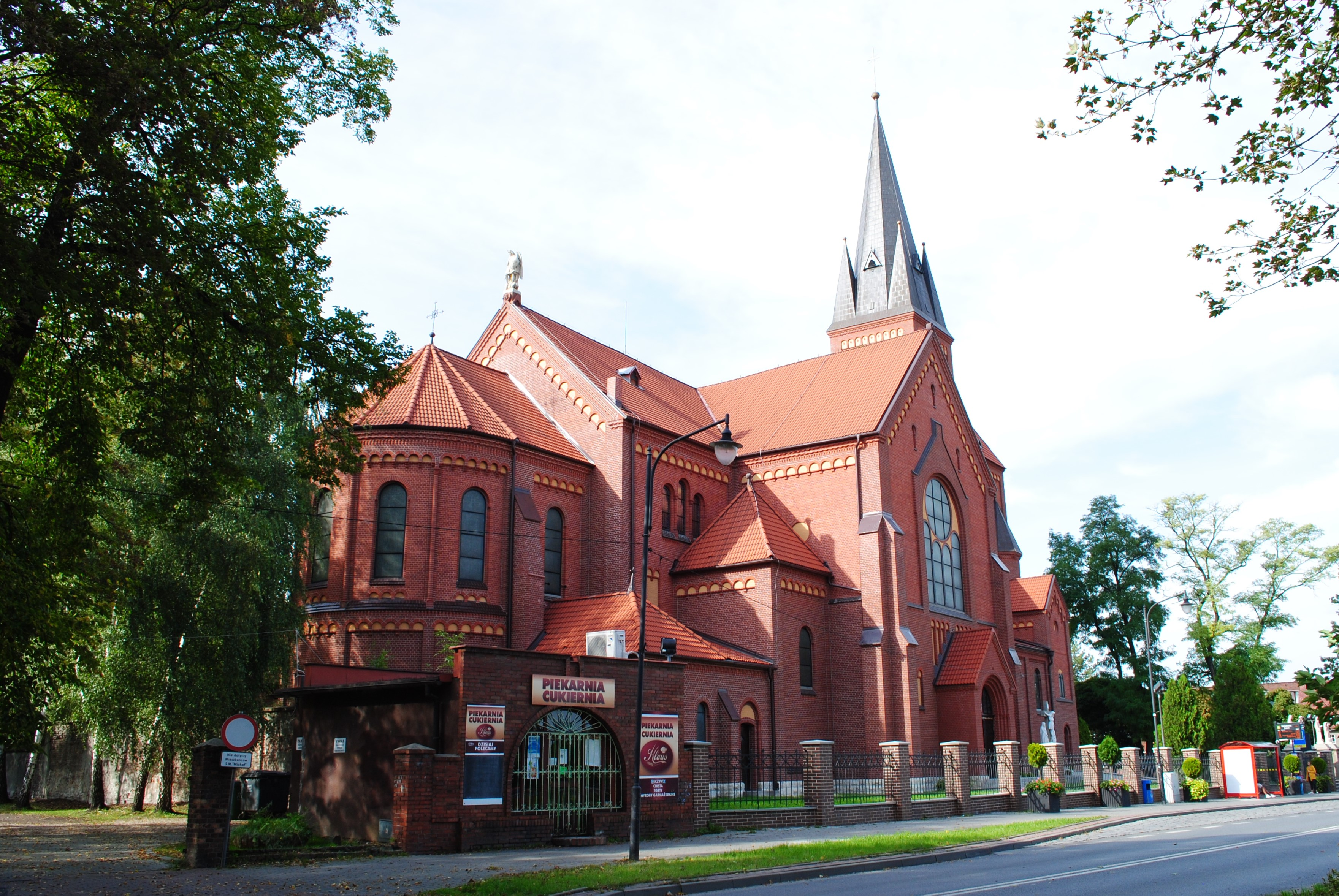
Kościół parafialny parafii św. Michała Archanioła w Michałkowicach

Początki działalności religijnej na obszarze obecnych Siemianowic Śląskich datuje się na przełom XIII i XIV wieku. Wówczas to przypuszczalnie założono parafię i wybudowano pierwszy drewniany kościół w Michałkowicach. Około 1770 roku na terenie pałacu w Siemianowicach została założona prywatna kaplica pałacowa, która w 1829 roku została zatwierdzona do kultu. Był to wówczas pierwszy na obszarze wsi rycerskiej Siemianowice obiekt sakralny. 21 października 1787 roku w Michałkowicach został konsekrowany nowy murowany kościół. 19 listopada 1868 roku została erygowana lokalia siemianowicka, wydzielona z michałkowickiej parafii. W tym samym dniu poświęcono pierwszy siemianowicki cmentarz przy obecnej ulicy Cmentarnej (dotychczas mieszkańców Siemianowic chowano na cmentarzu w Michałkowicach). W 1893 roku rozpoczęto budowę kościoła ewangelickiego, poświęconego 20 lutego 1895 roku. W latach 1902–1904 w Michałkowicach w miejscu barokowej świątyni powstał nowy neoromański kościół św. Michała Archanioła. W 1914 roku w Laurahucie rozpoczęto budowę kościoła św. Antoniego z Padwy.

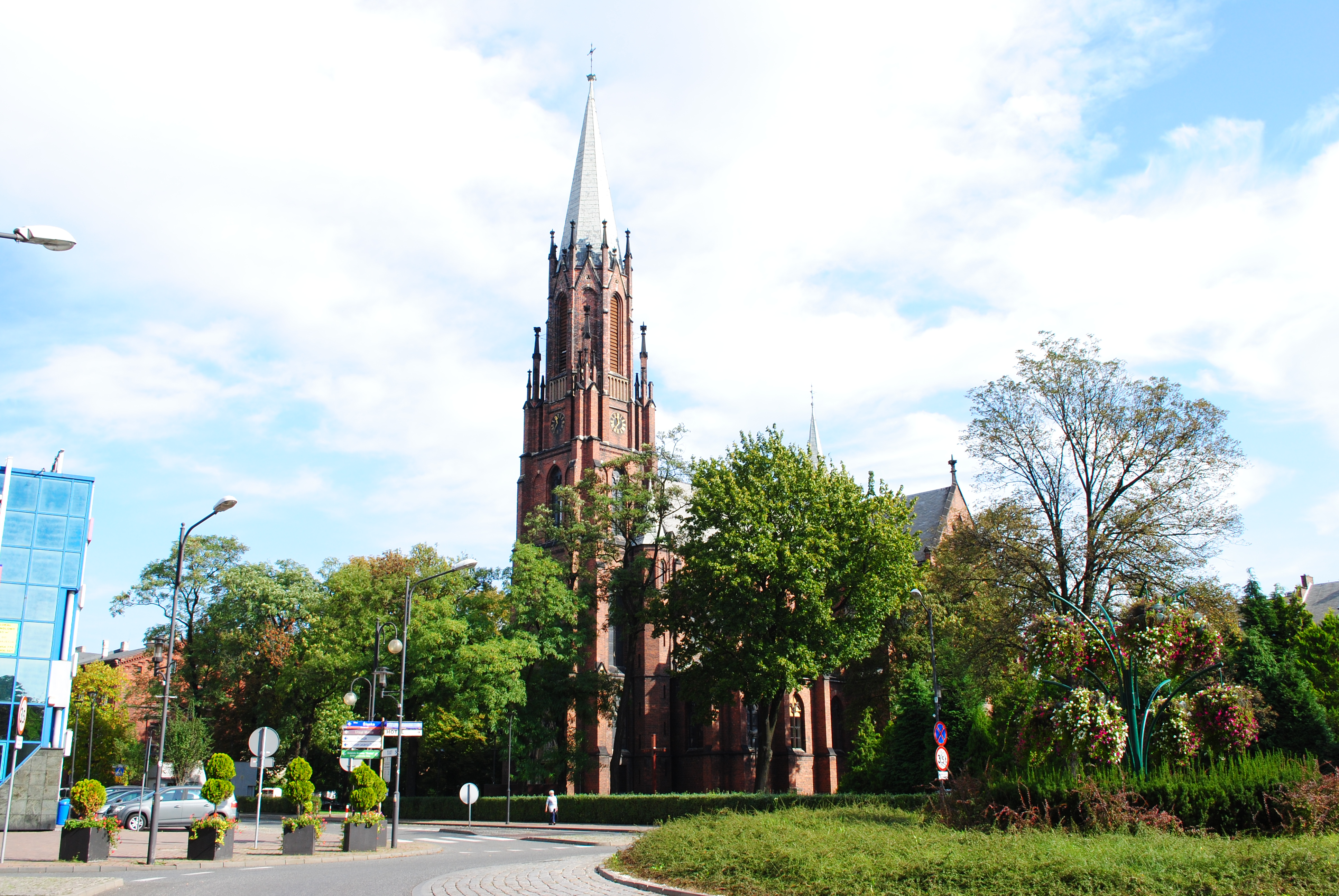
Kościół Krzyża Świętego przy ulicy Powstańców w Siemianowicach

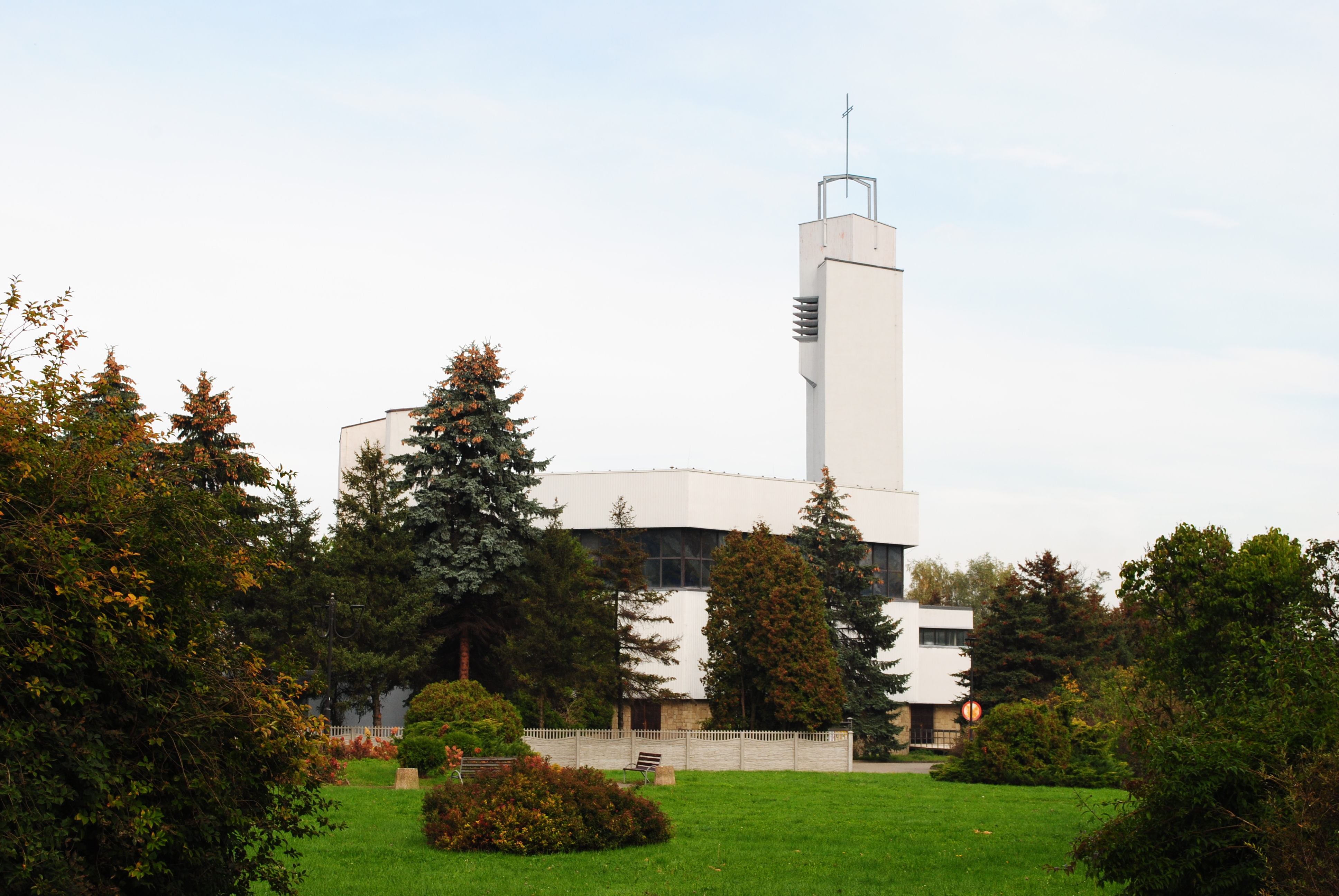
Kościół Ducha Świętego przy ulicy Węglowej w Bytkowie

Po II wojnie światowej, w 1951 roku nastąpiło poświęcenie kościoła Wniebowzięcia NMP w Przełajce. W 1980 roku powołano parafię Ducha Św. w Bytkowie, a 22 marca 1981 roku erygowano parafię Zmartwychwstania Pańskiego. W 1990 roku erygowano samodzielną parafię przy kościele Nawiedzenia NMP. Obecnie, na terenie miasta działalność religijną prowadzą następujące kościoły i związki wyznaniowe:
Kościół rzymskokatolicki (Dekanat Siemianowice Śląskie):
- parafia św. Michała Archanioła (ul. Kościelna 1)[197],
- parafia Zmartwychwstania Pańskiego (ul. Michałkowicka 37a)[198],
- parafia Krzyża Świętego (ul. Powstańców 2)[199],
- parafia św. Antoniego z Padwy (ul. ks. Jana Kapicy 2)[200],
- parafia Ducha Świętego (ul. Węglowa 7a)[201],
- parafia św. Jana Sarkandra (ul. Bańgowska 25)[202]
- parafia Wniebowzięcia Najświętszej Marii Panny (ul. Żniwna 2)[203]
- parafia Nawiedzenia Najświętszej Maryi Panny (ul. Polna 17)[204].

Kościół Ewangelicko-Augsburski w RP:
- Parafia Ewangelicko-Augsburska (ul. Stanisława Wyspiańskiego 4)[205].

Kościół Wolnych Chrześcijan w RP:
- Placówka misyjna (ul. Sobieskiego 10)[206].

Świadkowie Jehowy:
- zbór Bytków,
- zbór Miasto,
- zbór Michałkowice,
- zbór Tuwim z Salą Królestwa ul. Hermana Wróbla-Korfantego 14.

## Sport i rekreacja

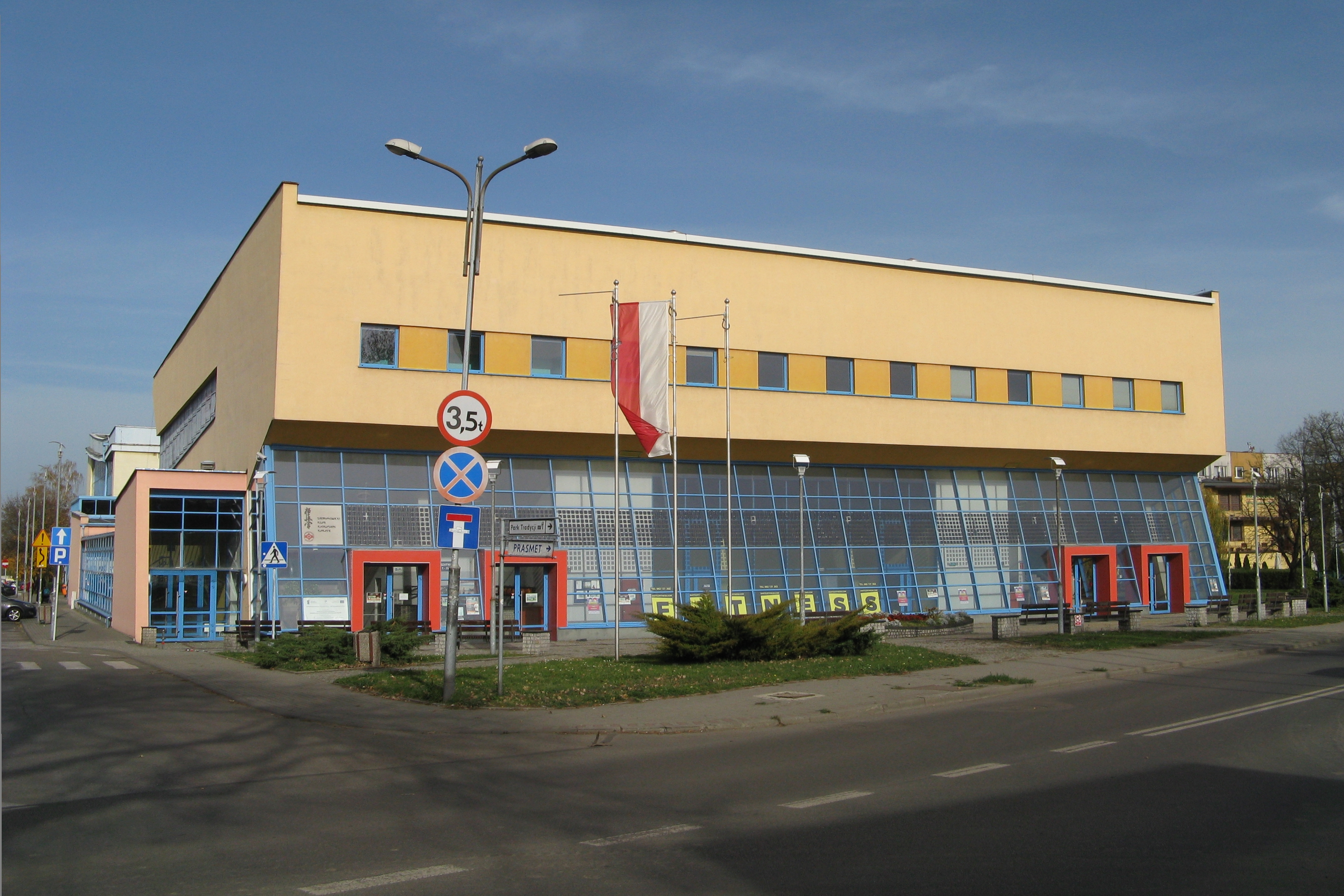
Kompleks sportowy „Michał” przy ul. Elizy Orzeszkowej

Działalność sportowo-rekreacyjna na obszarze Siemianowic Śląskich zaczęła rozwijać się w okresie przedwojennym. Do wybuchu I wojny światowej istniało kilka organizacji sportowych. W lipcu 1897 roku zostało założone siemianowickie gniazdo Towarzystwa Gimnastycznego „Sokół”. W 1905 roku został założony Siemianowicki Klub Pływacki. Jego staraniem w 1909 roku rozpoczęto budowę krytej pływalni, ukończonej w 1911 roku. W latach międzywojennych działały trzy kluby: „Iskra”, „Śląsk” oraz „07”. W tym czasie główną dyscypliną sportową była piłka nożna. Jednym z bardziej znanych działaczy i zawodników sportowych był mieszkający w latach 1926–1932 w Siemianowicach Alfred Hamburger – zapaśnik i gimnastyk. Był on w tym czasie naczelnikiem „Sokoła” Dzielnicy Śląskiej i Gniazda Siemianowice. W czasie II wojny światowej działalność sportowa w mieście została zawieszona.
Po wyzwoleniu miasta z niemieckiej okupacji, 8 marca 1945 roku odbyło się pierwsze zebranie organizacyjne klubu sportowego Siemianowiczanka, a 20 marca 1945 roku rozegrano pierwszy mecz piłki nożnej z klubem KS „Baildon” Katowice. W tym samym roku powstały także: klub sportowy kopalni „Siemianowice” oraz Górniczy Klub Sportowy „Wyzwolenie”, który skupiał mieszkańców Bytkowa i Michałkowic. W wyniku fuzji klubu sportowego „Motor” oraz klubu kopalni „Siemianowice” w 1957 roku powstał klub „Górnik”.

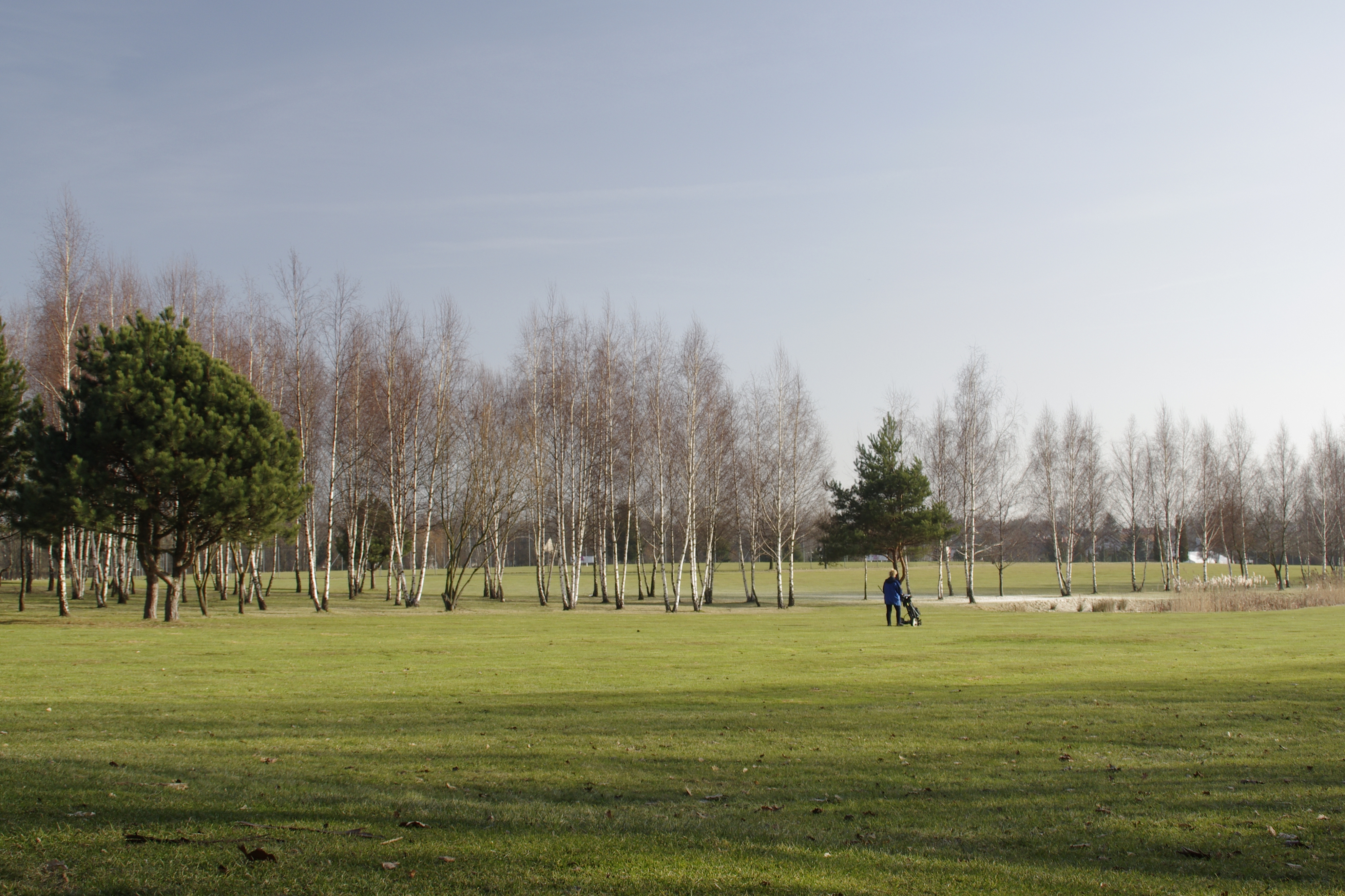
Pole golfowe Śląskiego Klubu Golfowego przy ulicy Sowiej

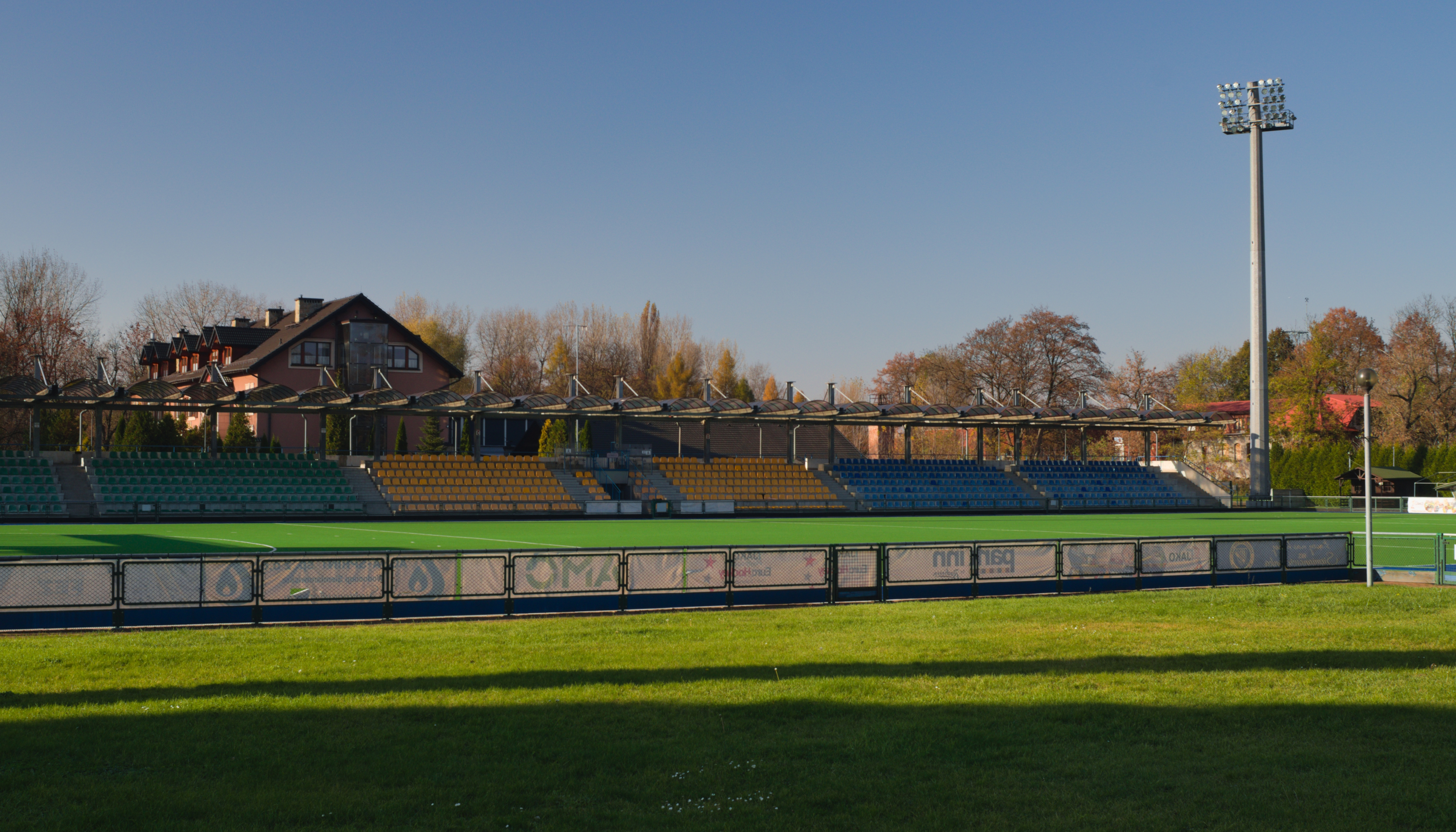
Kompleks Sportowy „Siemion” przy ulicy Olimpijskiej

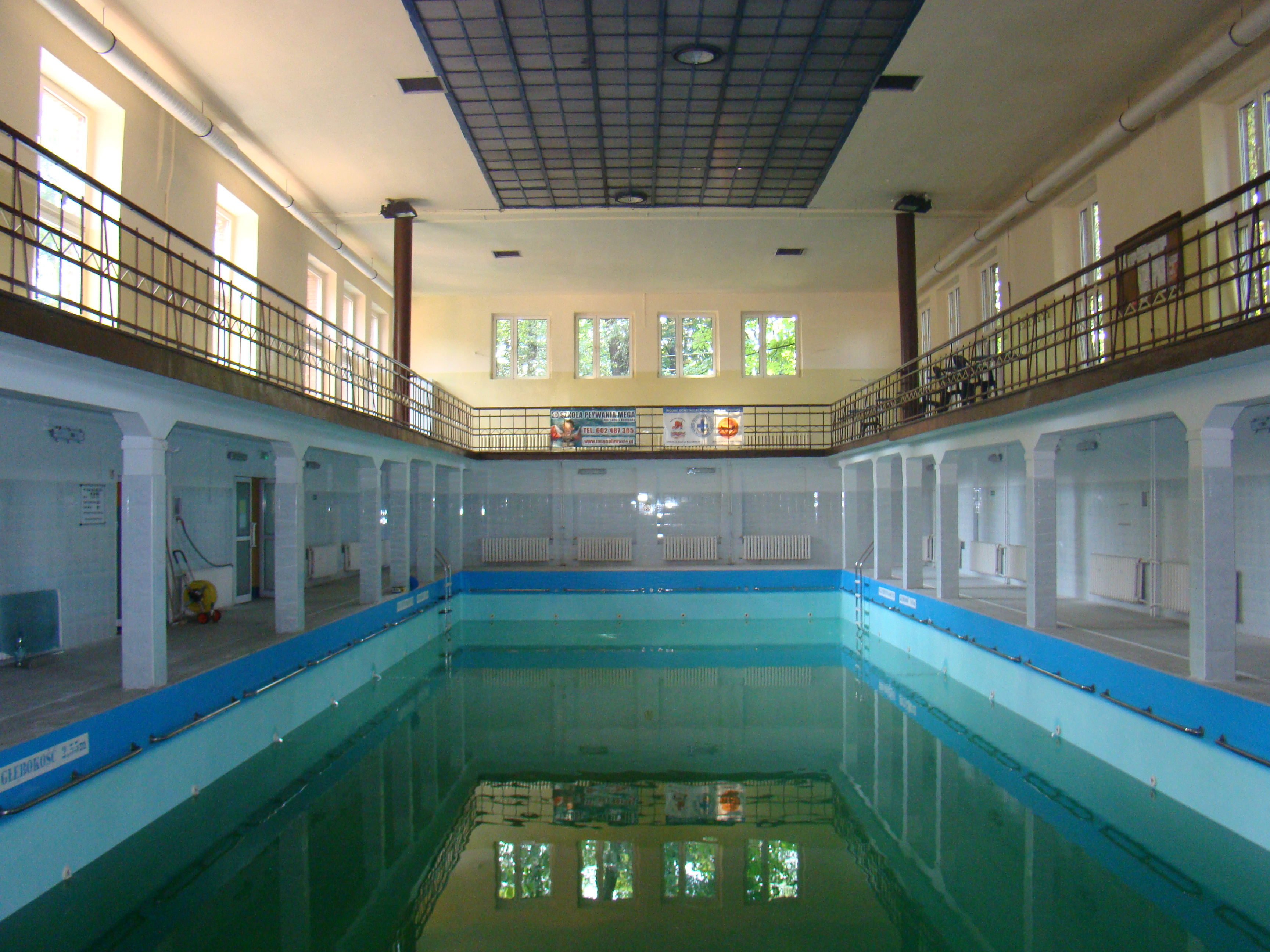
Wnętrze siemianowickiej Pływalni Miejskiej (przed modernizacją)

„Siemianowiczanka” w 1946 roku działała w 14 sekcjach, a do końca lat 60. XX wieku ostało się 8, z czego najbardziej znana była sekcja hokeja na trawie. Z klubu pochodziło kilku reprezentantów Polski, a Wiktor Ziaja był reprezentantem Polski w tej dyscyplinie na Letnich Igrzyskach Olimpijskich w Rzymie w 1960 roku. W mieście dalej są kontynuowane tradycje sportowe. W 2005, 2008 i 2010 roku w kompleksie sportowym „Siemion” zorganizowano Mistrzostwa Europy w Hokeju na Trawie w różnych kategoriach wiekowych. W mieście też odbył się mecz futsalowej reprezentacji Polski z drużyną węgierską. Organizowane są tu imprezy cykliczne, w tym Bieg Uliczny im. Wojciecha Korfantego, Tour de Pologne czy też Silesia Marathon.
W 2016 roku w Siemianowicach Śląskich działało łącznie 16 klubów sportowych, które zrzeszały 2066 członków w 23 sekcjach sportowych. Najważniejsze z nich to:
- Miejski Klub Sportowy Siemianowiczanka – założony 20 marca 1945 roku[212]; obejmuje sekcję piłki nożnej[213],
- Hokejowy Klub Sportowy Siemianowiczanka – klub działający w sekcji hokeja na trawie; mecze odbywa na stadionie Kompleksu Sportowego „Siemion”[214];
- Futsal Club 2016 Siemianowice Śląskie – klub futsalowy założony w 1995 roku pod nazwą „Zryw”[215],
- UKS Mustangi Michałkowickie – klub hokeja na trawie założony w 1993 roku; korzystający ze stadionu kompleksu „Siemion”[216],
- Międzyszkolny Klub Sportowy START Michałkowice – klub piłki ręcznej, założony w 2000 roku, zajmuje się szkoleniem dzieci od kategorii wiekowej młodziczek, drużyna seniorska występuje w II Lidze Kobiet w rozgrywkach PZPR; gra i trenuje w hali sportowej kompleksu „Michał”[217],
- Volley Club Górnik Siemianowice Śląskie – dawny klub siatkówki mężczyzn; grał na hali sportowej kompleksu „Michał”; w 2011 roku przeniósł swoją siedzibę do Katowic i zmienił nazwę na KS „Spodek” Katowice[218],

Ośrodki sportowe:
- Miejski Ośrodek Sportu i Rekreacji „Pszczelnik” – zarządza on następującymi obiektami:
  - Kompleks Sportowy „Siemion” – oświetlone boisko ze sztucznej trawy do hokeja na trawie wraz z krytymi trybunami na 900 miejsc[182],
  - Kompleks Sportowy „Michał” – składa się m.in. z krytego basenu, hali widowiskowo-sportowej, sali konferencyjni i do sztuk walki[182],
  - Kompleks Sportowy „Pszczelnik” – na kompleks składają się następujące obiekty sportowo-rekreacyjne położone w Parku Pszczelnik: hala sportowa, stadion z boiskiem do piłki nożnej i bieżnią lekkoatletyczną, boisko/lodowisko, korty tenisowe, boiska treningowe, basen letni, boisko do siatkówki plażowej, siłownia, tor rolkowy, trasy biegowe, a także pokoje gościnne[182],
- Pływalnia Miejska – mieści się w zabytkowym budynku Łaźni Miejskiej; posiada 25-metrowy basen kryty z zapleczem szatniowym, salką fitness i siłownią; osobno znajduje się boisko wielofunkcyjne Sporcik ze sztucznej nawierzchni[182].

Obiekty sportowo-rekreacyjnie w swoim zarządzie ma również Siemianowicka Spółdzielnia Mieszkaniowa. Są to m.in. boiska zlokalizowane przy ulicach: Przyjaźni, W. Wróblewskiego, W. Jagiełły, W. Korfantego i przy alei Młodych. SSM zarządza również Strefą Rozrywki „Renoma” przy ul. W. Wróblewskiego. Do pozostałych obiektów na terenie miasta należą: strzelnica sportowa Polskiego Związku Łowieckiego (ul. Zwycięstwa), pole golfowe Śląskiego Klubu Golfowego (ul. Sowia), tereny klubu jeździeckiego „Deresz” (ul. Brynicka) i boisko środowiskowe Młodzieżowego Domu Kultury (ul. F. Chopina).

## Opieka zdrowotna

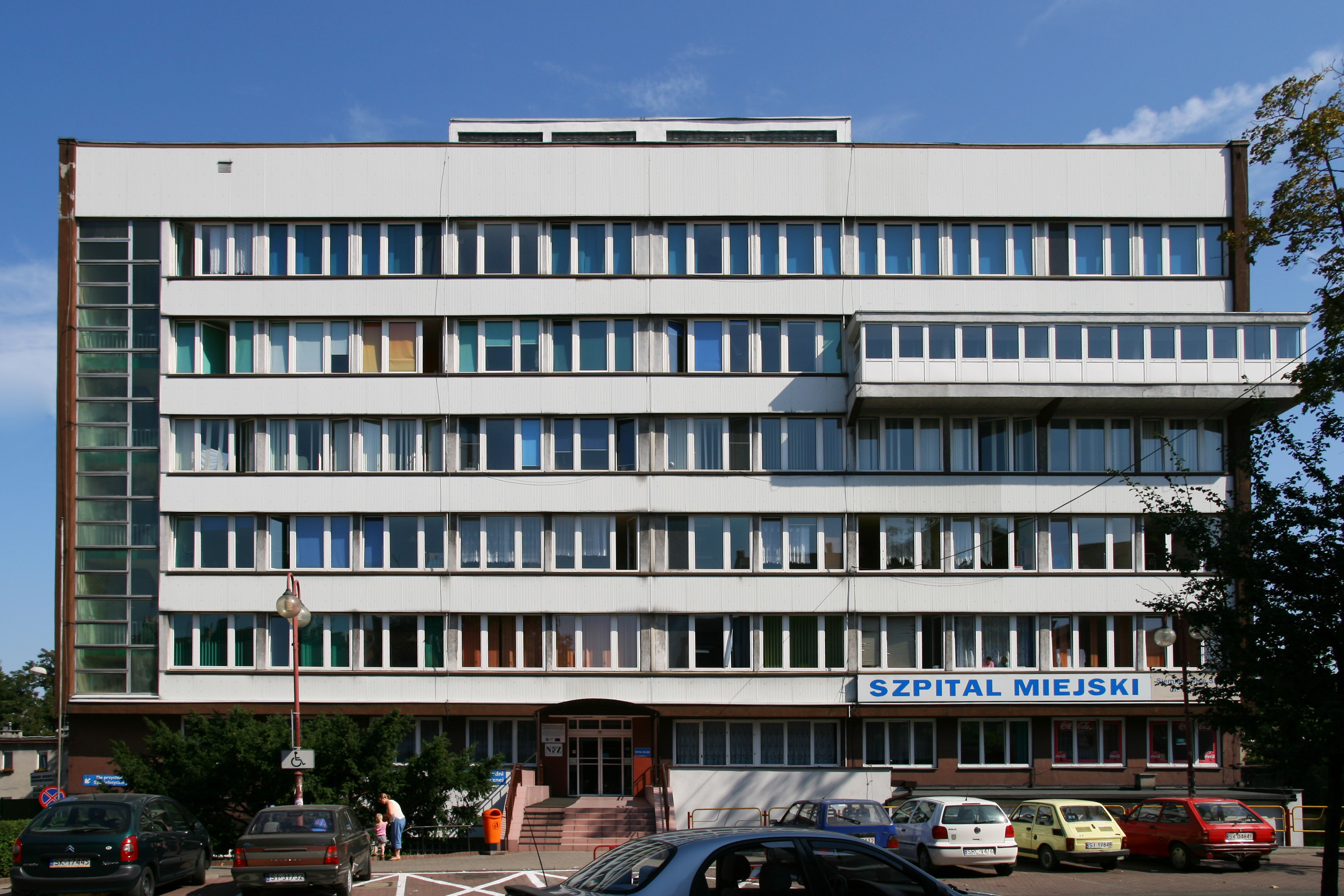
Szpital Miejski w Siemianowicach Śląskich przy ulicy 1 Maja

Początki zorganizowanej opieki zdrowotnej na obszarze Siemianowic Śląskich sięgają 1858 roku, kiedy to założono Spółkę Bracką górników siemianowickich kopalń. Grunt pod szpital został zakupiony w 1866 roku. Szpital Spółki Brackiej został oddany do użytku 1 listopada 1868 roku. W 1900 roku szpital górniczy rozbudowano. W latach międzywojennych na terenie Siemianowic działały szpital Spółki Brackiej oraz zakład leczniczy huty „Laura”. W sumie w mieście znajdowało się 200 łóżek szpitalnych. W 1945 roku otwarto szpital nr 2 w dawnym szpitalu hutniczym, posiadający wówczas 80 łóżek. W 1947 roku w gmachu przy obecnej ulicy Jana Pawła II zlokalizowano oddział położniczy dla powiatu katowickiego. Obecnie jest on siedzibą Centrum Leczenia Oparzeń, otwartego w 1998 roku w adaptowanym do tego celu gmachu oddziału ginekologiczno-położniczego Szpitala Miejskiego nr 1. 
Do 1950 roku prócz jednej wówczas istniejącej powstały trzy nowe przychodnie rejonowe, a w 1957 roku otwarto dwie następne przychodnie zakładowe. W 1968 roku w Siemianowicach Śląskich obsługiwało 113 lekarzy (w tym 28 dentystów), 28 dyplomowanych farmaceutów i 185 pielęgniarek. W tym samym czasie funkcjonowało 5 poradni rejonowych oraz 12 specjalistycznych, a także 6 aptek.
Siemianowicki Szpital Miejski powstał na bazie szpitali, które uruchomiono w latach międzywojennych. Szpital nr 1 przy ul. Jana Pawła II 1a – powstał na bazie szpitala Spółki Brackiej, Szpital Miejski przy ul. 1 Maja 9 – na bazie zakładu leczniczego ówczesnej huty „Laura”(późniejsza Huta „Jedność”). W mieście znajduje się również jedna z najnowocześniejszych w Europie i najnowocześniejsza w Polsce klinika leczenia oparzeń, która powstała w zabytkowym budynku szpitala Spółki Brackiej, tuż obok Szpitala Miejskiego.